# Totengericht
Totengericht (oder Jenseitsgericht) bezeichnet die religiöse Vorstellung, nach welcher der Mensch vor ein göttliches bzw. jenseitiges Gremium gestellt wird, das seine Lebensführung beurteilt. Dies kann direkt nach dem Tod oder bereits zu Lebzeiten (eschatologisch) oder in einigen Religionen auf beiderlei Weise geschehen. Die Beurteilung erfolgt meist aufgrund ethischer Maßstäbe. Gesellschaftliche Kriterien oder Totenrituale können allerdings auch eine Rolle spielen.
Im weiteren Sinne bezeichnet der Begriff alle Auswahlverfahren, die eine Person nach ihrem Tod zu durchlaufen hat. Oft fällt das Totengericht über die Einzelnen mit dem Letzten Gericht am Ende der Welt zusammen.

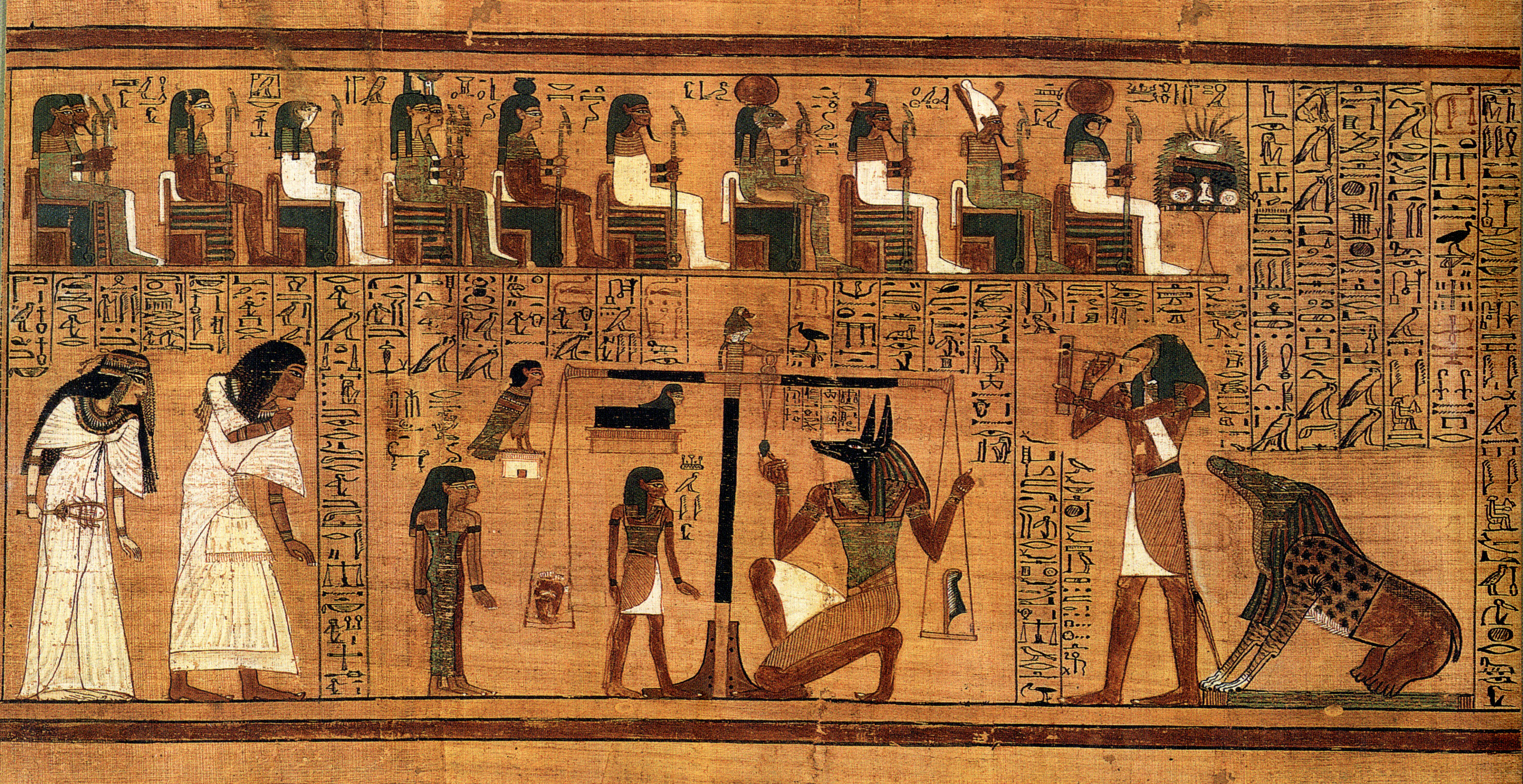
Altägyptisches Totengericht: Wiegen des Herzens. Szene aus dem Totenbuch des Schreibers Ani. Untere Reihe, links: Ani und seine Frau Tutu betreten die Götterversammlung der Unterweltsrichter. Mitte: Anubis wiegt Anis Herz gegen die Feder der Maat, beobachtet von den Göttinnen Renenutet und Meschkenet, dem Gott Schai und Anis Ba-Seele. Rechts: Ammit, die Anis Seele verschlingen wird, wenn er die Prüfung nicht besteht, der Gott Thot bereitet den Bericht darüber vor. Obere Reihe: Als Richter fungierenden Götter.

## Wesentliche Grundbegriffe und Konzepte
Die Formen des Totengerichtes und die damit verbundenen Jenseitsvorstellungen spiegeln ein bestimmtes Weltverständnis wider. Folgende Konzepte und Einflussgrößen sind wesentlich:
- Primäre Einflussgrößen (häufig miteinander kombiniert)
  - Ahnenkult, bei dem die Vorstellung eines Kontinuums von Diesseits und Jenseits vorherrscht.[4]
  - Totenkult und Begräbniskult. Von Totenkult spricht man, wenn der Tod selbst im Mittelpunkt der Riten steht und nicht mehr die Beziehung zu den Vorfahren.[5] Das Diesseits steht dabei im Gegensatz zum Jenseits.[6]
  - Jüngstes Gericht mit Endzeitvorstellungen (Eschatologie). Die entsprechende Weltvorstellung ist linear bzw. teleologisch, oft mit abschließendem Totengericht.
- Religiöse und kosmologische Konzepte
  - Tod und Unsterblichkeit
  - Verhältnis von Diesseits und Jenseits, von Unterwelt/Totenreich und Himmel
  - Vorstellungen von Gott/Göttern, Geistern und Dämonen
  - Vorstellungen von Karma, Gnade, Schuld, Erlösung, Prädestination usw.

Einen Einfluss haben auch Konzepte wie etwa ein Weltbild, Ethik und Moral, Gewissen und freier Wille, weiter die Anschauungen von Verantwortung, Schuld und Gerechtigkeit. Zu gesellschaftlichen Konzepten gehören Sozialer Status, die Sozialstruktur, Recht und Gesetz, vor allem das Vergeltungsprinzip, und schließlich die Rituale und Opfer sowie die Bestattungsformen und Grabbeigaben.

## Totengerichte in verschiedenen Religionen und Kulturen

### Vorbemerkungen
Totengerichte und damit die Vorstellungen endzeitlicher Ereignisse (Eschatologie) sind Bestandteile zahlreicher Religionen. Eine bloß historische Beschreibung entlang der Zeitachse ergibt nur lose zusammenhängende Teilansichten. Daher lohnt sich eine soziologische, phänomenologische und anthropologische Betrachtung. Will man das Totengericht einer Religion verstehen, muss man ihren Jenseitsglauben und ihre Ethik verstehen.
Grundlegend für das Verständnis des Konzeptes „Totengericht“ ist die Idee der Gerechtigkeit, die zunächst auf göttlichen Ursprung zurückgeführt wird. Vorstellungen einer jenseitigen Wiederherstellung der Gerechtigkeit durch ein Totengericht sind zuerst im mediterranen und indoeuropäischen Raum nachweisbar. Die Menschen werden anhand religiöser, ethischer und gesellschaftlicher Kriterien gerichtet. Begangenes oder erlittenes Unrecht wird ausgeglichen, häufig in Übereinstimmung mit diesseitigen Rechtsnormen. Dies kommt in geschichteten Gesellschaften mit hierarchischen Machtansprüchen vor und geht oft Hand in Hand mit der etablierten Religion. Die Rechtfertigungen für die jeweilige gesellschaftliche Ordnung waren zunächst metaphysischer, später pseudorationaler Natur und für die Herrschenden nützlich.
Das Problem der Theodizee (Gerechtigkeit Gottes) beschäftigt Theologen und Philosophen bis heute und lässt sich von keinem Jenseitsgericht lösen: die Frage, warum das Böse trotz göttlicher Allmacht und trotz aller Opfer und Gebete so viel bewirken kann. Andererseits ist das Gute und das Böse weitgehend relativ zur Religion, Gesellschaft und Kultur als Ausdruck von Macht und Interessen bestimmbar, ein extremer Ausdruck dafür ist die in einigen Religionen herrschende Prädestinationslehre. Trotzdem konnte auch hier mit Hölle, Himmel, Apokalypse usw. ein Totengericht etabliert werden, allerdings nur, falls freier Wille und menschliches Gewissen vorausgesetzt werden, die Menschen sich also für Gut oder Böse entscheiden können. In östlichen Religionen unterliegen allerdings selbst die Götter dem Gesetz des Karma. Sie sind nur Teil einer allumfassenden anzustrebenden kosmischen Harmonie – dies besonders im Daoismus.
Das Spannungsfeld zwischen freiem Willen (oder Gewissen) samt Erlösungssehnsucht auf der einen und den göttlichen Ansprüchen auf der anderen Seite bestimmt wesentlich die Ausgestaltung der Totengerichte. Nach dem Rechtstheoretiker Hans Kelsen sucht der Mensch in der Religion und Metaphysik nach „absoluter Rechtfertigung“. Dies bedeute aber, dass die Gerechtigkeit von dieser Welt in ein Jenseits verlegt werden müsse, wodurch eine übermenschliche Autorität bzw. Gottheit für die absolute Gerechtigkeit zuständig werde.

### Historische Religionen
Die Vorstellung eines Totengerichts ist zuerst eindeutig in der ägyptischen Mythologie nachweisbar. S. A. Tokarew notierte, dass tröstliche Hoffnungen auf eine Belohnung im Jenseits in den frühen Klassengesellschaften ebenso fehlen wie noch in der „Urgesellschaft“ in den frühen Religionen. Tokarew verstand sie als notwendiges Mittel zur Entschärfung sich verschärfender Klassengegensätze. Das Ziel der Erlösung wird vor allem auf drei Wegen erreicht:
1. In den ältesten Glaubensformen vor allem durch magische Rituale, zum Beispiel in der altägyptischen Religion und in den alten Mysterienkulten.
2. Später durch eigene Anstrengungen, gewöhnlich durch die Erlangung esoterischen Wissens, Askese oder Heldentod, so zum Beispiel in der Orphik, im Hinduismus, Buddhismus und Islam sowie im Zoroastrismus, aber teilweise auch in der Religion der Germanen (Walhall) und den griechischen Konzepten vom Elysion.
3. Schließlich durch göttliche Hilfe, etwa im Christentum (insbesondere in der Rechtfertigungslehre), im Judentum (vor allem im späteren, nachexilischen) und im Islam, die daher auch Erlösungsreligionen heißen (für den Buddhismus, der mitunter auch dazu gerechnet wird, gilt das Motiv der göttlichen Erlösung durch Gnade gerade nicht).

Diese Formen treten selten rein auf. Aus den drei Hauptformen haben sich im Laufe der Zeit zumeist Mischformen herausgebildet, zum Beispiel ein Totengericht im Hinduismus, Buddhismus und den chinesischen Ahnen-Religionen, Prädestination und magische Rituale im Islam, Seelenwanderung in der Orphik und im jüdischen Chassidismus usw. In jüngeren Religionen treffen wir oft auf Brauchtümer aus älteren religiösen Traditionen.
Limitierender Faktor der Beurteilung älterer Religionen ist die meist nur archäologisch vorliegende Überlieferung und ihre wissenschaftliche Deutung. Der Vermerk „kein Totengericht“ bedeutet im Folgenden vor allem bei den frühen historischen Religionen daher nicht, dass es effektiv keines gegeben habe, sondern nur, dass nichts davon überliefert ist (zum Beispiel bei den Phöniziern). Für die vorklassischen Hochkulturen sind jedoch vor allem in Ägypten und Mesopotamien auch ausführlichere Schriftdokumente erhalten, in anderen Kulturkreisen, etwa des frühen vedischen Hinduismus, gibt es einschlägige religiöse oder heilige Texte.

#### Altes Ägypten

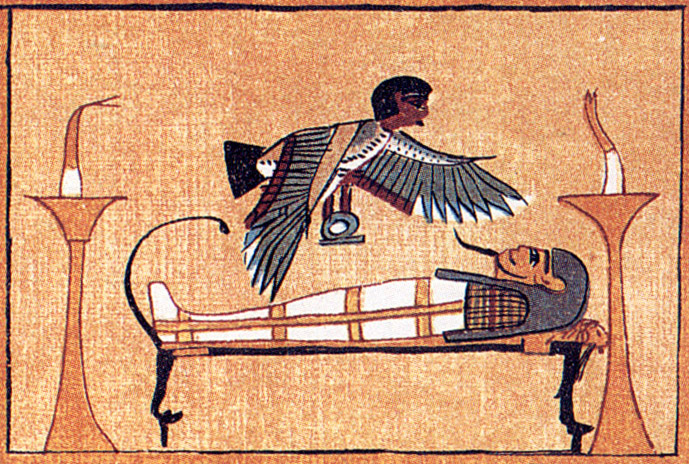
Faksimile einer Vignette aus dem Totenbuch des Ani. Die Ba-Seele des toten Ani erhebt sich über seine Mumie. Die Wiedervereinigung der Ba-Seele mit dem Körper wurde für das Weiterleben nach dem Tode als notwendig betrachtet. Dazwischen lag das Totengericht. Der Ba hält hier einen Schutz und Ewigkeit symbolisierenden Schen-Ring umklammert.

Im alten Ägypten ist das Totengericht samt Jenseitsvorstellungen erstmals ausführlich nachweisbar. Die „Idee eines Totengerichtes“ bildete sich bereits im Alten Reich heraus und ist im Zusammenhang des königlichen Himmelsaufstiegs in den Pyramidentexten bezeugt. Die Idee des Totengerichts war zunächst nur auf den König (Pharao) selbst und seine engsten Vertrauten beschränkt. Seine Anrufung stellte eine Gefahr dar, da ein „Antrag auf Überprüfung der Taten“ bei Verfehlungen des Königs ein negatives Urteil folgen ließ, was nicht nur den Himmelsaufstieg verhinderte, sondern zu einem ewigen Aufenthalt im „verborgenen Bereich des Todes“ führte.
Erst im Verlauf des Mittleren Reiches vereinigte sich durch das neue theologische Konzept der dritten Ebene (Duat) auch im privaten Bereich nach erfolgreicher Prüfung durch das Totengericht die vor allem in Vogelgestalt erscheinende Ba-Seele als Träger der unvergänglichen Kräfte im Jenseits wieder mit dem Körper des Toten, der daher als Mumie unbedingt zu erhalten war.
Das im Neuen Reich modifizierte Totengericht (auch Halle der Vollständigen Wahrheit), vor das jeder nichtkönigliche Verstorbene treten musste, erhielt erstmals kanonische Vorschriften und genaue Rahmenbedingungen. Nun wusste jeder Altägypter im Voraus, welche „Anklagepunkte“ ihn erwarteten und das Leben vor dem Tod konnte an die Gesetze des Totengerichts angepasst werden. Das Totengericht bestand aus einem von Osiris geleiteten Tribunal aus 42 auch dämonisch aufgefassten Totenrichtern (Gaugötter), die darüber entschieden, welche Ba-Seelen in das Jenseits übertreten durften. Waren das Herz des Verstorbenen und die als Feder symbolisierte Göttin Maat im Gleichgewicht, hatte der Tote die Prüfung bestanden und wurde von Horus vor den Thron des Osiris geführt, um dort sein Urteil entgegenzunehmen; war das Urteil negativ, wurde das Herz nach der Amarna-Zeit der Göttin Ammit zur Vernichtung anheimgegeben, drohte dem Verstorbenen der Aufenthalt in der Finsternis. Nicht die „Unschuld“ bestimmte das Urteil, sondern die Fähigkeit, sich von seinen Sünden loszulösen.
Jenseitsvorstellungen: Bestand man das Totengericht, konnte man durch die Unterwelt Ta-djeser in den lichten Ort Sechet-iaru weiterreisen. Hier erwartete einen die Fortsetzung des diesseitigen Lebens, wobei einem die Uschebti die Arbeit abnahmen. Im Totenreich, in dem man je nach Grabausstattung mehr oder weniger sicher und angenehm lebte, gab es neben der Duat beziehungsweise Nenet (Gegenhimmel) die Hetemit (Vernichtungsstätte). Dort erlitten die Gefressenen ihre Strafen und unterweltlichen Schlangen in ihren Gruben fügten ihnen den endgültigen Tod zu. Diesem Vorgang entspricht im Christentum die praktizierte Vorstellung der Hölle, die möglicherweise von hier in das Christentum eingedrungen ist. Denn zumindest im vorexilischen Judentum gibt es einen derartigen Strafort nicht, nur eine allerdings öde Unterwelt (Scheol). Erst in der hellenistischen Epoche wurde sie durch einen Strafort Gehinnom ergänzt; ähnlich in Mesopotamien. Das Grab war als „Haus der Ewigkeit“ ihr Wohnort mit einer Scheintür nach Westen als Zugang zur Unterwelt. Das „Herausgehen am Tage“, das heißt, mit dem Sonnengott Re auf der Sonnenbarke über den Himmel zu fahren und mit ihm die gefährliche, von Apophis bedrohte Nachtfahrt zu bestehen, war der Lohn der in der Unterwelt verweilenden Ba-Seelen beziehungsweise Ahnengeister. Das den Pharaonen nach ihrem Tod vorbehaltene Schicksal war der Aufstieg zu den göttlichen zirkumpolaren Sternen. Das Totengericht hatte bei den Ägyptern wie überhaupt die gesamte Fürsorge für das Jenseits große Bedeutung, da der Tote auf Speisung (Opfer) angewiesen war. Die Unterwelt, durch die jede Nacht auch die Sonnenbarke fuhr, wurde als unsicher begriffen, ein Ort, an dem zahlreiche Gefahren drohten, oft in Gestalt von Tierdämonen.
Religionssoziologie: Dass das westliche Totenreich zum einen als Schreckensort, zum anderen paradoxerweise durchaus positiv verstanden wurde, liegt an der Vermischung chthonischer Vorstellungen eines Fruchtbarkeitskultes um Osiris mit solchen eines vom Weltengott Re bestimmten Sonnenkultes. Dabei treffen alte bäuerliche und alte nomadische Konzepte aufeinander, wie sie in der Mythologie durch den Kampf zwischen Osiris und Seth thematisiert sind und offenbar prähistorische Bevölkerungskonflikte reflektieren. Diese Konflikte hingen mit der Aridisierung der Sahara im Verlaufe der Geschichte Nordafrikas und zu Beginn des altägyptischen Reiches zwischen 3500 und 2800 v. Chr. zusammen. Möglicherweise waren sie der Auslöser für die Reichsbildung, da offenbar der Bevölkerungsdruck zu einer zunehmenden Versklavung der ins Niltal drängenden Nomaden führte. Insgesamt sind die ägyptischen Totengerichts- und Jenseitsvorstellungen somit eine heterogene Mischung aus verschiedenen religiösen Traditionen, in deren Entwicklung eine „verwischende Theologie“ etwa mit Antagonismen zwischen Re und Osiris auffällt und Unvereinbares zusammengefügt wurde. Insgesamt überwogen im Jenseitsglauben der Ägypter magische Vorstellungen gegenüber religiös-sittlichen Ideen, und die Konzeption wurde nach S. A. Tokarew „offenbar von den Priestern im Interesse der herrschenden Klasse als Reaktion auf die wachsenden Klassengegensätze entwickelt“. Der marxistische Ethnologe und Religionswissenschaftler schrieb weiter: „Die Sklavenhalter und Priester waren darauf bedacht, die abergläubische Masse des geknechteten Volkes durch Androhung von Strafen im Jenseits einzuschüchtern und mit der Hoffnung auf Belohnung im Jenseits zu trösten. Für die Epoche des Mittleren Reiches, besonders für die Zeit der schweren sozialen Erschütterungen im 18. Jahrhundert v. Chr. … ist dies sehr bezeichnend. Sicherlich hat später die ägyptische Lehre vom Totengericht die Entwicklung ähnlicher Vorstellungen im Christentum in gewissem Maße beeinflusst.“ Ein Ahnenkult außerhalb des Toten- und Begräbniskultes bestand mit Ausnahme für die verstorbenen Pharaonen im alten Ägypten kaum.

#### Altorientalische Hochkulturen
Die altorientalischen Vorstellungen von Gerechtigkeit erstrecken sich bis ins Jenseits, wie der ägyptische Osiriskult mit seiner Vorstellung von einem Totengericht zeigt. Darin wird eine individuelle „Schuld“ nach dem Tode abgerechnet. Diese „Schuld“ beruht auf der Nichteinhaltung von diesseitigen Regeln, die die jeweiligen Machthaber im Dienste ihres Machterhaltes erlassen haben und die den Druck zu ihrer Einhaltung mit der Drohung einer Strafe nach dem Tod verstärken. Das Prinzip gilt für die anderen Erlösungsreligionen und die mittelmeerischen Mysterienkulte ebenso. Der Herrscher besitzt eine gottähnliche Stellung und wird gefördert durch eine Priesterkaste, die die geltende Weltinterpretation für den Einzelnen nicht zur Disposition stellte. Der urtümliche, später auch in frühen afrikanischen Königreichen geübte Brauch, jedes Jahr einen neuen König zu wählen und den alten rituell zu opfern, um keine Herrschaftskonstanz entstehen zu lassen, wurde bald durch unterschiedliche Maßnahmen umgangen. Bei den Hethitern etwa oder in Mesopotamien wurde für diesen Anlass ein „König für einen Tag“ oder ein Ersatzkönig ernannt.

##### Mesopotamien

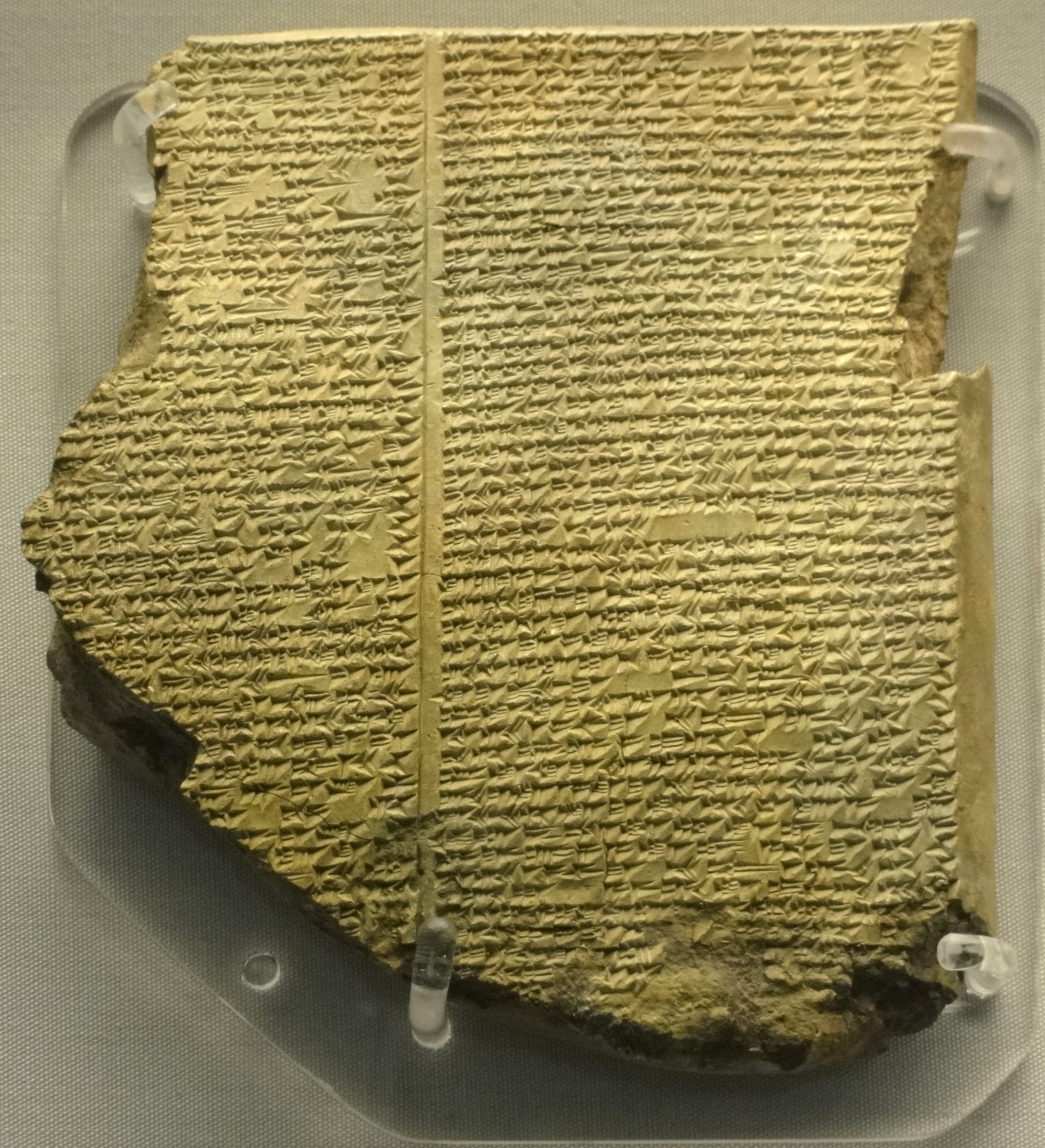
Eine Keilschrifttafel des Gilgamesch-Epos, der Hauptquelle für die mesopotamischen Totengerichts- und Jenseitsvorstellungen, hier mit dem Text der Noah- und Sintflutsage

Während die Totengerichts- und Jenseitsvorstellungen des Alten Ägypten eher hoffnungsfroh konzipiert sind, sogar mit der Möglichkeit, die Götter magisch zu täuschen, stellen sich die einschlägigen mesopotamischen Konzepte eher als ein grimmiges und hoffnungsloses Gegenbild dar. Dies habe auch auf die alten kanaanäisch-jüdischen Vorstellungen der Scheol abgefärbt.
Die Grundzüge der Jenseitsvorstellungen in der Religion Mesopotamiens waren extrem pessimistisch, die Totenverehrung von der Furcht vor den Toten und vor dem Grausen über ihr elendes Schicksal in der durch sieben schreckliche Tore zu betretenden Unterwelt Kurnugia geprägt, ein Schicksal, das Gute wie Böse gleichermaßen traf, soweit diese Kriterien überhaupt vorkommen. Die Furcht vor dem Tod und die Suche nach Unsterblichkeit ist hier erstmals in der Weltliteratur geschildert (Gilgamesch-Epos). Grundlage war die Vorstellung, der Mensch sei den Göttern völlig untergeordnet und stehe ihnen zu Diensten. Mit Hilfe von Vorschriften und Beschlüssen (den Me-Prinzipien, die dem alten Maat-Konzept der Ägypter ähneln) bestimmten die Götter das Schicksal jedes einzelnen Menschen und legten es auf göttlichen Schicksalstafeln nieder. Aufgabe der Menschen war es dann, diese Beschlüsse in absoluter Unterwerfung auszuführen. Das Leben erstreckte sich linear und war mit dem Tod zu Ende, der den Menschen als Schattenexistenz in die Unterwelt entließ, die von der Göttin Ereškigal, später zusammen mit Nergal, beherrscht wurde. Entsprechend gestalteten sich schon die diesseitigen Riten mit ihrer Betonung der Reinigungszeremonien zur Entsühnung.
Eigentliches Totengericht und Unterwelt: Jeder, der über den Unterweltsfluss Ḫubur in das Totenreich gelangte, musste sich einem Totengericht unterwerfen. Das Verfahren ist im Gilgamesch-Epos (Sintflutsage) fragmentarisch beschrieben. Heroen wie Gilgamesch traten dabei als bleiche Totenrichter auf, von denen es sieben gab, meist verstorbene und dann wie Gilgamesch deifizierte Großkönige. Es gibt im Gegensatz zu ägyptischen Vorstellungen aber kaum Belohnung oder Bestrafung im Jenseits, also auch keine persönliche Verantwortlichkeit und kein Vergeltungsprinzip. Denn das Schicksal war von den Göttern vorherbestimmt. Nur gefallene Krieger wurden besser behandelt, desgleichen die von den Lebenden durch Totenopfer in ihrer Grabstätte (Kianag) gut Versorgten. Auch Väter mehrerer Söhne hatten es besser, wie Enkidus Bericht aus dem Totenreich ausweist. Generell liegt jedoch dasselbe dunkle Schicksal über jedem Toten: er frisst Dreck, friert, hungert, dürstet und ist wie ein Vogel gefiedert. Wenn er Glück hat, kann er fliehen und im Diesseits entsprechend der ausgeprägten Dämonenfurcht der Mesopotamier als böser Dämon die Lebenden erschrecken (so auch in den altarabischen Religionen und von da im Islam, zum Beispiel die Dschinn, aber auch noch im Christentum, etwa in den Halloween-Bräuchen). Totenrituale und Totenopfer hatten vor allem den Sinn, dieses Schicksal der Toten zu mildern, sie etwa durch Trankopfer wenigstens mit reinem Wasser zu versorgen.
Die von Woolley entdeckten sumerischen Königsgräber von Ur (um 2700 v. Chr.) zeigen eine sehr alte und urtümliche Schicht von Bräuchen. Sie zeugen von massiven, so nur noch in Kiš gefundenen Menschenopfern, die während einer Bestattung vollzogen wurden. Unklar ist allerdings, ob man glaubte, der tote Herrscher könne Frauen, Helfer und Ausstattung ins Jenseits mitnehmen. Doch finden sich in anderen frühen Kulturen ähnliche Beispiele, die als Zeichen einer Vergöttlichung gewertet werden, welche dem König die Unterwelt ersparte. Sie stand auch den Pharaonen zu, doch hatte man in Ägypten nach der 1. Dynastie das Menschenopfer aufgegeben und sich im Grab mit Uschebtis begnügt.
Parallelen und Bezüge: Vermutlich haben die Israeliten, soweit es sich nicht um Überreste der Patriarchenzeit handelt (der biblische Abraham war aus dem südmesopotamischen Ur zugewandert), die mesopotamischen Vorstellungen vor allem während des Exils für ihre eigene Hölle Gehinnom übernommen. Sie entsprechen in etwa denen des Hades, der ebenfalls eine Entsprechung zur Hölle hat: den Tartaros. Auch zwischen Gilgamesch-Epos, Osiris-Mythos und Orpheus-Mythos gibt es Parallelen, die darauf hindeuten, dass es sich um altorientalische mediterrane Mythenstränge handelt, die bis in die Antike nachwirkten. In Ägypten existiert überdies ein (Fruchtbarkeits-)Mythos vom Höllengang der Göttin Inanni (in einer anderen Fassung von Ištar), die beim Durchschreiten jedes Tores eine ihrer göttlichen Fähigkeiten einbüßt. Nach dem siebten Tor steht sie nackt und entmachtet vor der Unterweltsgöttin Ereškigal, deren Todesblick sie ausgeliefert ist und dem sie nur durch einen vorausschauenden Trick entkommen kann.
Weitere Entwicklung: Ob der Tod eher als etwas Angenehmes oder Düsteres vorgestellt wird, hat massive Auswirkungen auf die Gegenwart und die Ethik der Lebenden. Entsprechend hat diese Furcht später zu einem gewissen Zweifel am Sinn des Ganzen geführt. Man wollte sich nicht ohne weiteres dem unerforschlichen Ratschluss der Götter unterwerfen, ohne dabei die geringste Gerechtigkeit einfordern zu können, so dass es gelegentlich zu einem sehr diesseitigen Hedonismus oder zu einer völligen Negierung des Diesseitigen kam. Ein Ahnenkult als solcher war zwar vorhanden, jedoch vor allem in Gestalt eines Opfer- und Begräbniskultes beim Adel und bei deifizierten Herrschern. Ansonsten fürchtete man sich eher vor den Totengeistern.
Die Elamiter, die östlich des Tigris im heutigen Westiran ab 3000 v. Chr. ein Reich errichteten, hatten etwas abweichende Vorstellungen. Ihr Jenseitsglaube war stark anthropomorph strukturiert; man fand viele Grabbeigaben, die auf eine Fürsorge für das Jenseits schließen lassen. Ein ausgeprägter Fruchtbarkeitskult scheint dabei ebenfalls eine Rolle gespielt zu haben. Der Totengott Inšušinak (sumer. Herr von Susa) bildete zusammen mit den Göttern Humban und Chutran eine oberste Dreiheit. Die Toten wurden von dem als Psychopomp fungierenden Götterpaar Ischnikorat und Legamel in einem Zwischenreich empfangen und vor den Totengott geführt, der sie richtete.

##### Altiranische Religion und Zoroastrismus
Obwohl es vor allem in Indien noch Reste davon gibt (Parsismus) wird der Zoroastrismus unter den historischen Religionen besprochen. Er stellt im Vergleich zur altägyptischen Religion mit ihren von magischen Vorstellungen bestimmten Jenseitshoffnungen und im Vergleich zu den Jenseitsvorstellungen der Mesopotamier mit ihrer Erbarmungs- und Hoffnungslosigkeit einen dritten Grundtypus dar. Denn im Zoroastrismus spielt die Selbstverantwortung des Menschen im Rahmen eines sich in ethischen Qualitäten äußernden kosmischen Dualismus die Hauptrolle.

Wie in anderen Religionen auch, vor allem wenn sie über lange Zeiträume lebendig waren, variieren die Jenseitsvorstellungen in der zeitlichen Abfolge stark. Im frühesten Teil des Avesta, den Gathas, wird keine physische Wiederauferstehung erwähnt, obwohl die Vorstellung von einem Totengericht dort bereits vorhanden ist. Erst in den jüngeren Teilen des Avesta, die etwa um 200 n. Chr. entstanden sind, ist von Himmel und Hölle als physischen Orten die Rede. Dieses Konzept bildete sich noch stärker heraus, als das Judentum, das Christentum und der Islam aufkamen und vom Zoroastrismus beeinflusst wurden.
Über die altiranische Religion vor Zarathustra ist wegen zahlreicher machtpolitischer und religiöser Überlagerungen wenig bekannt. Da dieser jedoch von den altiranischen Religionsformen ausging, nimmt man an, dass Ähnlichkeiten zum von ihm entworfenen Religionskonzept bestanden haben müssen. Kulturelle und religiöse Details oder gar eine Einheitlichkeit der Kultur und Religion im iranischen Hochland dieser Periode, in der sich zudem zahlreiche verschiedene Völker drängten, lassen sich aus den wenigen Funden nicht ableiten. Dies ändert sich erst mit Kyros II. in der Achämenidenzeit. Weit verbreitet war damals der Glaube an Ahura Mazda als höchstes Wesen, den auch Zarathustra ebenso wie den alten Feuerkult übernahm und zum Monotheismus einer Offenbarungsreligion weiterentwickelte. Auffällig ist die Ähnlichkeit zur vedischen Religion.
Im möglicherweise vor etwa 3500 Jahren entstandenen Zoroastrismus (auch Parsismus und Mazdaismus) wird der durch Ahura Mazda und Ahriman personifizierte Gut-Böse-Dualismus erstmals in der Geschichte der Religionen konsequent entwickelt und steht im Zentrum der Vorstellungen. Ein Dualismus von Körper und Geist wird dabei allerdings strikt abgelehnt, vielmehr ist das Böse durch Ahrimans die ursprüngliche Harmonie zerstörenden Eingriff entstanden. Gut und Böse sind demnach primär kosmische, nicht ethische Konzepte, die sich nur sekundär als Zeichen der gestörten Harmonie in ethischen Phänomenen äußern. Entsprechend kennt der Zoroastrismus auch keinen eigentlichen und kataklysmischen Weltuntergang, sondern eine Erneuerung der ursprünglichen Harmonie. Dieser Dualismus bestimmt auch als zentrales Element die Vorstellungen vom Jenseits und vom Totengericht. Gerechtigkeit ist hier absolut menschlich, da der Zoroastrismus dem Menschen erstmals einen freien Willen zubilligt. Prädestination, Magie, Protektion etc. fehlen hingegen in Zarathustras Grundkonzept völlig, sind aber bis heute als Restbestände älterer Vorstellungen erhalten geblieben.
Totengericht und Jenseits: Die iranischen Konzepte, wie sie vor allem in den Gathas beschrieben sind, ähneln stark den indisch-vedischen der Upanishaden. Der körperliche Tod steht mit den Mächten des Bösen in Verbindung. Daher verunreinigte sich jeder, der einen Leichnam berührt. Tode verwesten deshalb in den Türmen des Schweigens. Die Knochen wurden eingesammelt, um im Grab das letzte Gericht zu erwarten, eine alte Vorstellung von der Knochenseele, wie man sie bei manchen nordamerikanischen Indianern findet (siehe dort). Auch das heilige und reine Feuer durfte damit nicht in Berührung kommen. Die Seele wird dabei als geistiges Prinzip gedacht und bedarf des Körpers nicht. Himmel und Hölle sind im Jenseits Orte, die jeweils als Ergebnis von Gedanken, Worten und Taten zugemessen werden. Es gibt somit eine Rechenschaftspflicht des Menschen gegenüber Ahura Mazda (auch: Ohrmuzd), und damit wird auch ein Totengericht notwendig. Dort werden nach dem Tod in einem ersten Richterspruch mittels einer Waage der Gerechtigkeit individuelle Strafen zugeteilt, die dem Verhalten im Leben entsprechen. So erlangen diesseitige Moralprinzipien wie Gerechtigkeit wieder größere Bedeutung, vor allem die Hauptpflicht des Gläubigen: die Förderung der guten Schöpfung, wobei der die geistige und körperliche Welt verbindende Harmoniegedanke eine bedeutende Rolle spielt. Wenn die guten Gedanken, Taten und Worte des Menschen die bösen übertreffen, nimmt an der Brücke der Auslese (Činvat-Brücke) eine schöne Jungfrau seine Seele in Empfang und führt sie auf die andere Seite (vgl. Huri im Islam). Dort erwartet ihn Amescha Spenta, die Gute Gesinnung, und führt ihn in den Himmel. Überwiegen die bösen Gedanken, Taten und Worte, begegnet seine Seele einer Hexe als Personifizierung seines Gewissens und stürzt von der nun messerscharf schmalen Brücke in die von Angra Mainyu (= Ahriman) beherrschte Hölle. Auch einen nicht näher bezeichneten dritten Ort gibt es für die Seelen, bei denen sich Gut und Böse die Waage halten. Die Höllenstrafen entsprechen dabei der Schwere der Vergehen, denn das Ziel ist, den Menschen zu erziehen. Die größten Tugenden des Menschen bestehen in der sorgfältigen Bestellung des Bodens, der Einhaltung von Verträgen, der Rechtschaffenheit und der Vollbringung guter Taten; die schwersten Verstöße sind die gegen die rituelle Reinheit, die den Menschen zum ewigen Tod verdammen: Verbrennen einer Leiche, Essen einer Leiche, widernatürliche Sexualität (Sodomie).
In späterer Zeit fand das Gericht jenseits der Brücke statt, erst durch einen Richter, später durch ein Dreierkollegium, dem Mithras vorsaß. Wesentlich war neben dem Lebenswandel, ob der Tote die rechten oder die falschen Götter angebetet hatte.
Nach einem bestimmten Zeitpunkt werden die Toten aus Himmel und Hölle zurückgeschickt, um sich einem zweiten Gerichtsspruch anlässlich der Auferstehung der Welt am Ende der zoroastrischen kosmischen Zyklen von 12.000 Jahren zu unterziehen. Entscheidend dabei ist, ob der Mensch mit beiden Aspekten des Seins in Harmonie gelebt hat. Der Mensch muss sich deshalb zwei Urteilssprüchen stellen, weil es zwei Aspekte des Seins gibt: menok und geti, die geistige und die materielle Gestalt der Welt. Die zukünftige Wiederauferstehung des Fleisches und das Jüngste Gericht, auf die das ewige Leben für Leib und Seele folgen, sind entsprechend die endgültige „Wiederherstellung“ von Ohrmuzds „guter Schöpfung“, die Entfernung des Bösen aus ihr und die Vereinigung mit ihm. Eine ewige Hölle gilt als unmoralisch, und somit werden alle Menschen nach Abbüßung ihrer Höllenstrafen unsterblich werden, wenn sie sich anlässlich der Wiederauferstehung der Welt dem zweiten Richterspruch unterzogen haben. Allerdings werden zu diesem Anlass die Sünder zusammen mit Ahriman aus der Welt entfernt, also vernichtet werden, so dass nach S. A. Tokarew die Jenseitsvorstellungen des Zoroastrismus im Grunde „durchdrungen von der moralischen Idee der Vergeltung“ seien.
Religionssoziologie: Der Ursprung dieses strikten, bis weit über den Tod hinausreichenden Dualismus der Avesta wird inzwischen in der Feindschaft zwischen den sesshaften Bauern und den nomadisierenden Viehhirten der Indoarier gesehen, der sich in der Geschichte von Kain und Abel wiederfindet und in Kämpfen zwischen den iranischen Ahura- und den indischen Daeva-Anbetern zum Ausdruck kam. Die sorgfältige Bodenbestellung als Haupttugend weist in diese Richtung, ebenso die Pflicht zur Einhaltung von Verträgen usw., zumal die anderen Tugendpflichten relativ verschwommen gestaltet sind. Seine endgültige Form nahm der Zoroastrismus erst mit Beginn der Achämenidenzeit ab dem sechsten vorchristlichen Jahrhundert nach der machtpolitischen Ablösung der Meder an und wurde vor allem im Sassanidenreich zu einem zentralistischen Priesterkult. Nach S. A. Tokarew reflektiert die Entwicklung des Zoroastrismus die Entwicklung der iranischen Staaten mit der Zuspitzung von Klassengegensätzen. Ein Ahnenkult als Totenkult war vorhanden, vor allem um die Totengeister zu besänftigen, von denen man glaubte, sie hätten Macht über die Angelegenheiten der Lebenden.
Der spätere, aus vom Zoroastrismus beeinflusste Gnostizismus und der Manichäismus übten Einfluss auf das frühe Christentum aus. Später finden sich die dualistischen Grundgedanken im Christentum vor allem bei den Sekten der Paulikianer (7. Jh.), der Bogomilen (10. Jh.), der Katharer/Albigenser (12./13. Jh.).

#### Alte vorderasiatische Religionen
Es sind dies die in Kleinasien und Palästina, also im mediterranen Osten, praktizierten Religionen, die einige Gemeinsamkeiten zeigen. Es handelt sich vor allem um dualistische Fruchtbarkeitskulte (Baal gegen Mot) und teilweise stark synkretistisch geprägte Religionen, die mesopotamische Elemente enthalten. Vor allem Palästina war durch Stadtstaatkulte geprägt, da sich hier aufgrund überlappender Einflusszonen Ägyptens, Mesopotamiens, des Iran und Kleinasiens nur selten und kurz größere selbständige Flächenstaaten bilden konnten.

##### Syrien und Palästina

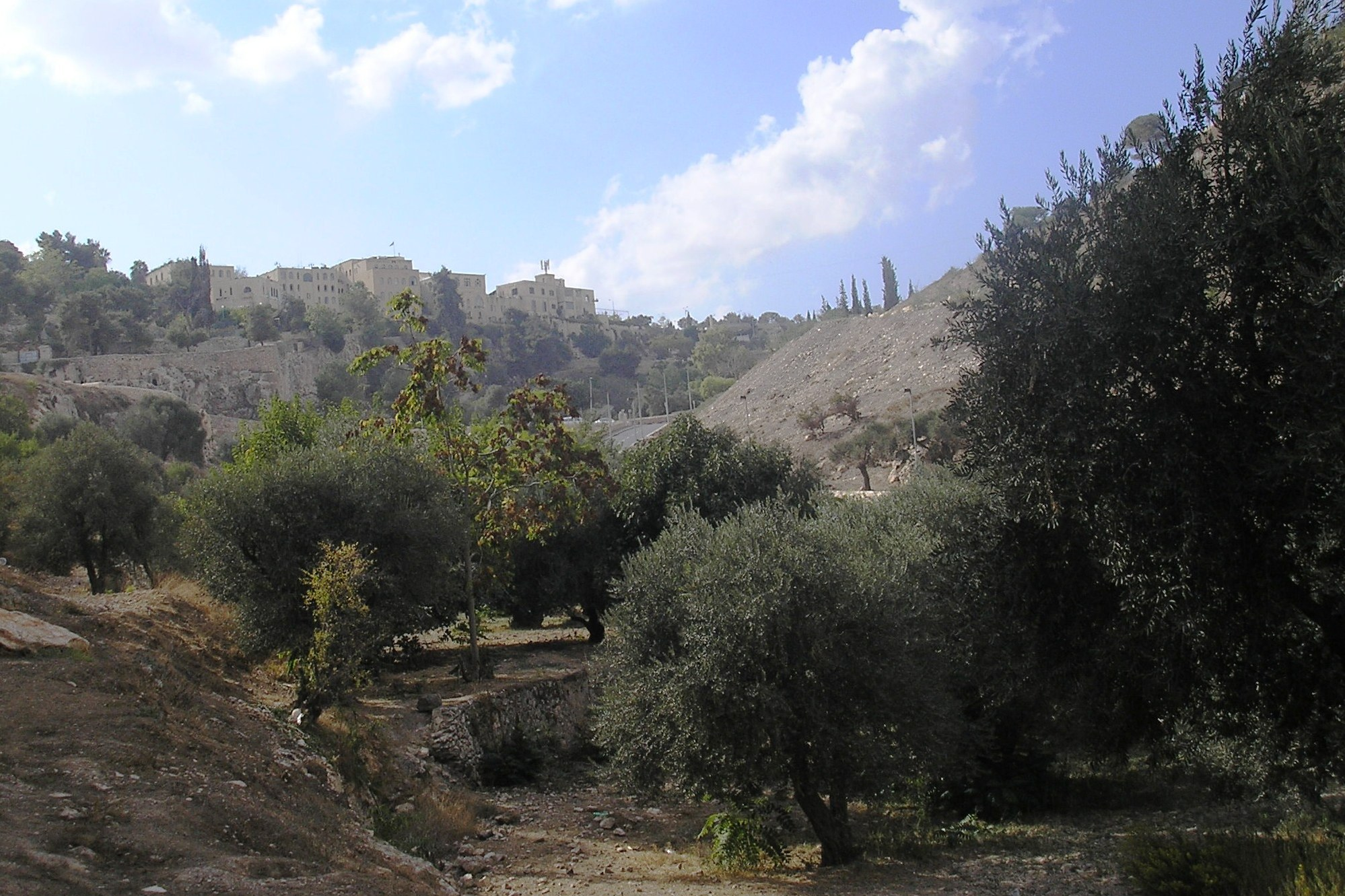
Das Hinnomtal südwestlich der Jerusalemer Altstadt. Hier befand sich in alttestamentlicher Zeit eine Kultstätte des Gottes Moloch. Ihm wurden Kinderopfer dargebracht. Der Prophet Jeremia nannte es daher „Würgetal“ (Jer. 7,31 f.). Der Name der hebräischen Hölle Ge-(Ben-)Henna (zu Ge-Hinnom) ist von diesem Ort abgeleitet, ebenso die Verbindung zum strafenden Feuer der Hölle.

Zumindest in der Frühsteinzeit gab es anscheinend keinen eigentlichen Ahnen- und Totenkult. Es gab wohl eine vegetativ-polare Vorstellung, bei der der unteren, irdischen Welt eine obere, himmlische entsprach und bei der die Erde weiblich, der Himmel männlich war und beide Urmächte alles Lebendige miteinander gezeugt hatten. Beim Tod wurde die Asche der Erde als ihren Anteil zurückgegeben, der Himmel erhielt mit Seele oder Geist den seinigen. Die tief im Boden angelegten Totenverbrennungsstätten deuten in diese Richtung. Ein irgend geartetes Jenseits mit Totengericht war somit überflüssig.
Spätneolithisch findet sich in Palästina-Syrien dann ein Megalithkult mit Menhiren (sogenannten Mazzeben), die besonders den Toten gewidmet waren. Man glaubte, die Toten wohnten in ihnen und schickten gelegentlich Offenbarungsträume, wenn man dort schlief. Die Bedeutung ist nicht klar. Aus der alten Kultstätte des Gottes Moloch im Hinnomtal südlich von Jerusalem wurde im Judentum die Gehinnom, die Hölle als Strafort.
Die semitischen Völker waren möglicherweise aus der Arabischen Halbinsel, dem Sinai oder Mesopotamien sowie der syrischen Wüste im 3. und 2. vorchristlichen Jahrtausend zugewandert. Die Unterweltsvorstellungen sind generell eher diffus, gelegentlich von polaren Götterkampfmythen bestimmt (Mot verschlingt Baal). Ein Totengericht gab es wie im frühen und mittleren Judentum offenbar nicht. Aufgrund der vegetationsmythischen Struktur der anderen Religionen ist ein solches nicht wahrscheinlich. Ähnliches gilt für andere bronzezeitliche semitische Stämme der Region: die Moabiter, die Ammoniter, die den Moloch anbeteten, die Edomiter, Amurriter, Nabatäer und andere meist ursprünglich nomadische Völker.

##### Hethiter, Urartu
Die lediglich als Staatskult überlieferte Religion der Hethiter übernahm in erster Linie Mythen aus Kleinasien, aber auch Vorstellungen und Mythen vieler benachbarter Völker. Für die göttlichen Könige gab es umfangreiche Totenrituale. Doch auch der „einfache“ Tote ging endgültig in die jenseitige Welt. Ein Totengericht gab es jedoch offenbar nicht, ebenso wenig in den Kulturen der Nachfolgestaaten.
Die Religion von Urartu (Chaldäer) ist durch den Rechtsanspruch der Götter gegenüber den Menschen geprägt. Über die Jenseitsvorstellungen ist so gut wie nichts überliefert. Über ein Totengericht ist nichts bekannt. Gleiches gilt für die Phryger, über deren Religion kaum etwas bekannt ist.

#### Religionen der antiken Klassik

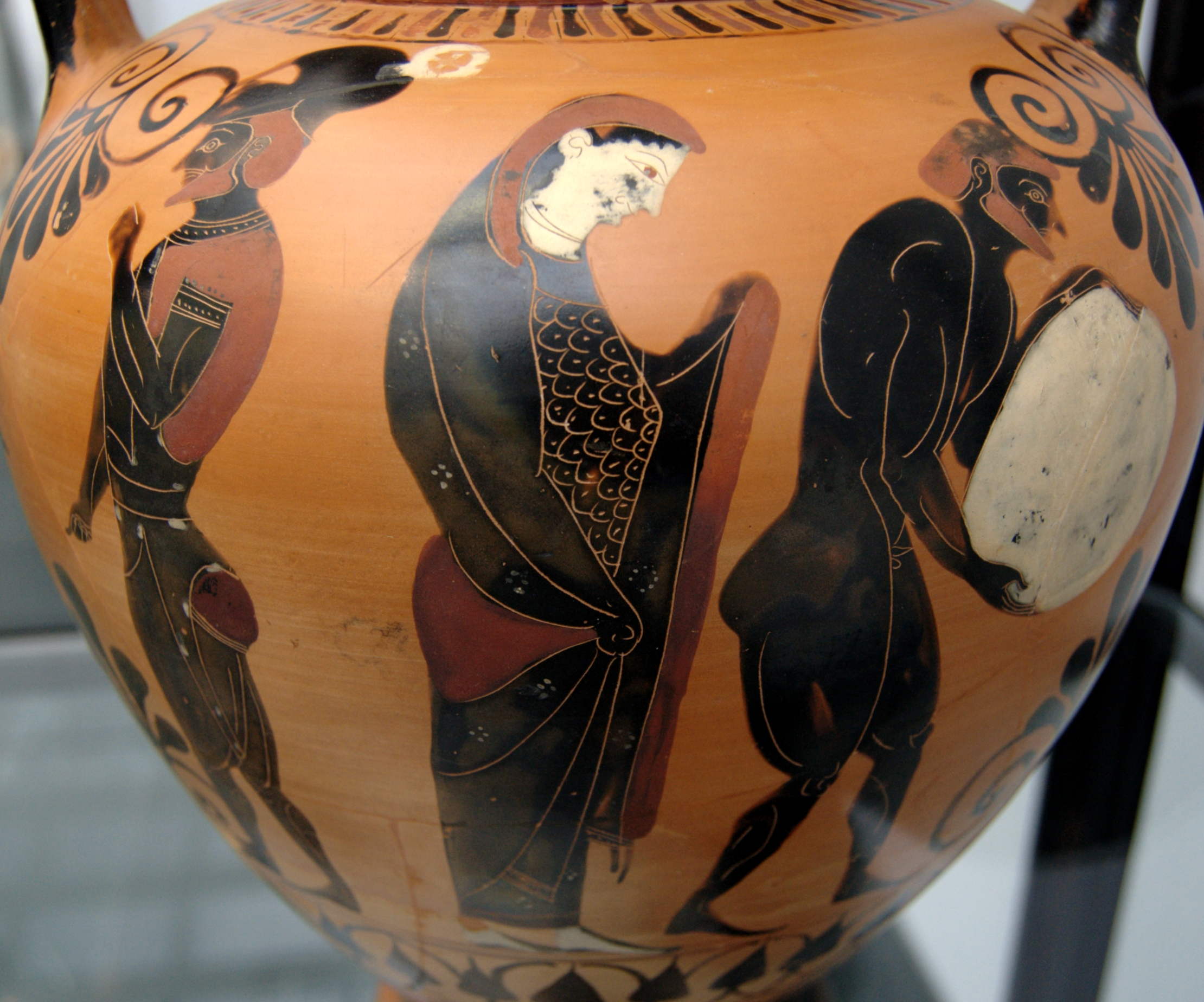
Persephone beaufsichtigt Sisyphos mit seinem Stein in der Unterwelt; Seite A einer schwarzfigurigen attischen Amphore aus Vulci, um 530 v. Chr.

In den alten Religionen des Mittelmeerraumes hatte jeder Mensch seinen Platz im Leben zu suchen und auszufüllen. Vorstellungen von einem Totengericht sind bei Griechen, Etruskern und Römern – wenn überhaupt – eher schwach ausgeprägt. Man konzentrierte sich auf die Einhaltung der Totenriten.
Der Begräbniskult war bei Etruskern und Römern stark ausgeprägt, dies vor allem bei der Führungsschicht. Zudem finden sich starke Rest eines manischen Ahnenkultes. Da ein derartiger Ahnenkult jedoch gewöhnlich Totengerichtsvorstellungen ausschließt oder nur reduziert beinhaltet, sind diese wohl als Übernahmen als dem Griechentum zu verstehen.

##### Griechen

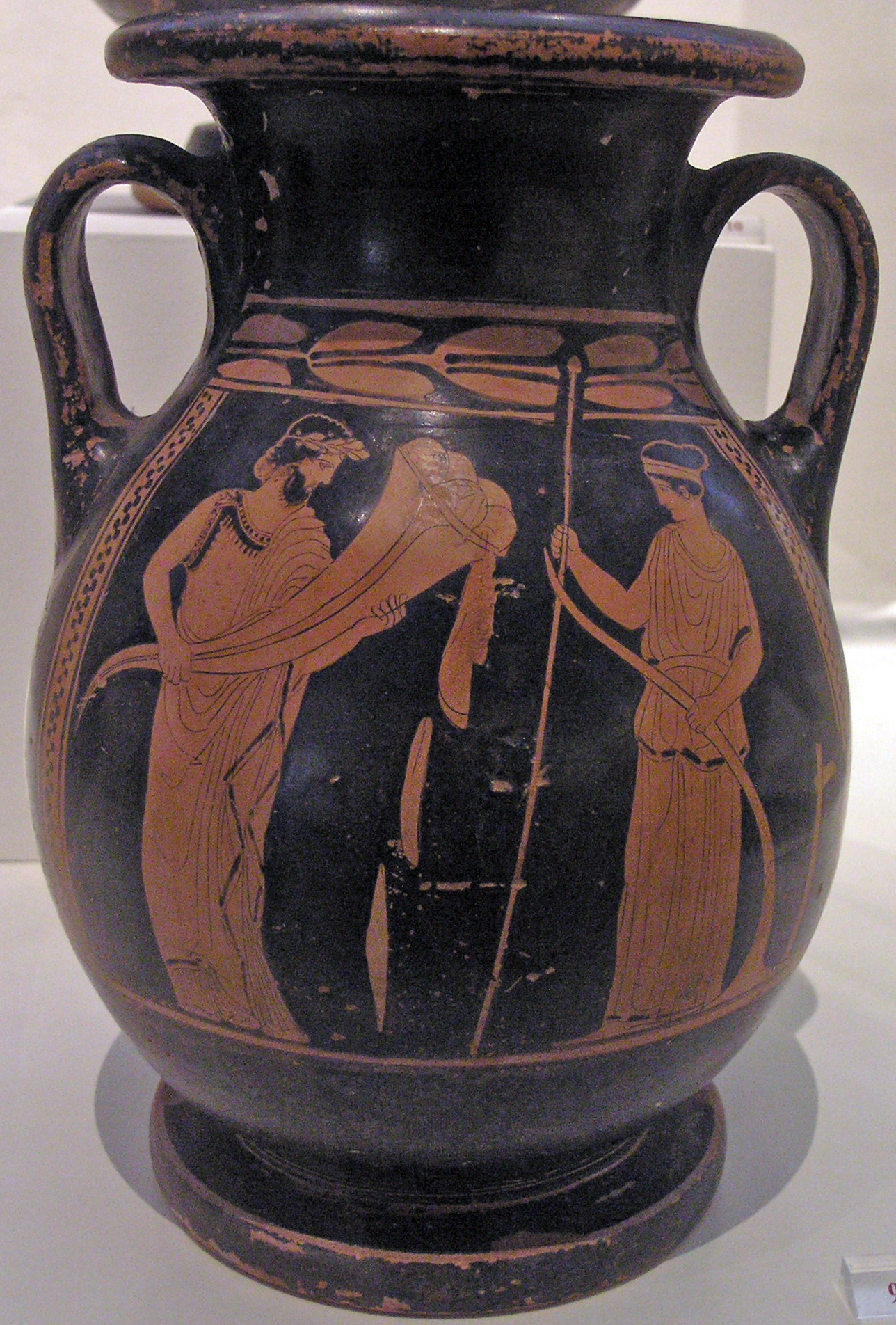
Pelike. Hades/Pluton mit einem Füllhorn und seine Schwester Demeter mit Zepter und Pflug; Orestes-Maler, 440–430 v. Chr. Archäol. Nationalmuseum, Athen

Man glaubte nach Hesiod und Pindar sowie bei Homer und Platon (zum Beispiel in Der Staat, Buch 10) zunächst an eine Art Insel der Seligen, Elysion, wo außer den Götterverwandten und Heroen der, der sich in drei Reinkarnationen auf der Erde bewährt hatte, hin durfte. Nur wenige wie Herakles, Perseus, Andromeda, Kassiopeia oder die Dioskuren wurden direkt auf den Olymp oder zu den Sternen versetzt. Die späteren Vorstellungen repräsentieren die alte kosmologische Dreiteilung: den Tartaros, einen Strafort, an dem die gestürzten Titanen und andere Übeltäter oder ehemalige göttliche Machtkonkurrenten leiden, die sich gegen den göttlichen Willen vergangen hatten; den Hades, eine etwas mildere, aber öde Unterwelt; das Elysion, einen paradiesischen Ort.
Die Hades genannte Unterwelt ist Gott und Ort in einem. Dort hausen die schwächlichen Totenschatten, die man durch Speise- und Trankopfer stärken muss, damit sie überhaupt sprechen können. Die Toten werden von Hermes bis zum Unterweltsfluss Styx geführt, den sie mit Hilfe des Fährmannes Charon überqueren, der dafür mit dem sogenannten Obolus zu bezahlen ist. Dort treten sie durch das vom Höllenhund Kerberos bewachte Unterweltstor. Damit sie von ihm nicht gefressen werden, gibt man ihnen Honigkuchen mit.
An die Stelle der alten religiösen Vorstellungen vom Hades traten etwa bei Platon philosophische, in denen der Begriff der Tugend (Arete) an Bedeutung gewann und dem Menschen ein selbstbestimmtes Mittel in die Hand gab, solche dunklen Vorstellungen zu überwinden. Die Orphik wiederum, in deren Zentrum die Lehre vom Schicksal der Toten stand, versuchte durch mystische Zeremonien den Gläubigen ein seliges Leben im Jenseits zu sichern.
Hier existiert ein eindeutiges Totengericht. In seinem Richteramt stehen dem als Unterweltsgott unerbittlich strengen Hades nach späterer Überlieferung die drei Totenrichter Minos, Rhadamanthys und Aiakos freudlos auf der Asphodeloswiese (im Asphodeliengrund) zur Seite. Die Seelen der Gerechten werden in die von Lethe, „dem Strom des Vergessens“, umflossenen, glückseligen Elysion-Gefilde gewiesen, die alte Insel der Seligen. Nach einem negativen Urteil mussten die Sünder hingegen lange Reinigungszeremonien durchmachen, bevor sie den Status eines Seligen erreichten und, nachdem sie ebenfalls aus dem Fluss Lethe getrunken hatten, nach Elysion gehen durften. Zuvor wurde ihnen jedoch gewährt, ihre zukünftige Inkarnation selbst zu wählen. Die besonders schweren Sündiger blieben für immer verdammt.
Weiter findet sich die Idee der Bestrafung von Frevlern, die den Zorn der Götter erregt haben. Sie werden in den Abgrund des Tartaros, den schrecklichen Ort der Verbannung, gestoßen, wo sie auf mancherlei Weise für ihre Untaten zu büßen haben (Sisyphos, Tantalos, die Danaiden, Prometheus, Minos usw.). Außer den wenigen Vergöttlichten bleibt der Hades aber keinem erspart.
Verbreitet war die Überzeugung, dass das Schicksal der Toten davon abhänge, ob die Lebenden am Leichnam die gebotenen Zeremonien ausführten. Daher nahmen diese in der griechischen Religion eine zentrale Stellung ein. Die Seelen Unbestatteter fanden entsprechend keine Ruhe. Totenopfer zur Speisung der Seelen wurden für sehr wichtig gehalten.

##### Etrusker
Die Struktur der von einem ausgeprägten Totenkult geprägten etruskischen Religion ist archaisch und überaus komplex. Ob es ein eigentliches Totengericht gab, weiß man nicht. Auch einen eindeutig nach dem Muster des griechischen Unterweltsschiffers Charon gebildeten „Charun“ gab es, aber auch dies ist erst ab dem 4. vorchristlichen Jahrhundert bezeugt. Damals tauchte auch die Paarung Persephone/Hades (Phersipnai/Eita) auf, anscheinend unter griechischem Einfluss. Eine Vergöttlichung der Toten war möglich; sie konnte durch Opfer erreicht werden. Nach den Malereien und Plastiken in den Nekropolen zu urteilen, glaubte man an eine freudvolle Nachexistenz. 

##### Römer

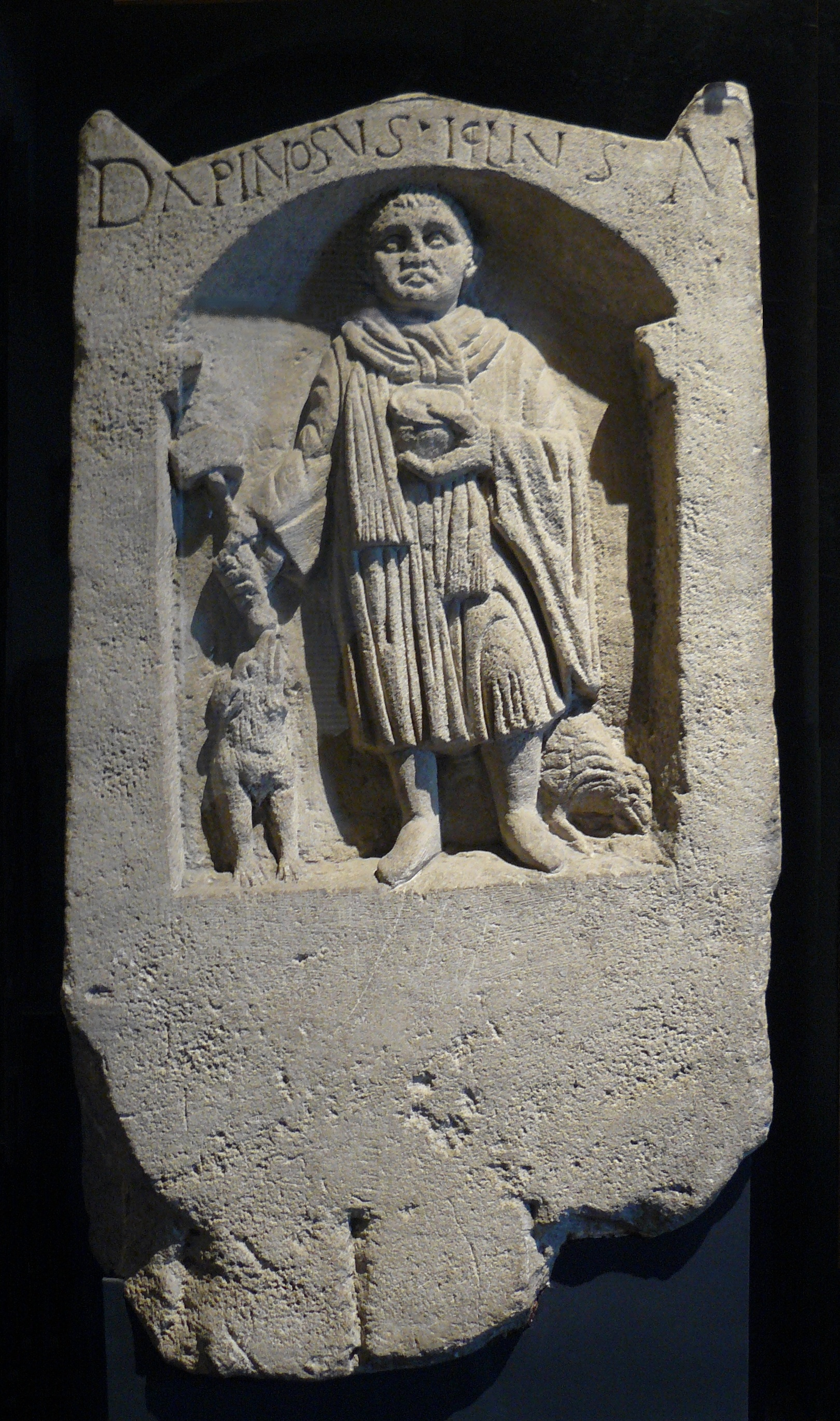
Römische Begräbnisstele aus Gallien, die den zu den Manen gegangenen Apinosus Iclius zeigt, 1. Jahrhundert, Fundort: Département Nièvre, Frankreich

Über die römischen Jenseitsvorstellungen der Frühzeit ist wenig bekannt; insgesamt blieben sie auch später eher vage. Das Schicksal Fatum war wie bei den Etruskern weitgehend vorgezeichnet. Der Ahnenkult war ausgeprägt. Man glaubte an ein Weiterleben der Seele in einem Paradies und an eine Art reziprokes Vertrauensverhältnis zwischen Göttern und Menschen.
Später übernahmen die Römer weitgehend die religiösen Vorstellungen der Griechen. Sie vermischten sie mit etruskischen und altitalischen Konzepten zu einem politisch effektiven Staatskult. Unverkennbar ist in der Kaiserzeit eine starke Erlösungssehnsucht, die die Menschen in den geistigen und politischen Wirren erfasste und die unter anderem auch dem Christentum den Boden bereitete. Damit hielten auch völlig andere, weit präzisere Jenseits- und Totengerichtsvorstellungen Einzug, etwa griechische, ägyptische, persische und christlich-jüdische. In Vergils sechstem Gesang der Aeneis (29–19 v. Chr.) ist die Übernahme griechischer Jenseitsvorstellungen besonders deutlich bezeugt. Ein eigenes römisches Totengericht, abseits von griechischen Konzepten, war in der stark diesseitig orientierten römischen Kultur nicht vorhanden. Dessen ungeachtet war die Einhaltung von Totenritualen sehr wichtig, um den Toten ein möglicherweise übles Schicksal zu ersparen.

#### Alteuropäische Religionen
Die Jenseitsvorstellungen der Kelten, Germanen und Slawen und besonders jene der Balten, finno-ugrischen Völker, Skythen, Thraker und Illyrer sind nur schwer rekonstruierbar, denn die Quellenlage ist insgesamt dürftig. Dies hat vor allem zwei Gründe:
1. Diese Völker waren keine homogene Gesellschaften, sondern in Stämme und lokale Herrschaften gegliederte lose Kultgemeinschaften, die teils überhaupt nie, teils erst sehr spät Staaten ausbildeten und zudem über weite Teile Europas verstreut lebten.
2. Der Einfluss des Christentums machte sich schon früh bemerkbar. Vieles, was heute als „germanisch“ gilt, ist bereits christlich beeinflusst.[56] Aber auch alte griechische Vorstellungen und die Struktur der Unterwelt samt Einzelmotiven, etwa die Brücke zur Unterwelt, der Höllenfluss Gjoll, der Höllenhund Garmr oder die die Brücke bewachende Riesin Modgud, scheinen recht früh auf ihre Jenseitsvorstellungen eingewirkt zu haben. Andere Forscher werten sie als Reste einer gesamtindoeuropäischen Tradition.[57]

##### Kelten

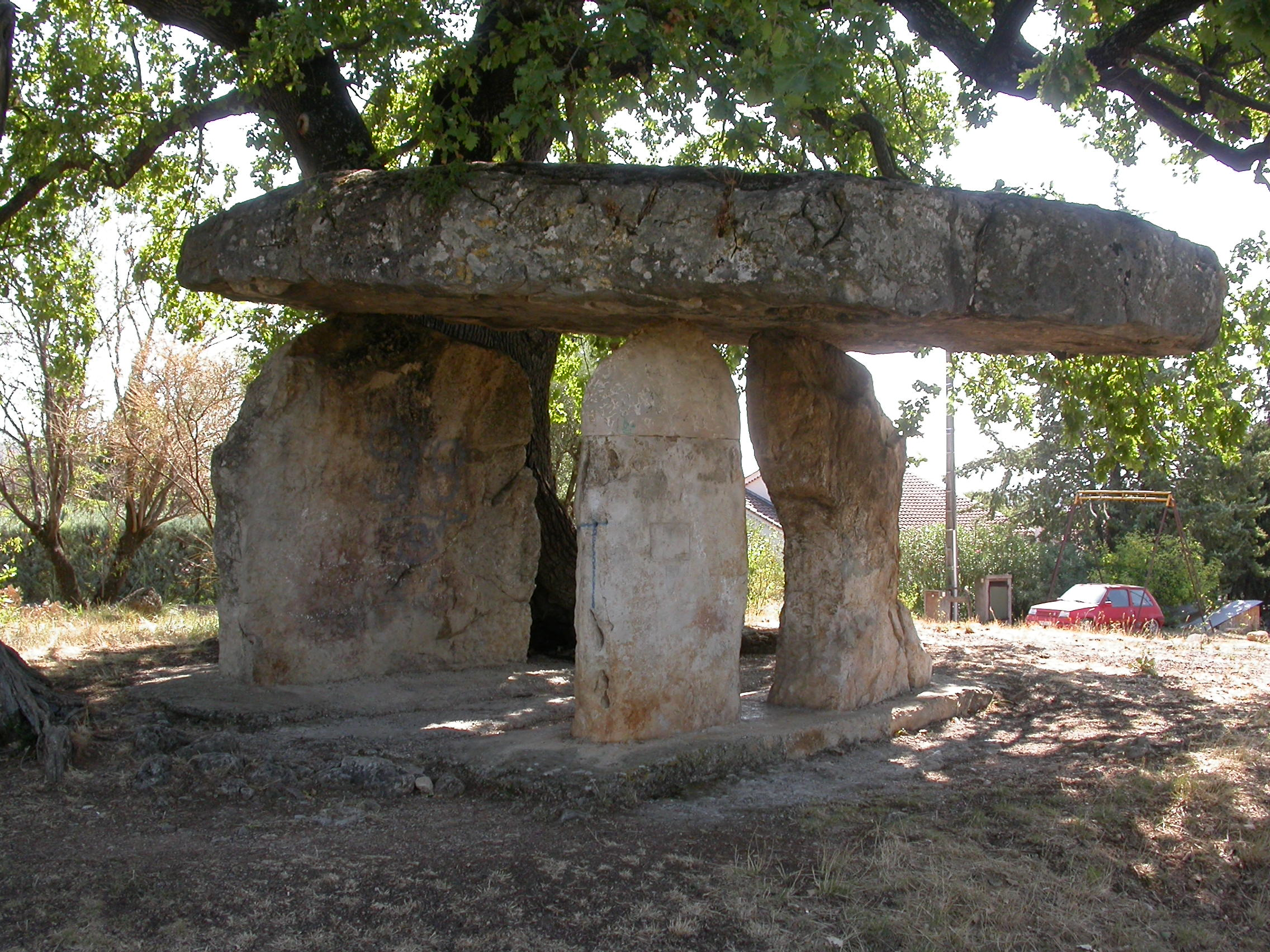
Die megalithischen Dolmen waren Tore zur Unterwelt; hier die Feendolmen von Draguigna (Dép. Var) in Frankreich

Die Keltische Religion wurzelt vermutlich in der noch sehr egalitären Urnenfelderkultur. Wir finden keinen ausgeprägten Gut-Böse-Dualismus und entsprechend weder Götterkampfmythen noch ein Totengericht. Möglicherweise gab es einen vegetativen Dualismus (siehe oben). In der keltischen Eschatologie ist nirgends die Rede von Schuld, Bestrafung und Gericht in einem Leben nach dem Tod. Stattdessen gab es einen ausgeprägten Seelenwanderungsglauben und eine Wechselwirkung zwischen Diesseits und einem durchaus angenehm gedachten Jenseits ohne Tod, Arbeit und Winter.

##### Skythen
Über die religiösen Vorstellungen der Skythen ist nur wenig bekannt. Ein Totengericht scheint es nicht gegeben zu haben.

##### Germanen

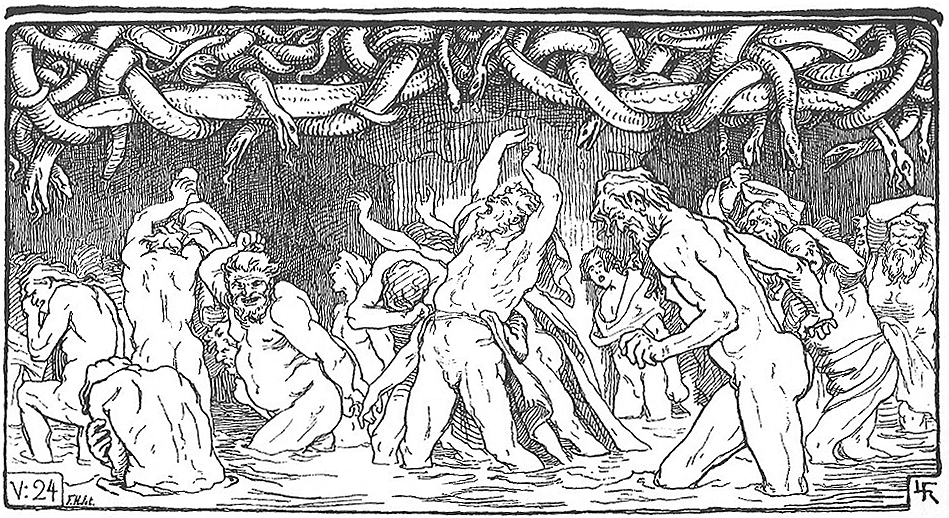
Illustration aus einem 1895 erschienenen Buch von Karl Gjellerup „Den ældre Eddas Gudesange“ zur Völuspá, Strophe 24, wo über den Qualort Nystrand der Unterwelt berichtet wird. Die Sünder waten durch Gift und Schlangen (eine christlich überformte Vorstellung, die man damals noch für rein germanisch hielt)

In der Religion der Germanen, die sich schon wegen des großen Verbreitungsgebietes keineswegs einheitlich und, was Sterben und Jenseits anging, eher dunkel darstellt, war der Aufenthaltsort der Toten das lichtlose Hel. Es galt ursprünglich nicht als Ort der Verdammten, die dort an „Qualorten wie dem Nystrand“ (Totenstrand) eine Strafe abbüßen müssen (bereits eine christliche Vorstellung, die hier stark auf die Völuspá eingewirkt hat). Entsprechend gibt es kein Totengericht. Manche Stämme glaubten überhaupt nicht an ein Jenseits, das Leben war mit dem Tode unwiderruflich zu Ende. Jedes Unglück war daher besser als der Tod, denn man lebte wenigstens (nach Hávamál). Öfter allerdings glaubte man, das Leben ginge nach dem Tode wie bisher weiter, und man könne noch zwei- oder dreimal im selben Körper getötet werden, bevor es endgültig vorbei war. Ob dazu eine Totenreise notwendig war, bleibt unklar.
Im Norden entwickelte sich aus der örtlichen die persönliche Hel als Unterweltsgöttin. Der Ort Hel wurde dabei unter christlichem Einfluss zum Strafort Hölle. Die sittliche Beschaffenheit der Toten (hier zunächst seine Verdienste als Krieger) wurde nun zunehmend zum Zuweisungsgrund, wobei zunächst nur die Positivauswahl der Walküren auf dem Schlachtfeld ausschlaggebend war. Die zugrundeliegende Vorstellung stammt aus der Völkerwanderungszeit (4. Jh. n. Chr.) und wurde erst im 9. Jahrhundert n. Chr. in der Snorra-Edda schriftlich überliefert. Vielleicht flossen bereits christliche Motive ein, denn, so Wolfgang Golther: „In Wirklichkeit sind eben Hel und Walhalla eins, das große, allumfassende Seelenreich.“
Zunächst gab es für die Toten der vorchristlichen Germanen meist nur Hel, in der das Leben keineswegs elend gedacht war. Vielmehr ähnelte es stark dem irdischen. Den Vornehmen wurde ein festlicher Empfang bereitet. Nur bei einigen nordgermanischen Stämmen ist Walhall als letztes Refugium einer spezialisierten Kriegerkaste überhaupt präsent. Auch der Däne Saxo Grammaticus spricht nur von unterirdischen Totenorten – solchen für Krieger mit angenehmen grünen Gefilden und für „Neidlinge“ in schlangentriefenden, im Norden liegenden Höhlen.

##### Slawen
Der altslawische Glaube, den wir nur umrisshaft kennen, war vom Glaube an Naturgeister (→ Animismus) und der gefühlten Verwandtschaft mit den Tieren geprägt. Teilweise aufwendige Grabbeigaben deuten auf ausgeprägte Jenseitsvorstellungen hin. Dabei scheint es eine Art Paradies gegeben zu haben sowie einen feurigen Ort, wo die Bösen litten. Bei den Ostslawen war auch die Art des Todes entscheidend: War er natürlich oder unnatürlich? Ein Ahnenkult scheint verbreitet gewesen zu sein. Es gab die Vorstellung eines friedlichen Lebens nach dem Tod und anscheinend kein Totengericht. Die Seele verließ nach dem Tod den Leib, blieb entweder vor Ort oder ging in ein Jenseits ein.

##### Baltische und finno-ugrische Religion
Beide Religionen kennen kein Totengericht. Die baltische Mythologie kennt eine positive Schicksalserwartung. Der Tote überquert problemlos die Grenze zum Jenseits, wo er keine Strafen erwartet.

##### Thraker und Illyrer
Nach Herodot hatten die Thraker und Illyrer eine regelrechte Todessehnsucht, glaubten an die Unsterblichkeit der Seele und hatten sehr positive Jenseitsvorstellungen. Irgendwelche Totengerichtsvorstellungen sind unwahrscheinlich.

#### Religionen Mittelamerikas und der Anden

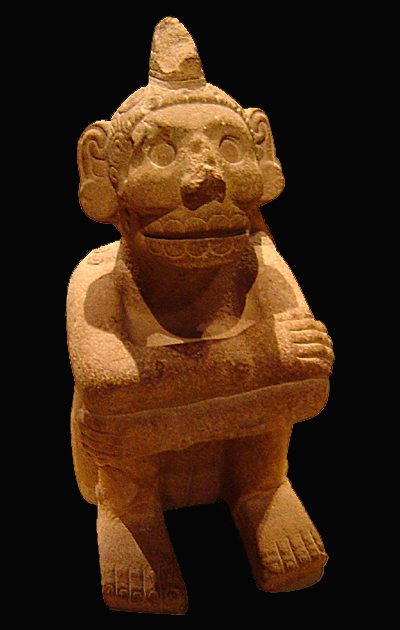
Statuette des aztekischen Totengottes Mictlantecuhtli, der über das nördliche Totenreich herrschte, Britisches Museum. Er wird meist mit einem Totenkopf und herabhängenden Knochen dargestellt.

Die Religionen der präkolumbischen Regionen nicht nur der formativen (1500 v. Chr.–100 n. Chr.), sondern auch der klassischen (100 v. Chr.–900 n. Chr.) und nachklassischen Periode (900–1519) sind stark vom animistischen Geisterglauben geprägt. Es gab erhebliche zeitliche (zum Beispiel Olmeken, Zapoteken, Tolteken, Mixteken, Chavin, Nazca, Paracas, Moche-Kultur, Chimú-Kultur usw.), regionale und lokale Unterschiede (zum Beispiel La Venta, Teotihuacán, Monte Albán, Tikal, Palenque, Copán, Chichén Itzá, Tenochtitlan, Tiwanaku) in Kult und Götterwelt. Bestimmte Grundzüge und Mythen waren allen gemeinsam. Auch das Überlieferungsproblem stellt sich hier in aller Schärfe.

##### Mittelamerika
Die Religion der Maya-Zivilisation war beherrscht von der Unterwerfung unter den Willen der Götter und die Gesetze des Universums. Es gab einen ausgeprägten Prädestinationsglauben sowie ein starkes Bewusstsein für Sünde als Vergehen gegen Gesetze, die von den Priestern aufgrund astronomischer und Orakel-Techniken bestimmt wurden. Dabei wurden zahlreiche Opfer dargebracht, vor allem auch Menschenopfer. Im Gegensatz zu den zentralmexikanischen Religionen gibt es bei den Maya kein Paradies. Zyklische eschatologische Konzepte auf der Grundlage eines komplexen Kalenders waren bereits ausgeprägt. Bei den Maya genossen besonders königliche Tote besondere Aufmerksamkeit, denn sie wurden für göttlich gehalten.
Die Religion der Azteken war wohl der am höchsten entwickelte Teil ihrer Kultur und ausgesprochen komplex. Das Universum wurde als instabil betrachtet und musste durch ständige Opfer stabilisiert werden. Das Schicksal war völlig den allmächtigen Gesetzen des Kalenders unterworfen.
Bei den Azteken existiert kein eigentliches, auf das Abwägen von Verdiensten und Vergehen gerichtetes, also rechtlich oder ethisch orientiertes Totengericht, allerhöchstens ein von äußerlichen Ansätzen abgeleitetes. Aufgabe des Menschen war es, für Götter und Weltordnung zu kämpfen und zu sterben. Magie, Orakel und Zeichen beherrschten das Alltagsleben; die Weltsicht war stark pessimistisch. Dazu existierte generell ein Ahnenkult, der zugleich Fruchtbarkeitskult war. Die mittelamerikanischen Götter sind meist Vegetationsgottheiten für Regen, Mais usw. Die Jenseitsvorstellung der Azteken ist nicht von der irdischen Lebensführung einer Person, sondern von der Todesart und der früheren beruflich-sozialen Stellung der Totenseele abhängig, deren Potenz sie mit ins Totenreich nimmt. Auch eine enge Beziehung zum Opferblut, also wiederum eine Verbindung zur Fruchtbarkeit, ist für alle präkolumbischen Kulturen charakteristisch; ebenso ein Opferkult mit Menschenopfern.
Kosmologisch gab es eine Dreiteilung der Welt in Oberwelt, feste und Wasserwelt und Unterwelt. Diese Hauptwelten waren teils in bis zu 13 Überwelten und 9 bis 13 Unterwelten unterteilt, letztere als teils gefahrvolle Aufenthaltsorte der Seelen. Das Ganze wird überlagert von einem zyklischen kosmogonischen „Viererprinzip“ (vier Weltzeitalter, vier Quadranten der vier Himmelsrichtungen usw.).
Beherrscht wurde diese Unterwelt von den zwölf dunklen Herren mit Namen wie „Eins-Tod“, „Hervorbringer des Eiters“, „Knochenstab“ oder „Blut ist seine Klaue“, also de facto von Dämonen. Wer starb, musste nach der Vorstellung der Maya und Azteken an einen Ort der Angst (Xibalbá) hinabsteigen und, geführt von einem Totenhund (ganz ähnlich dem Cerberos der Griechen), den gefährlichen Weg hinab auf sich nehmen, dabei einen siebenarmigen Unterweltsfluss überqueren. Von den Herren der Unterwelt wurde er sodann geprüft und gedemütigt, bis diese die Seele wieder freiließen. Es scheint, dass es in Ansätzen eine Art allgemeines Totengericht gegeben hat, jedoch weniger als eine Art Prüfinstanz, sondern eher als Verteilerfunktion. Denn anscheinend herrschte dämonische Willkür und der unerklärliche Wille der Götter. Auch ist das anschließende Verfahren nicht ganz klar, sofern es überhaupt eines gab.
Es gab im Totenreich vier Paradiese, entsprechend den vier Himmelsrichtungen: Die im Kampf getöteten Krieger gingen direkt in das östliche Paradies ein, das „Sonnenhaus“ Tonatiuhichan, wo sie mit den Menschen zusammentrafen, die den Opfertod gestorben waren. Ebenso gab es ein westliches Paradies, das „Maishaus“ Cincalco, für die im Kinderbett Gestorbenen, denen ebenfalls Verehrung zuteilwurde, die dann allerdings gelegentlich des Nachts an Kreuzungen auftauchten und denjenigen, der ihnen dort begegnete, mit Lähmung schlugen. Ins südliche, als äußerst fruchtbar geschilderte Paradies gelangten die Toten, deren Tod mit dem Regengott Tlaloc assoziiert wurde, also Ertrunkene, vom Blitz Erschlagene, aber auch solche, die an Lepra oder anderen Krankheiten gestorben waren.
Zum nördlichen Totenreich Mictlan führte hingegen kein direkter Weg. Um Mictlan zu erreichen, mussten an neun verschiedenen Orten Mutproben bestanden werden, bevor man nach vier Jahren dort eingelassen wurde. Auch einen Totengott Mictlantecuhtli gab es, der zusammen mit seiner Gattin Mictecacíhuatl  das nördliche Totenreich beherrschte. War der Tote dort angelangt, verschwand er ganz einfach.
Das Schöpferpaar Ometecuhtli und Omecihuatl lebte im obersten der 13 (oder 9) Jenseitsbereiche. Hierher gelangten als einzige menschliche Toten die gestorbenen Kleinkinder.

##### Religionen der Anden
In Südamerika sind vor allem in den Vorläuferkulturen der Inkas Mumienkulte in Nekropolen nachweisbar, die auf den Glauben an ein körpergebundenes Weiterleben nach dem Tode hinweisen. Da hier keine Schriftzeugnisse, sondern nur archäologische Funde vorliegen, können wir nur Vermutungen darüber anstellen, ob es damals Vorstellungen eines Totengerichts gab. Dies scheint eher fraglich zu sein.
Für den Inka-Herrscher wurde angenommen, er nehme im Jenseits dieselbe gottgleiche Position ein wie im Diesseits, für den Adel, der einen reichen Begräbniskult entwickelte, galten entsprechende Abstufungen. Für die Inkas ist jedoch im Unterschied zu den mittelamerikanischen Kulturen ein Totengericht auch nicht in Ansätzen bekannt.

### Lebende Religionen

#### Monotheistische Religionen

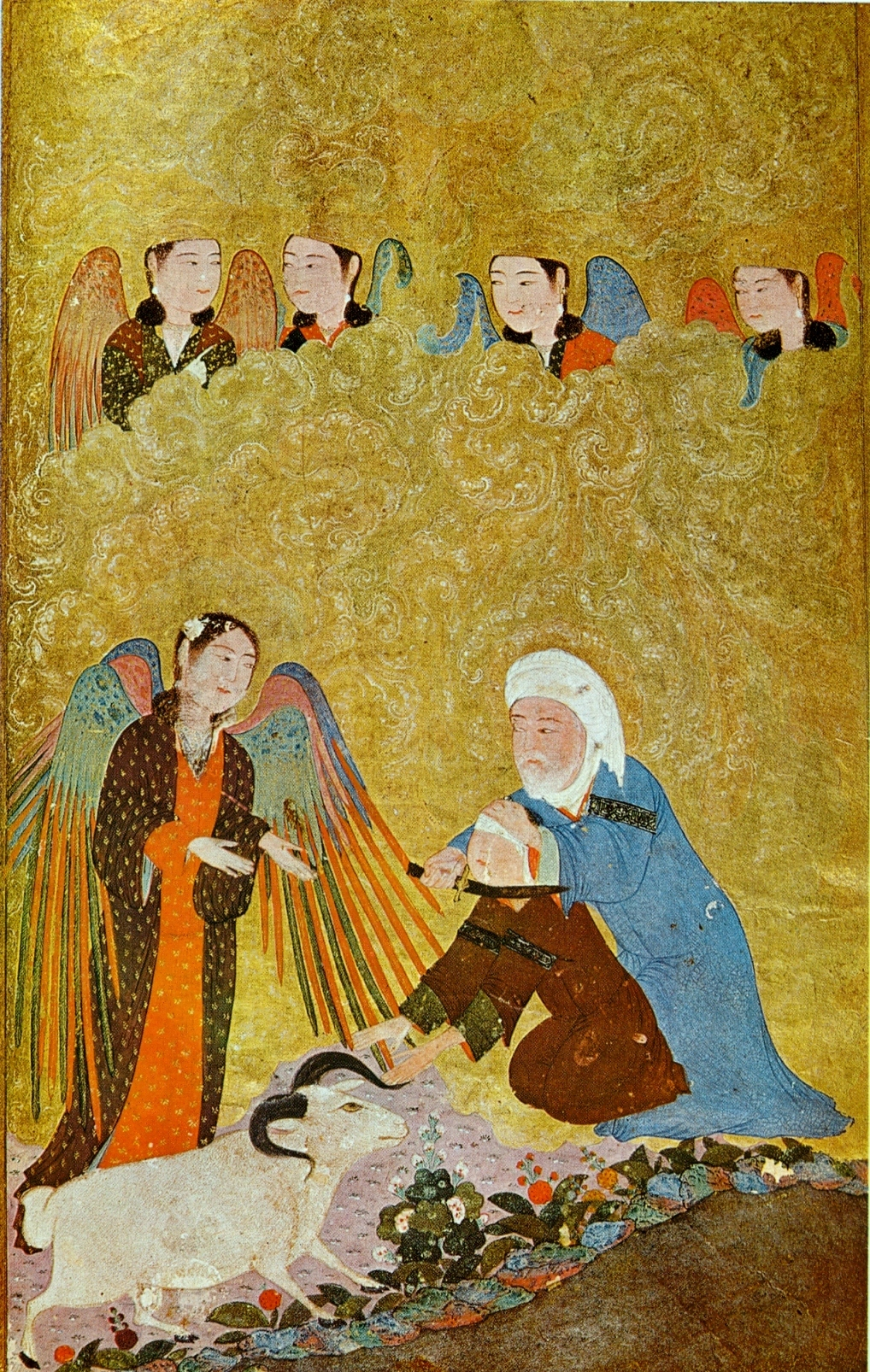
Abraham ist im Judentum und Islam eine zentrale Figur. Er wird etwa im Koran häufig und ausführlich erwähnt. Hier: Abraham soll Isaak opfern, eine Abbildung aus dem islamischen Kulturkreis der Timuriden, Anfang 15. Jahrhundert.

In den monotheistischen Offenbarungsreligionen Judentum, Christentum und Islam ist das Totengericht eng mit dem Weltende (Apokalypse), der Auferstehung von den Toten, dem Endgericht und der endgültigen Erlösung verbunden. Die teils hoch differenzierten Jenseitsvorstellungen sind oft widersprüchlich, verschwommen oder werden wie im Christentum, insbesondere in seiner Gnaden- und Rechtfertigungslehre, oder in der Prädestinationslehre des Islam in den göttlichen und daher unerforschlichen Willen hineinverlegt. Diesem Willen werden sekundär menschliche Gerechtigkeitsvorstellungen unterschoben, wie das in Dante Alighieris „Göttlicher Komödie“ mit ihren hochscholastischen Sündensystematisierungen und Strafdifferenzierungen zu beobachten ist. Vor allem für den Machterhalt von Kirche und Staat oder des Kalifates ist dies nützlich gewesen.
Aus antiken, griechischen oder auch persischen Traditionen sind hier und da in das Christentum und Judentum Gedanken der Seelenwanderung eingedrungen. Die Idee der Seelenwanderung Gilgul Neschamot wird teilweise auf das Sefer ha-Bahir zurückgeführt, das schon von Nechonja ben ha-Qana aus dem ersten nachchristlichen Jahrhundert verfasst sein könnte, jedoch erst im 12. Jahrhundert veröffentlicht wurde und dann vor allem im Buch Sohar und im kabbalistischen Chassidismus Fuß fasste. Der Zoroastrismus hat mit seinem strikten Dualismus von Gut und Böse und seinen Totengerichtsvorstellungen auf die monotheistischen Offenbarungsreligionen wesentlich eingewirkt, etwa auf den Manichäismus und auf die von ihm abgeleiteten Gruppierungen.
Die Frage, inwieweit die Etablierung des in den monotheistischen Religionen institutionalisierten Totengerichts von dem zentralen Gewaltgedanken und exklusiven Wahrheitsbegriff beeinflusst ist, wird unter anderem von Jan Assmann behandelt. Betont wird dabei die Bedeutung der Sünde und die exklusive Bindung an den einen Gott, die eine ausgeprägte Reue bei der Übertretung seiner Gesetze produziert und einen Mechanismus zu deren Auflösung erfordert.

##### Judentum
Das Judentum spiegelt in seinen Entwicklungsstufen zahlreiche der in späteren Schwesterreligionen auftretenden Vorstellungen zu Tod, Jenseits und Eschatologie, weshalb es ausführlicher betrachtet wird. Seine Vorstellungen sind außerordentlich heterogen und nur im historischen Längsschnitt darstellbar. Denn im Tanach überlagern sich verschiedene historische und religiöse Entwicklungen. Zudem brachten die jüdischen Stämme je ihre eigenen Traditionen über das Leben nach dem Tode mit. Die offiziell verbotene Totenbeschwörung war verbreitet (vgl. Sauls Besuch bei der Totenbeschwörerin von Endor). Grundsätzlich lassen sich fünf Entwicklungsphasen unterscheiden:
Nomadenperiode und Vorexilzeit (Erstes Reich bis ca. 539 v. Chr.): Über die früheste Zeit des Nomadentums und ihre Jenseitsvorstellungen ist wenig bekannt. Von einer Vergeltung nach dem Tode ist nichts bekannt. Gott strafte die Menschen entweder im Diesseits oder in ihren Nachkommen. Verbreitet war in dieser Periode der Glaube an Sippenschutzgötter (Teraphim) und eventuell Ahnengeister. Die Eschatologie dieser Periode ist insofern einzigartig, als sie sich mit dem kollektiven Schicksal der Nation beschäftigt, jedoch kaum Interesse zeigt für das Schicksal des Einzelnen nach dem Tod (vgl. Pred. [Kohelet] 9, 5).
In der archaischen Periode Israels vor dem Exil kannte das Judentum kaum primäre Jenseitsvorstellungen. Die Darstellungen von Genesis 1–11 befassen sich kaum mit der Entstehung des Bösen. Auch ein Leib-Seele-Dualismus ist hier unbekannt, vielmehr wird das Leben einheitlich gesehen, und Blut galt als Seele oder doch als deren Träger. Zunächst ging man daher im frühen Judentum davon aus, dass es kein Leben nach dem Tod gibt und damit auch keine Unsterblichkeit (außer indirekt durch Nachkommen). Man wünschte sich entsprechend ein langes irdisches Leben, um dieses Schicksal so lange wie möglich hinauszuschieben. Das Totenreich Scheol, in das unterschiedslos alle Toten gelangten, hatte keine Verbindung mit Gott, unterlag allerdings seiner Oberhoheit. Es wird als unterirdisch, kalt und dunkel beschrieben und folgt offenbar mesopotamischen Vorbildern. Alle Unterschiede, auch Gut und Böse, hören dort auf, es gibt kein Denken, Fühlen und keine Weisheit, somit wird ein Totengericht überflüssig. Nur ganz wenige Menschen, die Gott direkt zu sich nahm, entrannen dem, darunter Henoch und der Prophet Elija. Ewigkeitsvorstellungen bezogen sich stets auf das gesamte auserwählte Volk Israel. Die Striktheit der altjüdischen, vorexilischen Todesvorstellung hat paradoxerweise dazu geführt, dass bei den Lebenden die Erinnerung an Verstorbene so lange wie möglich erhalten werden soll, da sie nur so weiterleben können. Deshalb wird anlässlich der Jahrzeit zum Gedächtnis an verstorbene Eltern das Kaddischgebet rezitiert. Zudem verfährt man mit dem toten Körper als Eigentum Gottes extrem sorgfältig, da er nicht zerstört werden darf und später, als man eine Auferstehung für denkbar hielt, unversehrt zur Verfügung stehen muss. Dies impliziert allerdings die Frage, warum Gott das nicht von sich aus gewährleistete und der Hilfe der Menschen bedurfte. Für die Vorstellung einer Seele gibt es zwei Worte: Nefesch und Ruach, das außerdem „Wind“ bzw. „Geist“ bedeutet.
Babylonisches Exil (597–538 v. Chr.) und Nachexilzeit (Zweites Reich 538 v. Chr. bis 70 n. Chr.): In der nachexilischen Periode kam es zu einer ersten Differenzierung des Totenreiches. Man begann, die Scheol von der Gehenna zu unterscheiden, das nun als Strafort vorgestellt wurde. Die Unterscheidung entsprach jener zwischen dem griechischen Hades und Tartaros, die wohl über den Hellenismus (4. Jh. vor bis 2. Jh. nach Chr.) ins Judentum eingedrungen ist. Gehenna ist die griechische Form des hebräischen Gehinnom, ursprünglich ein Tal in der Nähe Jerusalems.
Die ebenfalls stark durch mesopotamische Vorstellungen beeinflusste, später durch den Zoroastrismus angereicherte, Kosmologie der Juden verhinderte offenbar eine deutliche Ausprägung von Jenseitsvorstellungen. Nach S. A. Tokarew ersetzte die bereits vorexilisch in Erscheinung getretene Idee des „Auserwähltseins des Volkes Israel“, die vor allem nachexilisch in der Zeit des Zweiten Tempels besonders betont wurde, mehr und mehr die Idee der Vergeltung nach dem Tode. Denn nach Verschärfung der Klassengegensätze entstand die Notwendigkeit, dem unterdrückten Volk eine Art religiösen Trost zu spenden, der in den meisten Religionen als Vergeltung nach dem Tode und Belohnung im Jenseits für die Leiden im Diesseits entschädigt. Damit wurde ein Totengericht notwendig, das wegen der rein kollektiven Auserwähltseinsvorstellung individuell überflüssig war, zumal die göttlichen Strafen das Volk stets im Diesseits trafen. Die Reformen der Könige Hiskija und vor allem Joschija zielten bereits in diese Richtung.
Das religionsphilosophische Gedankengut des Hellenismus hat in dieser Periode kaum Spuren im Judentum hinterlassen. Seine abstrakten metaphysischen Begriffe sind nicht oder kaum eingedrungen bzw. erst sehr viel später in der ersten Phase der Diaspora. Jenseitsvorstellungen, Vorstellungen von der Unsterblichkeit der Seele, von einer Vergeltung nach dem Tode usw. fehlen völlig. Gott belohnt und bestraft die Menschen hier auf der Erde, wenn nicht unmittelbar, so doch ihre Nachkommenschaft. Bereits in der Endphase des staatlichen Judentums der ersten beiden vorchristlichen Jahrhunderte gewann zunächst bei Jesaja (26,19), später bei Daniel (168 v. Chr.) die Lehre von der Auferstehung des Leibes, teilweise bei Daniel mit dem Gedanken der Belohnung oder Bestrafung, immer mehr Anhänger. Zunächst galt sie den im Kampf Gefallenen. Sie wurde wie die Idee eines dann notwendigen Totengerichtes etwa von den Sadduzäern, für die der Tod das absolute Ende bedeutete (Paulus, Apg. 23, 8), strikt abgelehnt. Allerdings erhielt Scheol mehrere „Abteilungen“, je nach der Sündhaftigkeit der Insassen.
Um die Zeitenwende wichtig sind in diesem Zusammenhang die drei damals konkurrierenden theologischen Strömungen des Judentums, Sadduzäer, Pharisäer und Essener, von denen letztlich nur die Pharisäer im Rabbinismus überlebten. Nach dem bedeutendsten jüdischen Historiker Flavius Josephus (37/38 bis ca. 100 n. Chr.), dessen Überlieferungen hier jedoch unvollständig bis verzerrt sein könnten, glaubten die Sadduzäer, der Mensch habe einen freien Willen, die Essener glaubten an eine Prädestination des Menschen, während die Pharisäer einen freien Willen mit einem Vorherwissen Gottes lehrten (ähnlich die Aschʿarīya im Islam). Die Pharisäer unterschieden sich von den Sadduzäern, die die Jerusalemer Tempelpriester stellten, des Weiteren darin, dass sie an eine Auferstehung der Toten glaubten, die unter der Erde gerichtet würden. Die Gerechten gehen in andere Körper über (womit keine Seelenwanderung gemeint sein dürfte, da es sich hier wohl nicht um materielle Körper gehandelt hat), indes die Bösen auf ewig bestraft und in Gefangenschaft gehalten werden. Das ewige Leben verliert nach der Mischna nur, wer die Auferstehung der Toten, den göttlichen Ursprung der Tora, der bis heute wichtigsten religiösen Grundlage des Judentumes, oder die göttliche Fügung des menschlichen Schicksals leugnet. Die Leistung der Pharisäer bestand darin, die Ausrichtung des Judentums auf den Tempel zu überwinden, indem sie den Alltag durch Einhaltung jüdischer Vorschriften heiligten. Jesus stand in seiner Lehre sowohl den Essenern wie den Pharisäern nahe. Erst ab dem 1. vorchristlichen Jahrhundert verstärkte sich der Einfluss des Hellenismus auf das Judentum, mit orphischem und platonischem Gedankengut.
Talmudische Periode und Rabbinismus (bis ca. 700 n. Chr.): Nach der Zerstörung des Tempels 70 n. Chr. und dem Beginn der Diaspora gewann die rabbinische Lehre vom Messias immer mehr Anhänger, und der Einfluss des hellenistischen Gedankengutes verstärkte sich, bedingt durch das Zusammenleben mit diesen Völkern. Damit verbunden war der Glaube an eine leibliche Auferstehung des Körpers im Rahmen einer Eschatologie, der sich seither auch im Verbot der Feuerbestattung, der Autopsie und der den Körper teilweise zerstörenden Mumifizierung usw. niederschlägt. Das Judentum wandelte sich von einer reinen, ethnisch und diesseitig bestimmten Offenbarungsreligion mit dem Ziel des „Gelobten Landes“ zur Erlösungsreligion, die allerdings schon in der Erzählung vom Auszug aus Ägypten ihren Anfang genommen hatte. Nun konkretisierte sich die Idee einer Trennung zwischen einem Aufenthalt nach dem Tod in der Hölle (Gehinnom) bzw. im Wartebereich Scheol für das Paradies Gan Eden, dem allerdings eher vage gedachten Ort der Gerechten nach dem Tod und einem Jüngsten Gericht. Das Strafgericht, so glaubte man, werde in Gehinnom zwölf Monate (bei Einhaltung des Sabbats auch dort, da an diesem Tage keine Feuer brennen dürfen) dauern und sich an der Rechtschaffenheit der Menschen orientieren, auch der der Nichtjuden. Die alte und durch Klassengegensätze beförderte Idee, sich durch gute Werke im Diesseits (und das Studium der Tora) die ewige Seligkeit im Jenseits zu erwerben, gewann im Talmud an Bedeutung und wird bis heute im täglichen Morgengebet erwähnt.
Das mittelalterliche Judentum (700 bis ca. 1750 n. Chr.): Im rabbinischen Judentum der Diaspora hatte ein gravierender theologischer Wandel eingesetzt, und die Auferstehung (bis heute vor allem im Achtzehnbittengebet, dem Schemone Esre präsent) samt Jüngstem Gericht und ewigem Leben im Paradies wurden nun wohl auch durch Aufnahme christlichen Gedankengutes als solche akzeptiert. Dieser Vorgang war bis zum 9. Jahrhundert abgeschlossen, wobei die Orthodoxie von der leiblichen Auferstehung ausgeht, das moderne Judentum hingegen die Auferstehung als geistig-seelischen Erlösungsprozess versteht. Die 13 Glaubenssätze des Maimonides erwähnen ausdrücklich Vorstellungen von Lohn und Strafe für Gerechte und Ungerechte. Demnach sei die Kommende Welt der Lohn der Gerechten, während die Ungerechten mit der Vernichtung ihrer Seelen bestraft würden. Vor allem die mystisch orientierte Kabbala widmete sich dem Problem der Wiedergeburt und des Totengerichtes. Sie entwarf eine hochkomplexe Struktur der menschlichen Seele, wobei nur deren niedrigste Stufe Nefesch, die animalische Seele, göttliche Strafen zu erdulden hatte, die geistige Seele Ruach jedoch ins Paradies eingelassen wurde und die unbefleckte Seele neschamah in Gott einging. Dabei entwickelten sich Vorstellungen einer Seelenwanderung Gilgul, und die leibliche Wiederauferstehung wurde als gegenüber dem wahren ewigen Leben nur als minderwertig angesehen.
Das moderne Judentum ab 1750: Der Messianismus und der Auferstehungsgedanke sind heute ein zentraler Gedanke vor allem des orthodoxen Judentums. Das rationalem Gedankengut anhängende reformierte Judentum der Haskala lehnte beides ab und meidet vor allem im 20. Jahrhundert alle Diskussionen um das Leben nach dem Tod. Beide Konzepte waren als unverrückbare Hoffnung während der fast zweitausend Jahre der Diaspora wohl auch dringend notwendig, denn sie hielten wie die strikte Einhaltung der überkommenen Grundsätze und Riten das Volk zusammen, mit komplexen Vorschriftskatalogen wie etwa im Schulchan Aruch, der neben anderem auch die Kaschrut-Speisegesetze enthält. Allerdings hat dieses Verhalten nicht wenig zu einer Isolierung und Ghettoisierung der Juden in anderen Gesellschaften und damit zum Antijudaismus und Antisemitismus mit seinen immer wieder aufflammenden Pogromen beigetragen, vor allem in Polen und Russland. Doch liegt der Schwerpunkt im Judentum nach wie vor auf der diesseitigen Welt, da der Mensch nur hier das Gute aufnehmen und tun kann. Das Hauptinteresse des Judentums richtete sich seither auf die Wiederkunft des Messias und was dabei geschehen würde, Hoffnungen, in denen sich ekstatische Katastrophenfantasien mit Erlösungsvorstellungen vom Bau des dritten Tempels und eher realistischen historisch-politischen Vorstellungen (Zionismus, Großisrael, Siedlerbewegung) kontrovers bündeln und etwa dem Staat Israel einen nicht geringen Teil seiner inneren wie äußeren Spannungen bescheren.
Die moderne jüdische Theologie hat sich auch unter dem Einfluss der rationalistischen Philosophie Baruch de Spinozas der Diskussion über eine praktische Ausgestaltung von Jenseits und Totengericht weitgehend entzogen, vor allem mit dem Kunstgriff, den Tod nun als Schlaf an einem rein geistigen Ort (so später der unter dem Einfluss aristotelischen Gedankengutes stehende Maimonides) anzusehen mit einem Erwachen beim Jüngsten Gericht, von dem die Gottlosen, also vor allem die Nichtjuden (und früher die Sklaven), ausgeschlossen bleiben (und die nach der christlichen Lehre durch die Kreuzigung Jesu und die Höllenfahrt Christi erlöst wurden). Es entstanden so zwei konträre, auch in den eschatologischen und Jenseitsvorstellungen unvereinbare theologische Strömungen, die das Judentum (und den Staat Israel) bis heute bestimmen:
- der letztlich zur Haskala, der jüdischen Aufklärung, führende Rationalismus eines Maimonides und Moses Mendelssohns, der auch den Zionismus eines Theodor Herzl mit hervorbrachte,
- die dem entgegengesetzte, in den osteuropäischen Chassidismus und die Ultraorthodoxie führende Mystik der Kabbala, vor allem des Buches Sohar, die nicht zuletzt in die nationalreligiösen Parteien oder die Siedlerbewegung etwa der Gusch Emunim mündete.[85]

Einen weiteren tiefen Einfluss auf diese Konzepte hat die Schoah ausgeübt. Wie sehr davon beeinflusste Straf- und Gerichtsvorstellungen noch heute das orthodoxe Judentum bestimmen, zeigt zum Beispiel eine später unter öffentlichem Druck formal wieder zurückgenommenen Aussage des hochrangigen ultrakonservativen Rabbiners Ovadja Josef aus dem Jahre 2000: „Die sechs Millionen Juden, welche von den Händen der verfluchten Nazis ermordet wurden, waren wiederbelebte Seelen von Sündern, die gesündigt hatten und andere zur Sünde verleiteten, sowie alle mögliche (für Juden) verbotene Dinge taten. Ihre armen Seelen kamen zurück, um durch all die schlimmen Folterungen und durch ihren Tod von ihren Sünden gereinigt zu werden.“

##### Christentum

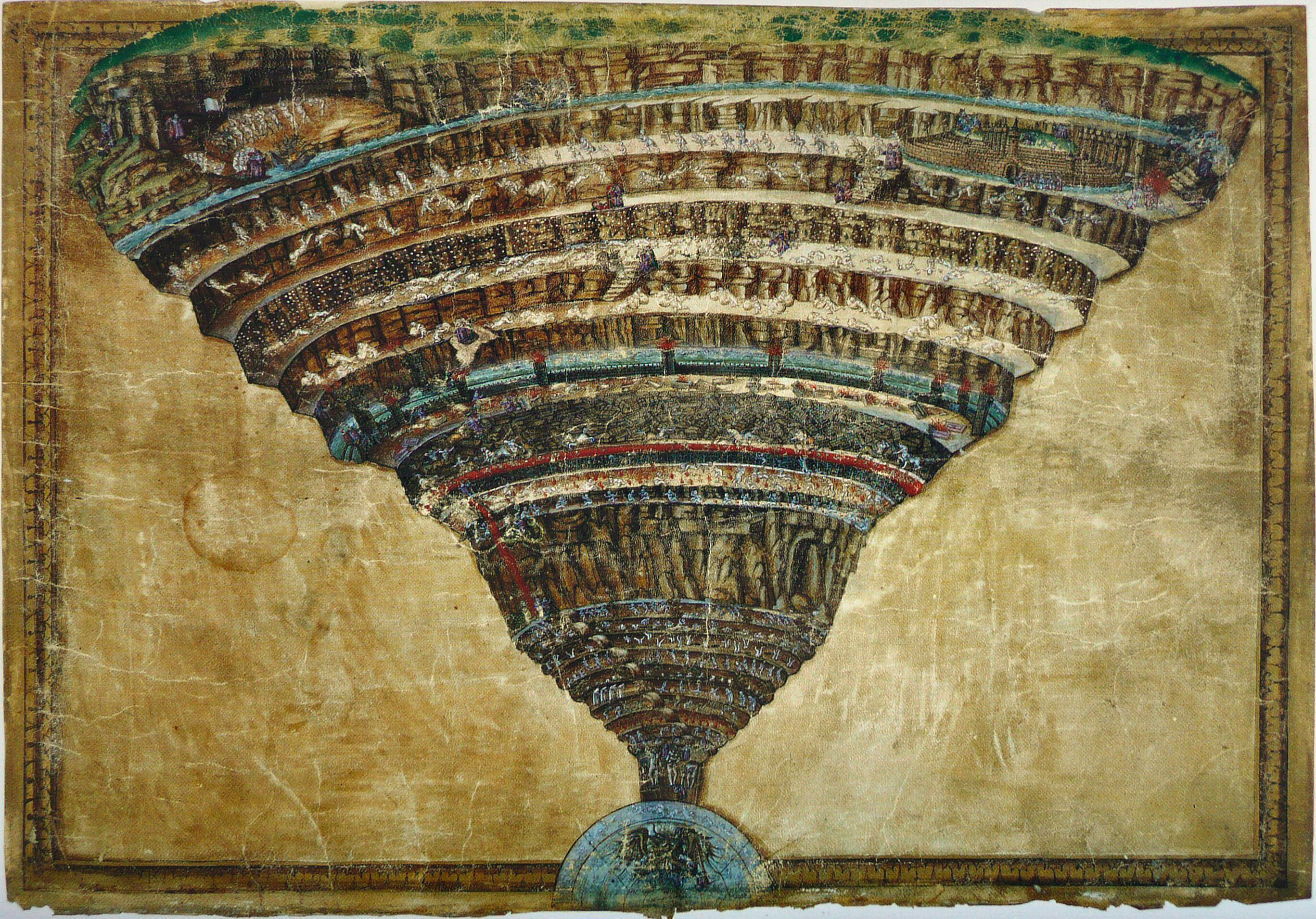
Botticellis Karte der Hölle zu Dantes Inferno

Grundlagen: Christliche Totengerichtsvorstellungen sind vielfältig. Sie fußen auf jüdischen, griechisch-hellenistischen, orientalischen und mittelalterlichen Traditionen. Sie spiegeln immer wieder auch politische Situationen wider. Die Machthaber nahmen auf den Jenseitsglauben und die Vorstellungen vom Totengericht Einfluss (sehr schön bei Dante, der die ihm missliebigen Päpste und Fürsten in die Hölle verbannte) und nutzten diese ökonomisch. Beispiele sind die Kreuzzüge und der Ablasshandel. Mit den Ketzerverfolgungen und Hexenverbrennungen, mit dem Kirchenbann bzw. der Exkommunikation wurde das Totengericht de facto ins Diesseits verlegt. Die Verbrennungen wurden damit begründet, dass die Betroffenen der ewigen Verdammnis entgingen, weil die Seele durch das Feuer gereinigt würde. Der Bann bedeutete den Ausschluss von der allein durch die Kirche vermittelten göttlichen Gnade.
Tatsache ist, dass ein solches vorläufiges Gericht trotz aller Legenden über Dämonen, Todesengel, Geister, verirrte Seelen usw. im Christentum des Neuen Testamentes als geschlossenes und in sich stimmiges Konstrukt nicht existiert und die Frage nach Art und Struktur des Jenseits vor der Apokalypse ohne genauere Antwort bleibt. Der Grund ist einfach: Schon Christus und erst recht seine ersten Anhänger glaubten an eine von ihm ja geweissagte Apokalypse in nächster Zukunft und noch zur Lebenszeit der Evangelisten (Parusie). Weiterführende Konstrukte über Tod und Unterwelt waren daher schlicht zunächst nicht notwendig, eine dann im Laufe der Zeit immer schmerzlicher empfundene Lücke, in die später leicht heidnische und regional oft sehr unterschiedliche volkstümliche Vorstellungen von teils äußerst brutalen Jenseitsbräuchen, wie sie etwa Dante beschrieb, eindringen und sie ersatzweise füllen konnten. Später kamen noch Vorstellungen der Gnosis und anderer philosophisch-theologischer Strömungen wie des Manichäismus hinzu (Augustinus von Hippo etwa war einige Zeit Manichäer).

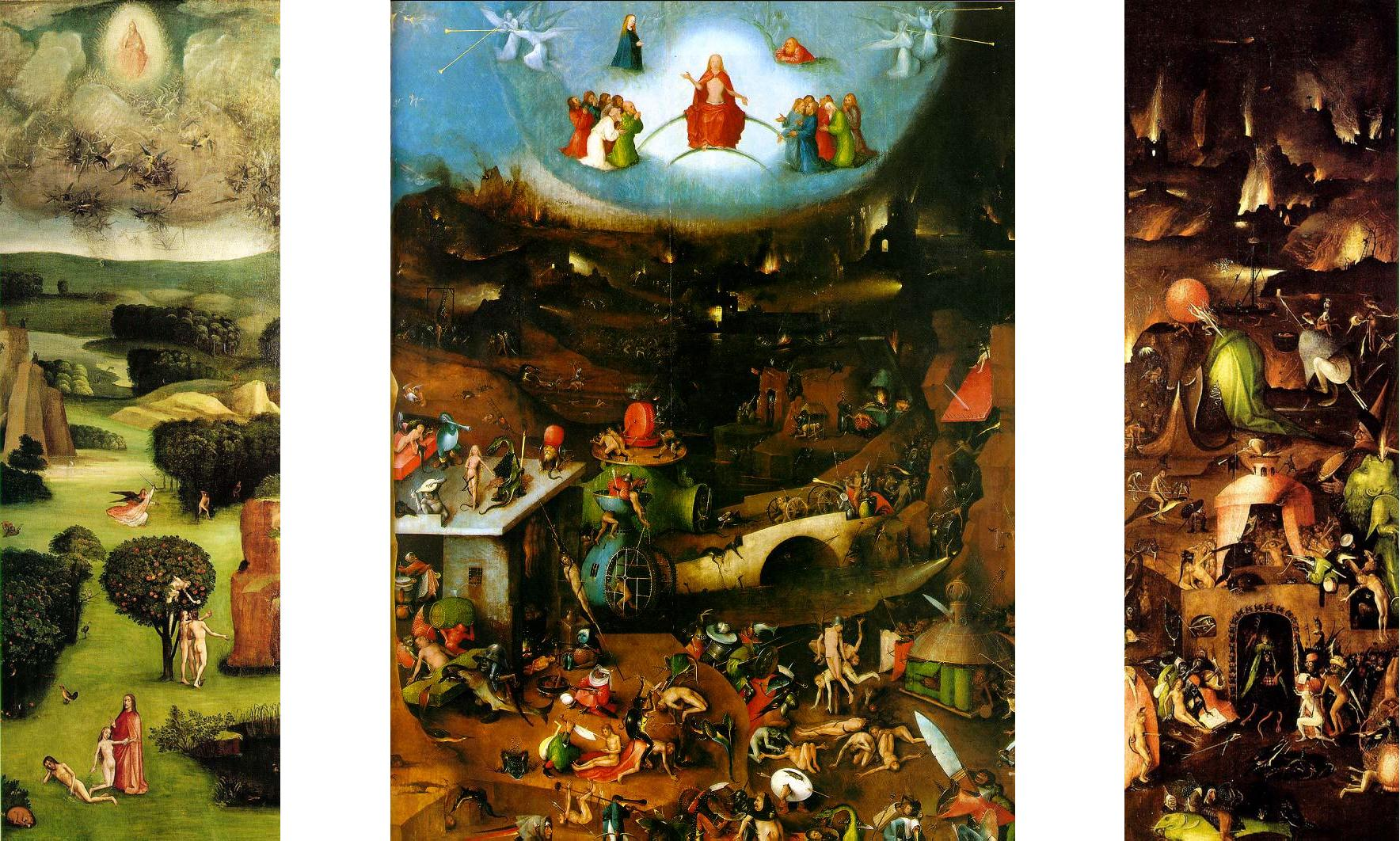
Hieronymus Bosch: „Das Letzte Gericht“ (Triptychon)

Allgemeine Aspekte des christlichen Jenseits- und Totengerichtsglaubens, wie sie vor allem vom Apostel Paulus von Tarsus und den Kirchenvätern formuliert wurden:
- Die in der Praxis so gut wie unerfüllbaren, teilweise stoischem Denken entstammenden[89] christlichen Tugenden wie Demut, Nächstenliebe, Feinden vergeben, linke/rechte Wange hinhalten usw., erzeugen quasi automatisch ein Gefühl der Sündhaftigkeit, da sie niemand einhalten kann. Sie sind völlig anders aufgebaut als die jüdischen Gebote, die in den meisten Fällen aus konkreten Handlungsanweisungen bestehen, wobei das Christentum allerdings jüdische Vorstellungen wie Gehinnom (Hölle), Auferstehung und Messias übernimmt, wie sie zur Zeit Jesu theologisch diskutiert wurden.
- Neu ist damit die Idee der Sündhaftigkeit des Menschen und seiner Erlösung durch göttliche Gnade, die zentralen Denkfiguren des Christentums überhaupt, die dann auch das ethische Fundament des Totengerichtes bilden, wobei die Erlösung nach katholischer Lehre allerdings auch durch die bedingungslose Unterordnung unter die Kirche erst garantiert wird.[90]
- Die dualistische Lehre der Gnosis mit der zentralen Idee des Logos ging ins Christentum ein, und der Logos verschmolz mit der Gestalt des Erlösers Jesus.[91] Damit war ein Gut-Böse-Dualismus etabliert, der nur in der Gestalt Jesu aufgelöst werden konnte, Voraussetzung für seine spätere Funktion als Weltenrichter, den es so im Judentum nicht innehat. Die Lehre von der Dreieinigkeit, die mittelalterliche Mariologie und Heiligenverehrung kamen später hinzu. Gleichzeitig wurde das Böse als Satan personifiziert, eine Rolle, die es so im Judentum auch nicht gibt und die schon ikonographisch griechische Einflüsse aufnahm (Pan, der wiederum wie die Satyrn auf den frühneolithischen Ziegendämon zurückgeführt werden kann[92]).
- Ebenfalls im Mittelpunkt steht der Glaube an die Existenz eines Jenseits, an die Auferstehung sowie an die Existenz einer unsterblichen Seele, deren Identität im Zwischenreich allerdings unklar bleibt. Daraus ergibt sich eine Trennung von Seele und Körper, wie sie bereits in der Patristik postuliert wurde, wobei es vor allem im Mittelalter theologische Kontroversen über die Einzelheiten der Seelenlehre gab und man die Seele in immer mehr Komponenten aufteilte. Jedoch stimmte man bis René Descartes zumindest darin überein, die Seele sei gemäß der alten griechischen Konzeption sowohl für Willensbildung, Bewusstsein und Vernunft wie auch für die physiologischen Funktionen einschließlich der Sinneseindrücke verantwortlich. Später hat sich daraus in der abendländischen Philosophie und zuletzt in der Psychologie das bis heute diskutierte Leib-Seele-Problem entwickelt.[93]
- Das Schicksal der Toten orientierte sich ursprünglich an der klassischen dreistöckigen Kosmologie Himmel/Erde/Hölle, wie sie noch Dante Alighieri und John Milton beschrieben haben und wie sie konzeptionell auch noch Goethes Faust zugrunde liegt, ja bis ins 20. Jahrhundert der christlichen Theologie, vor allem, was die Hölle angeht.
- Der Tod ist Folge der durch Adam und Eva begangenen Erbsünde, die nun jeder Mensch in sich trägt, als eine vor allem von Augustinus vertretene, unbarmherzige Idee, die daher auch in Ostrom nicht wie in Westrom personalisiert, sondern in kosmologische und heilstheoretische Zusammenhänge von Tod und Auferstehung eingebettet bleibt.[94]
- Die Kirche repräsentiert ein weltliches Zwischenreich bis zur Wiederkunft Jesu mit der Auferstehung der Toten, die dann aber keinen irdischen Leib mehr haben, sondern einen spirituellen (soma pneumatikon).
- Wiedererweckt werden alle, erlöst jedoch nur die, die Jesus vertrauen (Rechtfertigung aufgrund des Glaubens). Entschieden wird darüber beim Jüngsten Gericht. Das lässt wie die Lehre vom auserwählten Volk Israel die grundlegende Frage nach der Gerechtigkeit Gottes gegenüber allen seinen Geschöpfen offen.
- Gnade und Liebe Gottes sind entsprechend als Mechanismus des eschatologischen Totengerichtes bis heute in ihrer Ausdehnung auf alle, nur christliche, nur gläubige oder gar nur besonders auserwählte Menschen umstritten.

Es ergaben sich entsprechend mehrere teils sich widersprechende und vor allem in den ersten Jahrhunderten durch Sektenbildung gekennzeichnete Entwicklungsphasen und Kernideen:
- Nachdem die Naherwartung der Parusie sich nicht erfüllt hatte, wandte man sich zunehmend dem allerdings stets sehr umstrittenen Zwischenzustand zwischen Tod und Auferstehung zu. Dabei machten sich wieder vorchristliche Vorstellungen breit, nach denen jeder Einzelne bereits im Tode gerichtet würde, um dann bei Gott zu sein oder aber ganz von ihm abgeschnitten. Diese Deutung war Folge der neutestamentlichen Prophezeiungen einer kollektiven Massenauferstehung mit einem darauf folgenden Massentribunal.
- Gleichzeitig entstand neben der Idee eines sofortigen Eingehens ins Paradies nach dem Tod, das dieses Zwischenreich vermied, auch die Vorstellung von zwei Gerichten, dem persönlichen nach dem Tod und dem eschatologischen am Ende der Zeiten.
- Ein weiteres Konzept postulierte den Schlaf der Toten bis zum Letzten Gericht. Das erschien aber ungerecht, da hier die Strafe der Sünder wie die Belohnung der Guten verzögert würden, und Kirchenväter wie Tertullian entwarfen deshalb später von der byzantinischen Kirche Ostroms übernommene Hilfskonstruktionen, die zumindest den Seelen der Gerechten während dieser Periode eine Art Labsal zuteilwerden ließen.[95]
- Die Konzeption des Bösen, Voraussetzung für ein ethisches Totengericht, blieb im Christentum vor allem in seiner Interaktion mit Kultur und Religion sehr uneinheitlich, konnte in ihrer inhärenten Problematik nie wirklich gelöst werden und mündete recht bald entweder in die religiöse Mystik des Volksglaubens oder in die philosophische Theodizee. Nach den Katastrophen des 20. Jahrhunderts und insbesondere der Schoah stellte sich das Problem erneut in voller Schärfe.[96]
- Diffuse chiliastische Vorstellungen von der Wiederkunft Christi in einem tausend Jahre währenden irdischen Reich (Offenbarung 20,1–6 EU) vor dem eigentlichen Weltende mit einer „Vorweg-Auferstehung“ der Gläubigen noch vor dem Letzten Gericht, eine christliche Umprägung alter jüdischer Messias-Konzepte, trugen weiter zur Verwirrung bei, zumal auch dann bereits gerichtet und gereinigt wurde, Satan am Ende aber dann doch noch einmal vorübergehend die Oberhand gewann.[97]
- All diese sehr inkohärenten Glaubenskonzepte, die zudem eine Neuorientierung nach dem Tode außer Acht ließen, führten im Katholizismus letztlich zur Entwicklung einer Vorstellung vom Limbus und vor allem vom Fegefeuer bzw. Purgatorium (lat. Reinigung), in dem ebendiese Läuterung von minderen Sünden (bei Dante die sieben Todsünden) doch noch möglich war, die allerdings durch die Fürbitte der Kirche verkürzt werden konnte (Ablass wie etwa bei Johann Tetzel: „Sobald das Geld im Kasten klingt, die Seele aus dem Feuer springt.“[98]). Das setzte nun aber wieder voraus, dass der Urteilsspruch Verdammnis oder Erlösung bereits beim Tode endgültig war, weshalb der Protestantismus diese Lehre strikt ablehnte und sie durch die bereits von Augustinus von Hippo, ausgehend von Paulus (Römer 3,28 EU) konzipierte Rechtfertigungslehre ersetzte, bei der letztlich ein individuelles Totengericht unnötig wurde und sich das kollektive durch die göttliche Gnade, die allerdings nur dem Gläubigen zuteilwurde, auf diesen einen Punkt, den des bemühten Glaubens reduzierte.

Man könnte also durchaus philosophisch argumentieren, dass es ein Totengericht im Christentum mit den notwendigen Ideen, Ikonographien, Instanzen und Verfahren zwar konzeptuell und vage gibt – diese aber sind nicht wirklich christlich im engeren, nicht machtpolitisch oder religionsgeschichtlich etc. definierten, dazu auch noch im modernen akzeptablen Sinne.
Die mittelalterliche Ikonographie des Gerichtes wird vor allem wegen ihres hochgradigen und extrem esoterischen Bildsymbolismus meist missverstanden. Sie wurde erst nach 367 n. Chr. kanonisiert, orientiert sich an der von Martin Luther und Johannes Calvin als unpaulinisch abgelehnten Offenbarung des Johannes (Kap. 21) sowie am jüdischen Garten Eden, Himmlischen Jerusalem und antiken Vorbildern, dazu auch andere heidnische, zum Beispiel keltische, slawische und germanische. Dabei wurde auf die Abschreckung großer Wert gelegt, andererseits die Hoffnung auf das Himmlische Jerusalem bei den Gläubigen durch besonders prächtige Darstellungen genährt. Der Volksglaube hat diese bildlichen Vorstellungen teils bis heute bewahrt, obwohl die moderne Theologie diese Konzepte etwa des Jüngsten Gerichtes mit einem thronenden Richter Jesus über der Schar der Engelschöre längst als mythologisch betrachtet. Manche Gemeinschaften halten allerdings nach wie vor an derartigen endzeitlichen Gerichtsvorstellungen fest, haben sie teilweise noch weiter differenziert und mit elitären Auserwähltseinsideen versehen.

##### Islam

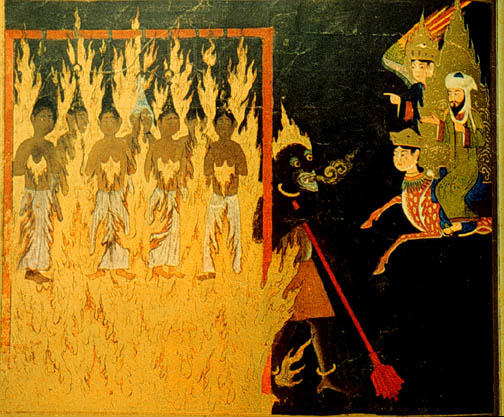
Der Prophet Mohammed besucht mit Buraq und dem Erzengel Gabriel die Hölle, wo ein Dämon „schamlose Weiber“ peinigt, die ihr Haar Fremden gezeigt haben. Sie werden dafür über den Flammen an ihrem Haar aufgehängt und brennen ewig. Persien, 15. Jh.

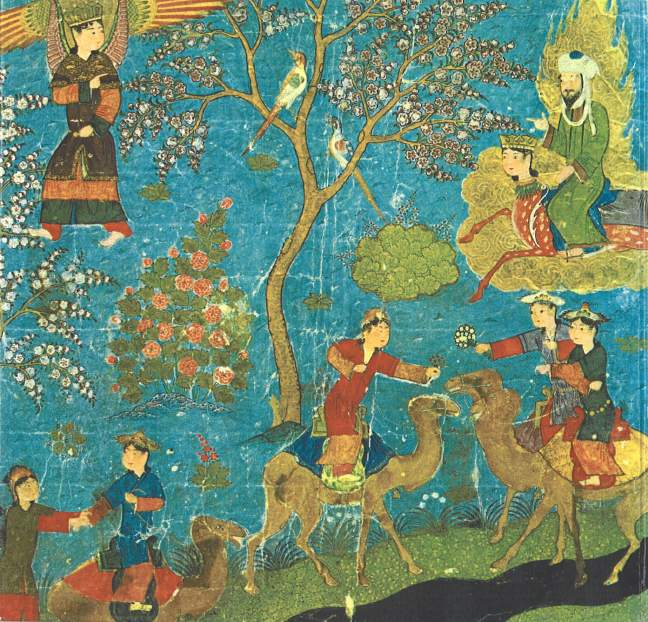
Der Prophet Mohammed (oben rechts) besucht mit Buraq und dem Erzengel Gabriel (oben links) das Paradies. Darunter sieht man einige der legendären Huris, auf Kamelen reitend. Persien, 15. Jh.

Grundlagen: Die Vorstellungen des Islam zu Totengericht, Eschatologie und Jenseits sind recht klar umrissen. Allerdings bietet gerade der Koran kein einheitliches oder gar systematisches Bild. Erst die sogenannten „Traditionen“ (Hadith bzw. Sunna) und spätere theologische Abhandlungen präzisierten die Vorstellungen. Der Islam übernahm altägyptische Vorstellungen (Wiegen der Seele) und passte sich dem christlichen Gedanken von Fürbitten und Erlösung an. Außerdem flossen regionale Konzepte eroberter Völker mit ein.
Grundlagen:
- In der altarabischen Glaubenswelt vor dem Aufkommen des Islam war der Tod ein Bereich, in den man hinüberging in einen unvergänglichen, aber unbelebten, vom lebendigen Diesseits völlig getrennten kosmischen Raum, über den andere Götter herrschten. Um die Ruhe des Toten zu gewährleisten, waren Bestattungsbräuche sehr wichtig. Ein Mord musste etwa auch im Sinne der Stammesehre gerächt werden, damit der Tote ruhen konnte.
- Mit diesen Sitten brach der Islam völlig. Alles untersteht nun Allahs alleiniger Herrschaft, dem absolute Treue und Unterwerfung gebührt. Er bestimmt die Dauer des Lebens. Persönliche Verdienste zählen nichts. Entscheidend ist ausschließlich, dass der Mensch sein Leben im Dienste Gottes führte. Entsprechend wird am Jüngsten Tag auch über ihn gerichtet (2. Sure, 3–8).[106] Es entwickelten sich ausgefeilte Bestattungsbräuche, damit der Tote am Tage der Auferstehung bereit sei. Ein Totenkult wurde in den Traditionen zwar untersagt,[107] doch auch dieser bildete sich nach und nach unter dem Einfluss alter lokaler Traditionen heraus.[107]
- Die Ethik des Islam[108] ist einfach und weit leichter erfüllbar als die christliche. Vorgeschrieben wird, gerecht zu sein, Gutes mit Gutem und Böses mit Bösem zu vergelten, freigebig zu sein, den Armen zu helfen etc., dazu auch die formalen Gebote der Fünf Säulen des Islam. Die Ethik geht davon aus, dass die Schöpfung gut ist und der Mensch in ihr eine Bewährungsprobe zu bestehen hat. Das koranische Gesetz dient ihm dabei als Richtschnur. Das Prinzip der Gerechtigkeit steht dabei im Mittelpunkt und umfasst alle Bereiche des menschlichen Lebens. Es führt zur Anwendung des Talion-Prinzips. Im Zentrum steht stets die Gemeinschaft der Gläubigen, die Umma.[109]
- Eine weitere zentrale Grundlage ist die mit dem Gut-Böse-Problem unmittelbar zusammenhängende Prädestinationslehre des Islam, die innerislamisch schon bald kontrovers diskutiert wurde und theologisch zu mehreren Aufspaltungen führte und deren Deutungsvarianten naturgemäß jeweils wesentliche Auswirkungen auf die inhaltliche Vorstellung des Totengerichtes haben:[110]
  - Qadrianer gestehen dem Menschen einen völlig freien Willen zu und sind den Muʿtazila sehr ähnlich, nach deren Glauben das Sittengesetz nicht durch göttliche Offenbarung festgelegt ist, sondern sich notwendigerweise aus der Natur- bzw. Seinsordnung ergibt; siehe auch Naturrecht. Eine Handlung sei an sich schon gut oder böse, und selbst Gott könne eine böse Tat nicht in eine gute umwerten und umgekehrt.
  - Dschabrianer leugnen jeden freien Willen. Dies ist eine herabsetzende Bezeichnung, die von verschiedenen islamischen Gruppierungen verwendet wird, um die Anhänger von Lehren der Prädestination und des Determinismus, die sie für falsch halten, zu kennzeichnen.
  - Aschʿarīya nehmen eine mittlere Position ein und billigen dem Menschen einen eingeschränkt freien Willen im Rahmen des ewigen göttlichen Willens zu. Sie glauben, das Böse sei das, was Gott durch die Offenbarung verbiete, das Gute hingegen das, was er nicht verbiete.
- Eine dritte Kernaussage des Islam ist die eschatologische Lehre vom Jüngsten Tag und dem Leben nach dem Tode.

Totengerichte: Der Islam kennt sowohl die „Bestrafung im Grab“ als auch den Jüngsten Tag. Letzterer kommt schon in der Sure 1, Vers 4 zur Sprache: māliki yaumi d-dīni „der am Tag des Gerichts regiert.“ Dazu gibt es im Totenbuch des Islam mehrere Varianten:
1. Zwischengericht: Eine besondere Bedeutung hat dabei der Todesengel Izra’il. Seine Aufgabe ist es, die Seele Ruh direkt nach dem Tod vom Körper zu trennen (sanft bei Muslimen, grob bei Nichtmuslimen und „unreinen“ Seelen) und mit Hilfe zweier weißgesichtiger Engel zum Himmel zu führen, wo sie, sofern gerecht, aufgenommen in die höchsten Sphären, vor Gott geführt wird, danach aber nochmals zu ihrem Körper auf die Erde zurückkehrt, wo dieser bis zur Auferstehung schläft. Gehört sie aber zu den Verdammten, also den Nichtmuslimen und Schlechtgläubigen (nur dieses Kriterium gilt!), wird sie, nachdem die Seele grob vom Körper getrennt wurde, von zwei schwarzgesichtigen, grünäugigen Engeln zum Himmel getragen, am untersten Himmelstor jedoch abgewiesen, auf die Erde zurückgestoßen und dort von den Höllenwärterengeln zu den anderen Verdammten gebracht.
2. Befragung im Grab: Sie erfolgt unmittelbar nach der Bestattung.[113] Der Verstorbene wird dabei von zwei Engeln, Munkar und Nakīr (blau und schwarz), durch vier Fragen (Wer ist dein Gott? Wer ist dein Prophet? Was ist deine Religion? Wohin zeigt deine Gebetsrichtung?) auf seinen Glauben geprüft. Antwortet er richtig (die Antworten werden von einem Schreiber notiert), nehmen sich seiner die Engel Mubashar und Bashir an, trösten ihn und verheißen ihm das Paradies. Ansonsten wird er bis zum Letzten Gericht in Ruhe gelassen. Bei falschen Antworten wird der Tote bereits im Grab von den Engeln Nakir und Munkar gepeinigt, indem sie im Grab ein Tor zur Hölle öffnen, während sich das Grab qualvoll eng um den Toten zusammenzieht. Dieses Prinzip der doppelten Strafe ist zwar im Koran nicht direkt belegt, entwickelte sich aber schon früh.
 Daran schließt sich in einer Art Schlaf die Wartezeit (al-barzakh) zum durch die Auferstehung eingeleiteten Jüngsten Gericht an. Vor seinem Beginn kommt es aber nochmals zu einer vierzigjährigen Herrschaft des Anti-Christ; siehe auch Antichrist. Diese Herrschaft wird in einer kosmischen Schlacht durch den Messias nach dem Muster von Harmagedon beendet, dessen Sieg ein Goldenes Zeitalter bis zur Auferstehung einleitet.
3. Jüngstes Gericht:[114] Während des Jüngsten Gerichts wird jeder Einzelne nochmals von Gott persönlich bewertet und abgeurteilt. Dabei spielen sein Lebensbuch, in dem alle Taten verzeichnet sind, eine Waage (ägyptisch), die gute und böse Taten sowie bereits Gesühntes bewertet, und eine schmale Brücke „Sirat“, (arab. as-Sirāt, arabisch الصراط) die über den Höllenbrand ins Paradies führt[115] (zoroastrisch), eine wesentliche Rolle. Die Verurteilten müssen bis in alle Ewigkeit in der Hölle bleiben und dort endlos physisch leiden, so dass dies auch als „zweiter Tod“ bezeichnet wird. Doch gibt es zwischen Paradies und Hölle noch einen dritten Ort, das A’raf, wo diejenigen bleiben, bei denen gute und böse Taten im Gleichgewicht sind (zoroastrisch). Ihr Aufenthalt dort ist jedoch zeitlich begrenzt, und sie werden, sofern Muslime, später in das Paradies gelassen.

Jenseits und Auferstehung: Die Hölle bzw. Dschahannam, was dem hebräischen Gehinnom entspricht und im Koran als brennendes Feuer geschildert wird, ist wie im Christentum mehrfach unterteilt (sieben Teile: Muslime, Juden, Christen etc. haben zum Beispiel jeweils eigene Abteilungen). Der Aufenthalt ist nur für die Ungläubigen endlos, für Gläubige hingegen nach Abbüßung ihrer Sünden beendet. Dschahannam steht im Gegensatz zum Paradies bzw. Dschanna, was dem hebräischen Begriff Gan Eden entspricht und je nach islamischer Überlieferung in sieben oder acht Stufen aufgeteilt ist.
Die durch gewaltige, wohl der jüdischen Eschatologie entnommene Zeichen eingeleitete Auferstehung (Sure 75), die es so in den altarabischen Religionen ebenfalls nicht gab, wird ganz lebenspraktisch als glückseliges, für Männer von Sex und Schlemmerei erfülltes Leben im Jenseits verstanden. Der Märtyrer (Schahid) gelangt direkt ins Paradies. Besonders ausgeprägt ist diese Vorstellung bei Schiiten. Die Heilsgewissheit aufgrund der Opferung des eigenen Lebens verleitet islamische Selbstmordattentäter zu ihrer Tat in dem Glauben, ihnen werde auf diese Weise jegliches Totengericht erspart. Der Sufismus wiederum etablierte im Laufe der Jahrhunderte eine etwas sanftere Eschatologie, die vor allem die individuelle Verantwortung in den Vordergrund stellte.
Religionssoziologie: Der Grund für die doppelte Filterfunktion (ob Muslim oder nicht, wird gleich zweimal geprüft) ist unklar. Im Gegensatz zum Christentum war der Islam jedoch von vorneherein auch eine politische Bewegung, das heißt, ideologisch-religiöse Geschlossenheit war schon früh und fast von Anfang an dazu auch in Gestalt militärischer Potenz enorm wichtig, damit aber auch die Tatsache, dass eroberte Stämme und Völker den Islam übernahmen, wobei es regelmäßig zu Adaptionsprozessen mit lokalen Religionen und Bräuchen kam. Diese Instrumentalisierung, die sich vielfältig bereits im Koran findet, hat zweifellos ihre Parallelen zu den wuchernden und ebenfalls als Machtinstrument genutzten Jenseitsvorstellungen des Christentums, im Islam jedoch zusätzlich mit der Einführung der Kopfsteuer für nichtmuslimische Schutzbefohlene.
Der Islam kennt eine teilweise als äußerst strikt verstandene Prädestinationslehre. Sie schließt eine menschliche Verantwortung völlig aus, da in ihr ein freier Wille nicht vorgesehen ist. Da sich der Koran zu dem Punkt widersprüchlich äußert, gab es zahlreiche Kontroversen (und drei Denkschulen, siehe oben). Allerdings ist das Böse im Islam rein individuell, somit entfällt das philosophische Problem der Theodizee. Das Böse wird vielmehr als Teil von Gottes Barmherzigkeit, als eine Art Prüfinstanz verstanden, der dem Menschen so die Möglichkeit gibt, das Gute zu tun. Im Koran gibt es daher in Bezug auf menschliches Handeln zwei Ebenen: die der göttlichen Wirkung im Rahmen seines vorherbestimmenden Willens. Darunter existiert die Ebene des Menschen, auf der dieser seine Handlungen im Rahmen des göttlichen Vorwissens eigenverantwortlich ausführt. Die islamische Theologie kennt deshalb keine Erlösung durch Gott aus Schuld und Sünde, denn es existiert ein „Mitbedenken Gottes in allen irdischen Angelegenheiten“.

#### Süd- und ostasiatische Religionen

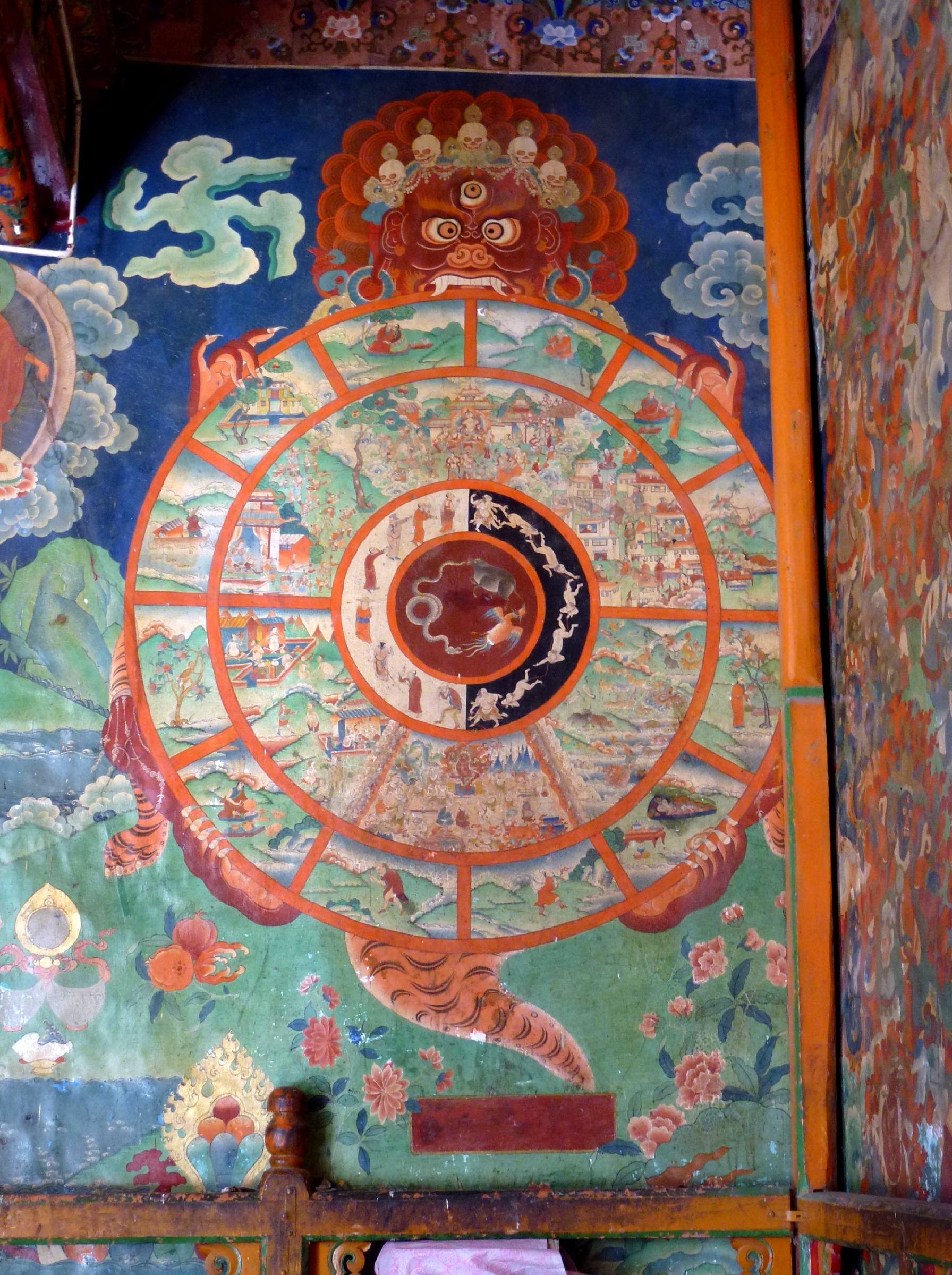
Das Rad des Schicksals, hier ein tibetisches Chakra mit der Hölle als einem der sechs Wege der Wiedergeburt; im Hinduismus, Buddhismus und Jainismus repräsentiert es das zyklische Zeitverständnis dieser Religionen

In den östlichen Religionen (mit Ausnahme des Shintō) wird der ethische Konflikt, sofern man ihm Bedeutung zumisst, auf dem Weg der Seelenwanderung transpersonal weitergeleitet in jeweils neue, in der Selbstauflösung des Nirwana endende Existenzformen. Dies hängt mit der teils betonten Geringschätzung oder zumindest der Hinnahme des Irdischen zusammen. Die Art der Existenz im Jenseits folgt aus der Art der Existenz im Diesseits; das kosmisch diesseitig sich manifestierende Dharma bestimmt das jenseitige Karma. Man kann daher hier strukturell von einem Totengericht sprechen, da eine Abrechnung mit dem irdischen Lebenswandel indirekt innerhalb metaphysischer Abläufe stattfindet, allerdings nach Kriterien, die vor allem Demut und Nächstenliebe zur Grundlage haben. Doch haben sich sekundär oder als Übernahme aus älteren Traditionen auch Höllenvorstellungen ausgebildet. Im Hinduismus und Buddhismus gab es den Totengott Yama, in der chinesischen Religion gleich zehn Totengötter. Yama tritt als Richter auf und hat Ähnlichkeiten mit Ymir aus der nordischen Sagenwelt und mit Yima aus der Götterwelt des Iran. Dies lässt seine Herkunft aus der Götterwelt der arischen Einwanderer vermuten, zumal er da wie dort und wie sein Bruder Manu auch als erster Sterblicher erscheint.

##### Hinduismus
Grundlagen und Begriffe, soweit für Jenseits und Totengericht relevant (sie sind teilweise auch für den Buddhismus zentral):
Der Hinduismus ist keine monolithische Religion; vielmehr finden sich in ihm vielfältige Traditionen mit einer breiten Menge verschiedener Glaubensrichtungen und Praktiken und zahlreichen geographischen, kulturellen und sprachlichen Erscheinungsformen in ganz Indien und Hinterindien, China und Japan sowie auch auf der südasiatischen Inselwelt, so dass der Hinduismus gelegentlich als „zusammengesetzte Religion“ bezeichnet wird, die aus vielen verschiedenen und mitunter gegensätzlichen Elementen besteht. Er tritt vor allem auf als
1. klassischer Sanskrit-Hinduismus bzw. Brahmanismus
2. Volksreligion Südasiens und hinduistisch beeinflusste Stammesreligionen in Indien, die neben dem hinduistischen Polytheismus auch viele animistische Züge haben
3. gestiftete Religion mit meist asketischen, oft antibrahmanischen Zügen sowie Basistexten der charismatischen Stifter (zum Beispiel Jainismus, Sikhismus), die gelegentlich als missionierende Erlösungsreligionen auftreten

Entsprechend vielfältig sind auch die Jenseitsvorstellungen. Gemeinsam ist ihnen allen der Ursprung in den Veden, die eine Art Offenbarungsstatus genießen. Alle Hindu-Traditionen halten am Glauben an die Lehre vom Karma als einem Gesetz von Ursache und Wirkung fest, das die moralischen und spirituellen Dimensionen einschließt, auch das Prinzip des freien Willens umfasst und keinesfalls fatalistisch gedeutet werden darf. Der Kreislauf von Geburt, Wiedergeburten und Tod Samsara wiederum ist eng verknüpft mit der Karma-Lehre. Endziel ist Moksha, die Freiheit von Unwissenheit als der eigentlichen Ursache von Leiden und Unfreiheit, das Wissen um die wahre Natur des Selbst (Atman), ein unwandelbares Wissen, das den Kreislauf der Wiedergeburten Samsara durchbricht.
Das Selbst ist in drei Körper gekleidet. Vor allem die Art dieses vom Körper (Nicht-Selbst) geschiedenen Selbst (Analogie: Haus und Bewohner), etwa im Körper oder außerhalb, wird in den verschiedenen Traditionen unterschiedlich interpretiert (manche Traditionen unterschieden sogar fünf Körper).
1. Neben dem physischen, vergänglichen Körper sthula sarira tritt als zweiter der
2. „feine Körper“ sukshma sarira, der durch seine Fähigkeit zur Handlung, zur Sinneswahrnehmung sowie durch Geist und Verstand eine Zwischenposition einnimmt und durch den Tod nicht zerstört wird, sondern mit dem Selbst eine enge Verbindung eingeht, bis dieses die letzte Freiheit moksha erreicht. Er ist das individuelle Karma (quasi der Charakter) und trägt alle persönlichen Eigenschaften und das Muster aller Handlungen, Sehnsüchte etc. in sich.
3. Ein dritter Körper schließlich ist karana sarira, der ursächliche Körper oder Körper des Nichtwissens, eine Art Embryonal- oder Traumzustand des feinen Körpers.

Alle drei Körper sind dem Wandel ausgesetzt, nur das Atman ist wissend und beherrschend. In hinduistischer Sicht ist der Tod die Trennung des feinen Körpers vom physischen Körper. Ist das Individuum nicht endgültig befreit, wird der feine Körper, erhellt vom Bewusstsein des Selbst und identisch mit dem eigenen Karma und den persönlichen Neigungen (Unterschied zum Buddhismus), sich einen anderen physischen Körper suchen, wobei von der individuellen Struktur des feinen Körpers, dem Bewusstsein zum Zeitpunkt des Todes, auch Reise und Ziel nach dem Tode abhängen, so dass eine logische Kontinuität zwischen den einzelnen Leben existiert.
Grundzüge der historischen Entwicklung:
Ähnlich der historischen Entwicklung der anderen Großreligionen sind auch hier der in diesem Falle vom Karma-Glauben bestimmte Jenseitsglaube und das zusätzlich dazu und recht systemwidrig auftretende Totengericht nur vor dem Hintergrund sich abwechselnder soziohistorischer Vorgänge verständlich.
- Vorarische Vorstellungen: Über die religiösen Vorstellungen der vorarischen Periode der Indus-Kulturen von Harappa und Mohenjo-Daro weiß man sehr wenig. Es gab offenbar, wie archäologische Belege andeuten, eine Art totemistischen Tierkult, der aber wohl noch kein entwickeltes Totengericht kannte. Damit verbunden war auch eine bei dravidischen Stämmen Indiens bis heute nachweisbare Reinkarnationsvorstellung.
- Vedische Phase und früher Brahmanismus (ca. 1500–500 v. Chr.): Die vermutlich aus dem Gebiet nördlich des Kaspischen Meeres stammenden Arier brachten um 1500 v. Chr. ein umfangreiches, später 33 Götter umfassendes Pantheon nach Indien mit. Dessen Mitglieder standen sich in zwei Gruppen, Asuras und Devas, feindlich gegenüber und kämpften gegen die Mächte der Finsternis (Dämonen), wie es in den Veden, insbesondere der sehr alten Rigveda, dargestellt wird. Einer der wichtigsten Götter scheint Indra gewesen zu sein, dazu Varuna und andere, bis heute das hinduistische Pantheon bevölkernde Gottheiten. Zentral war der Opferkult. Priester, Idole und Tempel gab es in der frühen Phase offenbar keine. Daneben gab es einen Ahnenkult, wie er für in Sippen und Clans lebende Nomaden und Halbnomaden typisch ist und der bis heute weiterexistiert. Er bildet jedoch nur einen kleinen Teil des gesamten religiösen Systems, vor allem im Rahmen des Kastensystems und der Reinkarnation sowie bei den Begräbnisriten, mit deren Hilfe die Geister der Verstorbenen beschwichtigt werden müssen, indem man ihnen durch bestimmte Rituale den Weg zwischen Tod, Höllengericht und Wiedergeburt erleichtert.[21] Magische Rituale waren häufig. Die Jenseitsvorstellungen jener frühen Periode sind recht verworren. Von Vergeltung nach dem Tod ist noch keine Rede, auch eine Seelenvorstellung im engeren Sinne scheint es nicht gegeben zu haben, so dass die vedische Religion als vor allem diesseitig ausgerichtet charakterisiert wird. Parallel dazu hat es zwischen 1000 und 500 v. Chr. den reinen Materialismus des von Brihaspati gegründeten Lokayata gegeben, der nur das als real ansieht, was sichtbar ist, und dessen Lehren nur indirekt aus den Berichten der Veden (Barhaspati Sutras) erhalten sind, die ihn heftig bekämpften, da er eine starke Konkurrenz gewesen zu sein scheint und in einigen materialistischen Aspekten des Hinduismus durchaus Spuren hinterlassen haben könnte.[128]
- Die spätere vedische Philosophie entwickelte dann Vorstellungen von einem unwandelbaren Gesetz, nach dem jeder für seine Taten verantwortlich war, nicht nur in diesem Leben, sondern auch in künftigen Wiedergeburten. Größter Wert wurde nun auf die korrekte Durchführung von Opferriten gelegt, und den Brahmanen, Priestern, die mit den Göttern verhandeln konnten, wurde höchste Achtung gezollt. Offenbar spielte hier die immer ungleicher werdende Gesellschaftsordnung eine wichtige Rolle bei der in ihren Einzelheiten bisher allerdings nicht geklärten Entstehung dieser Vorstellungen, da diese Konzepte nun erlaubten, Ungerechtigkeiten des eigenen Lebens als Folge von Handlungen in früheren Existenzen darzustellen.[129]
- Klassischer Hinduismus/Brahmanismus (500 v. Chr.–1000 n. Chr.): Das komplexe Konzept der Seele wird nun zentral. Mit der Entstehung der Brahmanen als Priesterkaste, deren Aufgabe das Studium der Veden war, hatten sich die auf einem Himmelskult basierenden religiösen Vorstellungen der arischen Eroberer zu einer aristokratischen Religion gewandelt, die nun als Herrschaftsinstrument fungieren konnte.
Die möglicherweise aus alten einheimischen Vorstellungen stammende Idee der Wiedergeburt entwickelte sich nach und nach unter dem Einfluss der beiden konkurrierenden Religionssysteme und vor dem Hintergrund des entstehenden Kastensystems zunächst zu einem Doppelsystem, das zwischen den indoeuropäischen Gut-Böse-Systemen und kosmisch geprägten Harmoniesystemen mit ihren rein weltlichen, manchmal utilitaristischen Ausprägungen von Gerechtigkeit angesiedelt war. Denn ausweislich des Rechtsbuches des Manu nahm die Seelenwanderung neben der sehr ausführlichen Darstellung von Höllenqualen, Dämonen und Götterkampfmythen in den Veden zunächst einen eher unbedeutenden Platz ein, um dann in späteren brahmanischen Schriften immer wichtiger zu werden, was allerdings de facto einer Verfälschung der ursprünglichen Veden gleichkam. Dabei spielte das Kastensystem als Regulativ der Wiedergeburt eine immer zentralere Rolle, denn der Sünder wurde in einer niedereren Kaste wiedergeboren. S. A. Tokarew schrieb: „Der alte Wiederverkörperungsglaube nahm also die Form des Dogmas von der Vergeltung nach dem Tode an und wurde dazu benutzt, der auf Ausbeutung beruhenden Kastenordnung die religiöse Weihe zu geben.“[130]
Ein weiteres Regulativ in S. A. Tokarews Sinne war dann der Dharma-Gedanke, das heißt die Erfüllung der Pflicht nach Maßgabe der persönlichen Lebensumstände. Das bedeutet letztlich, dass man zu tun hat, was einem nach Geburt, Stand und sozialer Rolle zukam, und nicht versuchen durfte, die Rolle anderer zu übernehmen. Dharma bringt damit auch für die Wiedergeburt die größte Belohnung und stützt so eine Ideologie, die Ungleichheit als gegeben ansieht, denn sie erklärt soziale Hierarchien, bildet neue und ist essentiell für das Karma.[131]
- Die spätere hinduistische Religionsphilosophie versuchte dann, das ganze System mit der Idee des Karmas theoretisch zu untermauern, und diese Karma-Philosophie entwickelte im Laufe der Jahrhunderte ein enormes und hochdifferenziertes Eigenleben. Es entstanden nach und nach fast 250 Traktate, die Upanishaden. Von der alten arischen Religion der Veden, die dennoch formal bis heute im Hinduismus zentral sind, blieb allerdings nicht mehr viel übrig, und viele Glaubensvorstellungen des Brahmanismus hängen eher mit vorarischen religiösen Vorstellungen zusammen. Derartige oft eklatante Widersprüche zwischen Gewaltlosigkeit einerseits und oft blutigen Ritualen, Askese und Sexualität des Tantrismus sowie einem ausgeprägten Geisterglauben andererseits werden jedoch im Hinduismus dadurch aufgelöst, dass sie nicht als Widersprüche wahrgenommen werden.[132]
Der ethische und metaphysische Mechanismus des Karma-Gedankens abseits sozialer Begründungen bestand vor allem darin, dass er den überkommenen oppositionellen Dualismus der Eroberer in den Menschen hinein verlagerte als etwas, das er selbst mit sich auszutragen und zu überwinden hatte. Dabei wurde weltliche Gerechtigkeit letztlich im Diesseits relativ bedeutungslos und blieb lediglich innerhalb des Karmas präsent. Hier war sie jedoch nicht in Form eines institutionellen Totengerichtes wichtig (abgesehen von der Hölle des Todesgottes Yama, siehe unten), sondern vielmehr als selbstverantwortetes Element auf der zu erstrebenden Stufenleiter der Existenzen mit dem letzten Ziel einer Durchbrechung des Zyklus der Wiedergeburten, in den die Götter selbst und ihre sich nun immer vielfältiger darstellenden hierarchischen Beziehungen und Aufgaben mit eingebunden waren. Andererseits blieb in diesem Zusammenhang die Stellung der die Schöpfung dominierenden und überwölbenden Trimurti Brahma (Schöpfer), Vishnu (Erhalter) und Shiva (Zerstörer) ambivalent als eine Art grundsätzliche kosmische Dreieinigkeit und Repräsentanz des kosmischen Bewusstseins. In dessen Rahmen war die einzelne Seele nur ein Partikel, etwa wie eine einzelne Welle in einem Ozean, jedoch mit moralischen Attributen, die als kausale Agentien von Wiedergeburt zu Wiedergeburt genau quantifizierbar waren und sind.
- Im Widerstand gegen dieses immer mehr erstarrende Kastensystem und diese wenig trostversprechende Philosophie endloser Wiedergeburtsketten, in denen das persönliche Karma von vergangenen Taten bestimmt wird, entstanden dann fast gleichzeitig im 6. und 5. vorchristlichen Jahrhundert der von den Brahmanen heftig bekämpfte und aus Indien ab dem 12. Jahrhundert vertriebene Buddhismus und der Jainismus. Beide Religionen stellten die Macht der Götter in Frage und unterminierten die Autorität der Brahmanen als irdische Fürsprecher und Vollzieher von Sühnehandlungen.[129]
- Im jüngeren Hinduismus ab 1000 n. Chr. sowie im Gefolge der für die abstrakten Gedankengänge der Brahmanen nicht empfänglichen Volksfrömmigkeit und in der Auseinandersetzung mit dem Islam, der vor allem viele Menschen aus niederen Kasten und Kastenlose anzog, entstanden zudem zahlreiche Sekten, in deren Zentrum Avatare als Erlösungsgötter standen. Sie wurden schließlich zum wesentlichen Merkmal des Hinduismus. An ihrer Spitze standen gewöhnlich Gurus, wobei oft auch vorhinduistische Bräuche fortgeführt wurden.

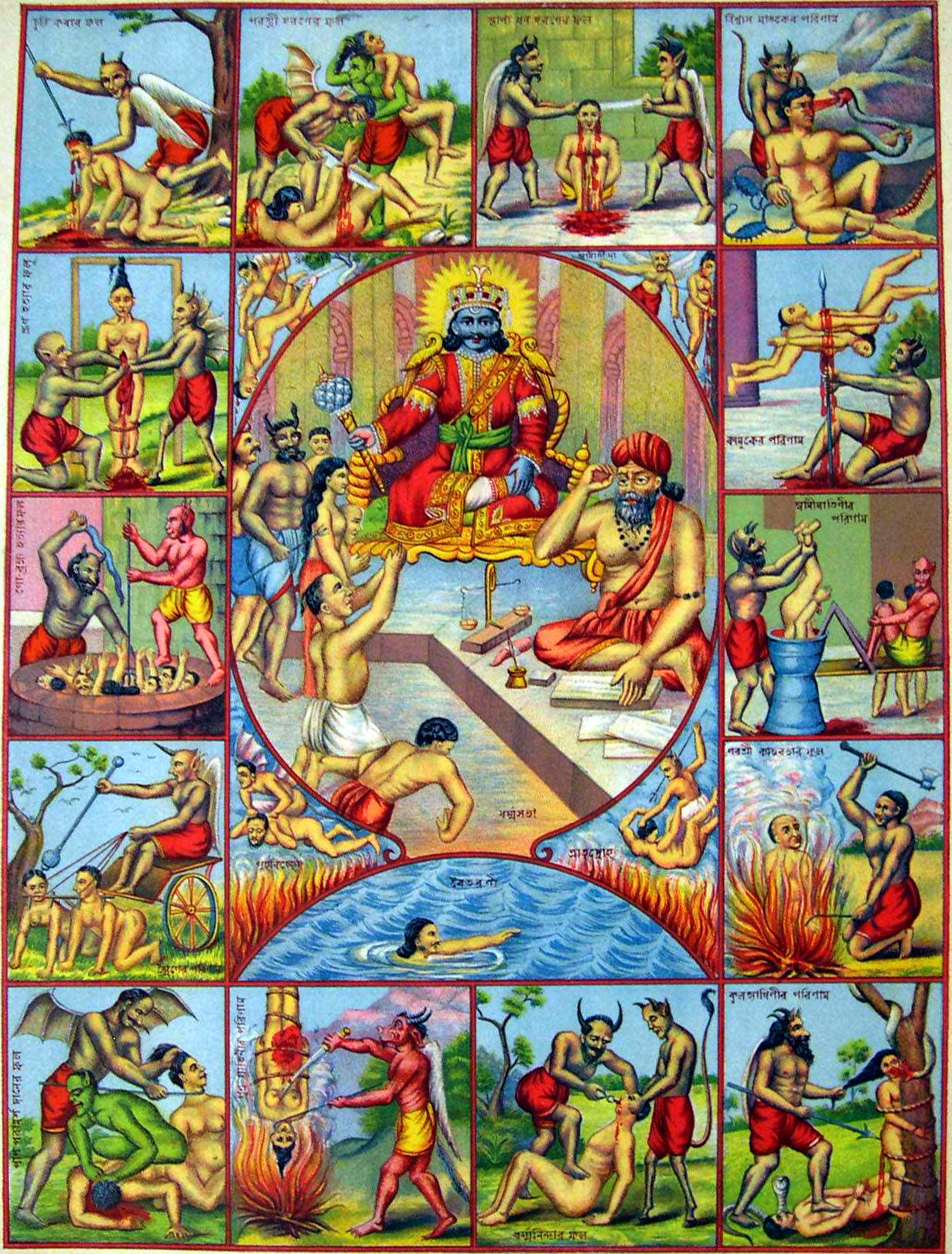
Die Hölle der Hindus; in der Mitte der Totengott Yama, der auch als Totenrichter fungiert (1895).

Grundzüge des hinduistischen Lebens nach dem Tode:
Der Tod ist eine Gabe der Götter, vor allem des Weltenschöpfers Prajapati (später als Brahma bekannt), die so auf Kosten der Menschen – und um den Gott des Todes zufriedenzustellen – ihre eigene Unsterblichkeit errangen, die sie ursprünglich nicht besaßen. Er betrifft aber nur den Körper, nicht die Seele. Direkt nach dem Tod wird die Seele daher des Körpers entkleidet und ist als nur daumengroße Erscheinung linga sarira existent, die sofort von zwei dämonischen Dienern des Todesgottes Yama ergriffen wird, der sie einer vorläufigen Überprüfung unterzieht. Danach kehrt sie zu ihrer alten Wohnung zurück und schwebt vor der Türschwelle. Bis dahin muss die Leichenverbrennung abgeschlossen sein, damit sie nicht in ihren alten Körper zurückkehren kann. Weitere recht komplizierte zeremonielle Schritte folgen, die auch dafür sorgen, dass die Seele eine Art Übergangskörper erhält und zu einem Ahnengeist pitri wird. Danach verlässt die Seele die Welt, um ihre einjährige gefährliche Reise in Yamas Reich anzutreten, wobei sie, indem sie sich an einem Kuhschwanz festhält, auch den schrecklichen Unterweltsfluss Vaitarani überquert, der die Grenze zu Yamas Reich markiert. Opfer und weitere Zeremonien ihrer Hinterbliebenen unterstützen sie bei dieser Reise. Bei Yama wird sie nun einem endgültigen Totengericht unterzogen.
Vor allem die Upanishaden schildern dabei bei allen Unterschieden im Detail fünf grundlegende Möglichkeiten.
1. Waren das Leben böse und die Gedanken grausam und zerstörerisch, dann führt die Reise in Regionen der Dunkelheit oder zur Wiedergeburt in nicht-menschlicher Form, die so lange währt, bis die Wirkung der ursächlichen Taten aufgebraucht ist und man als Mensch wiedergeboren wird. Allerdings ist das Böse als Vorstellung und Begriff im Hinduismus nicht ausgebildet und findet sich eher als Negation des Guten, Geordneten, Tugendhaften, Wahren, Reinen etc., zeigt überdies in diesem Zusammenhang regional, sozial, historisch usw. teilweise sehr unterschiedliche Varianten. Entsprechend sind die wichtigsten Mittel zur Befreiung vom Bösen rituelle Entsühnung und Reinigung, Erlösung, Askese, Karmahygiene oder Gnade.[134]
Doch existiert auch im Hinduismus die Vorstellung von einer Hölle, eben jene dunklen Regionen. Danach wird der mit solch schlechtem Karma Beladene nach dem Urteil von den dämonischen Schergen des Todesgottes Yama brutal in einen Strafort gezerrt (die Vorstellungen darüber sind allerdings im Hinduismus sehr uneinheitlich) und dort gequält. Da jeder Verstorbene durch sein Karma Schuld auf sich geladen hat außer den ganz wenigen zu Lebzeiten Erlösten, die nicht sterben, sondern vergehen, ist dieser Weg zunächst für alle gleich. Anschließend wird der so Verurteilte in eine der acht Millionen Höllen eingewiesen (nach anderen Traditionen 8 oder 16). Nun zieht er von Hölle zu Hölle bis zum Ende des Weltzeitalters. Danach wird er als niederes Wesen, also Stein oder Tier, wiedergeboren.[135]
2. Die Wiedergeburt als Mensch ohne Reise in andere Regionen: Dies geschieht dann, wenn positive und negative Taten sich die Waage halten oder der Mensch zwar tugendhaft ist, aber nicht an die Existenz anderer Regionen glaubt. Anders als die Jainas glauben die Hindus dabei, dass, welchen Körper auch immer die Seele bewohnen wird, sie dort einziger Bewohner ist, kein Untermieter oder Bewohner eines „Mietshauses“.
3. Das Erreichen der himmlischen Welt (svargaloka) bei tugendhaften Menschen, die jedoch eine derartige Belohnung erwarten. Das dortige angenehme Leben währt aber nur so lange, bis die Verdienste aufgebraucht sind. Neue Verdienste können dort nicht erworben werden.
4. Die Reise ins brahmaloka, die Welt des Schöpfers Brahma. Dieser erleuchtete Pfad ist jenen gestattet, die Gott um Gottes willen suchen. Da die Voraussetzungen dafür jedoch dualistischer Natur sind, gilt dieser Weg vielfach nicht als endgültig. Doch besteht hier die Möglichkeit weiterer geistiger Entwicklung, die in einem Verstehen der Identität des eigenen und des göttlichen Selbst gipfelt als Weg der graduellen Befreiung karma mukti.
5. In der höchsten, nur für wenige erreichbaren Form gibt es keine Reise, vielmehr ist dies das Schicksal jener, die im diesseitigen Leben bereits die Identität von Atman und Brahman erkennen. Sie gelten bereits in ihrem Körper als Erlöste. Im Tod lösen sich physischer und feiner Körper auf, und es bleibt das ewige, befreite Selbst (nicht zu verwechseln mit dem buddhistischen Nirwana, im Hinduismus spricht man allenfalls vom Brahma-Nirwana, also dem Aufgehen in Brahma).

Einen eigentlichen Totenkult als solchen gibt es in den indischen Religionen allerdings nicht, jedoch zahlreiche Riten und Zeremonien im Umfeld von Sterben und Tod, die vor allem dazu dienen, der Seele ihren Weg zu erleichtern, aber auch sie an einer Rückkehr zu hindern. Der Körper wird vielmehr durch das reinigende Feuer von der ja reinkarnierenden Seele gelöst, also zerstört, und seine Bestandteile kehren zu ihrem Ursprung zurück. Der Tod selbst hingegen wird als eine Art Schlaf der unsterblichen und unzerstörbaren Seele betrachtet.

##### Jainismus und Sikhismus
Jainismus: Der Jainismus ist etwa gleichzeitig mit dem Buddhismus entstanden. Sein wesentliches Merkmal sind Gewaltlosigkeit und Askese. Die Welt gilt dem Jainisten als ungeschaffen und von ewiger Dauer. Wesentlich dabei ist, dass es weder einen Schöpfergott noch ein institutionelles Totengericht oder gar ein Weltuntergangsszenario gibt, dass sich vielmehr der Zyklus von Geburt und Wiedergeburt unendlich fortsetzt. Jainas glauben allerdings, wie auch Hindus und Buddhisten, an die Karma-Lehre, Wiedergeburt (Samsara) und eine geistige Erlösung aus diesem Kreislauf durch Eingehen in das Nirwana. Das Karma baut sich danach auch nicht wie im Buddhismus aus verschiedenen Teilen auf, die auch auf verschiedene Menschen übergehen können, sondern es treibt die hinduistische Vorstellung ins Extrem und „klebt“ förmlich an der Seele. Der Jainismus ist vielleicht die Religion, die ethische Grundsätze am striktesten fordert und das Gesamtheil der Seele ausschließlich davon abhängig macht, ohne ein Totengericht, göttliche Gnade, Prädestination, Erbsünde oder ähnliche Straf- und Exkulpationsmechanismen zu bemühen: Jeder ist für sein Heil ausschließlich selbst verantwortlich, und jeder Verstoß gegen ethische Prinzipien wirft die Seele auf ihrem Weg zur Erlösung zurück.
Das komplexe ontologische und kosmologische System der Jainisten hat fünf Bereiche. Der unterste Bereich, die Hölle Adholoka, ist in sieben Ringe unterteilt, die nach unten hin immer dunkler und qualvoller werden und in denen die Seelen je nach ihrem durch eine strikte, keinerlei Totengerichtsmechanismen erfordernde Kausalität ins Universum eingebundene Karman gereinigt werden, das als stoffliche Substanz verstanden wird, die die Seele an den Körper bindet und die daher im Laufe vieler Reinkarnationen davon gereinigt werden muss.
Sikhismus: Im monotheistischen, als Reformbewegung im 15. Jahrhundert entstandenen Sikhismus wurden religiöse Konzepte des Hinduismus mit denen des Islam verschmolzen. Leitfiguren sind die zehn Gurus. Sikhs akzeptieren die Lehre von der Wiedergeburt. Im Gegensatz zu den Hindus lehnen sie aber den Glauben an eine sich wiederholende Reihe von Geburten als Mensch ab. Von der niedersten Gestalt bis zur höchsten Form, der menschlichen, steigt ein Wesen in Tausenden von Leben auf, denn nur ein Mensch kann sich mit Gott vereinigen. Es gibt keine prädestinierte Zukunft, vielmehr muss jeder aus seinem Schicksal das Beste machen. Askese wird nicht empfohlen, vielmehr aktive Nächstenliebe. Sikhismus ist damit eine soziale Religion, und ethische Prinzipien im Rahmen der Gesellschaft ersetzen die Dharma-Vorstellungen des Hinduismus und das in ihm enthaltene Totengericht. Sie fordern ein Sich-Ergeben in die gesellschaftliche Situation und sehen dies als ethisch an im Sinne einer späteren Erlösung in Brahma.

##### Buddhismus

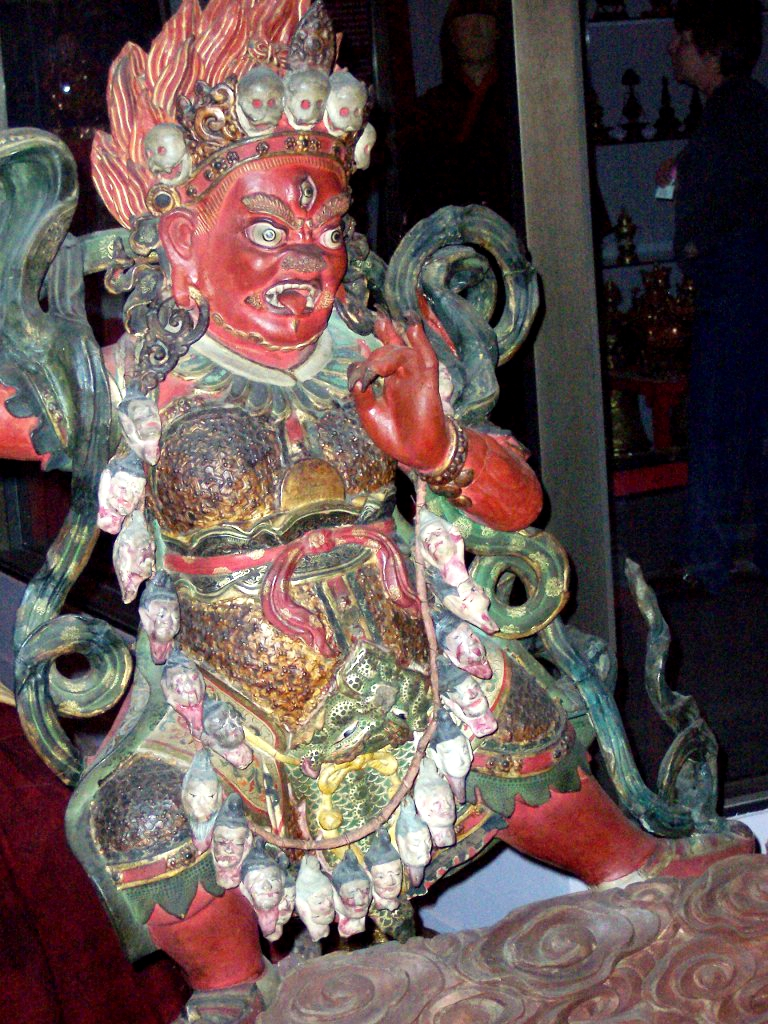
Der Totengott Yama wird in Tibet als ein Hüter spiritueller Praktiken verehrt und wurde dies vermutlich schon vor dem religiösen Wandel vom Bön zum Buddhismus dort im 7. Jahrhundert; die Figur ist aus bemaltem Holz und über 1,20 m hoch, menschliche Schädel und Köpfe schmücken Krone und Halskette von Yama (Field Museum of Natural History, Chicago).

Grundzüge: Der Buddhismus entstand als Reform des Hinduismus gegen die heiligen Schriften der Veden und die dabei zum Ausdruck kommende Volksreligiosität, damit auch gegen den brahmanischen Opferkult und die Upanishaden-Mystik. Siddhartha Gautama (später als Buddha, der Erleuchtete, bekannt) ist kein prophetischer Religionsstifter, da nach seiner Lehre die Erlösung durch individuelle Anstrengung und nicht durch göttlichen Gnadenerweis erreicht wird. Der Buddhismus ist ebenfalls, wenn auch bei weitem nicht in dem Ausmaß wie der Hinduismus, in dem Buddha als Avatar Vishnus gilt, heterogen und durch mehrere große philosophische Schulen geprägt, die sich vor allem mit seinen ausgeprägten erkenntnistheoretischen Aspekten sowie etwa im Zen mit intensiven Meditationspraktiken befassten. Er ist entsprechend weniger dogmatisch als logisch aufgebaut, verurteilt das Kastenwesen und empfiehlt die Selbsterfahrung seiner Anhänger, ist in diesem Sinne wie der Jainismus, von dem er viele Anregungen aufnahm, eine modernere Variante des Hinduismus.
Unterschiede zum Hinduismus: Die im Zusammenhang mit Tod, Jenseits und Totengericht wesentlichsten Unterschiede stellen sich vor allem im Pali-Kanon wie folgt dar:
- Der Buddhismus verneint die Existenz einer individuellen Seele. Das Individuum ist vielmehr aus Phänomenen zusammengesetzt, die sich in fünf Kategorien unterteilen lassen: physische, Gefühle, Sinneswahrnehmungen, Reaktionen darauf und Bewusstsein. Es gibt daher genau genommen auch keine Seelenwanderung im engeren Sinne, da es in diesen fünf Kategorien keinen Atman gibt. Buddhas Lehre handelt entsprechend vom Nichtselbst (Anatta). Die Identifizierung mit dem Selbst wie im Hinduismus hielt er für eine häufige Ursache des menschlichen Leidens. Durch Meditation kann man sich vom Trugbild des Selbst befreien.[143]
- Die Rolle des Bewusstseins in der Seelenwanderung ist die eines Katalysators, der selbst nicht bei der Wiedergeburt in die dann neue Person eingeht. Lediglich die in einem karmischen „Konditionalnexus“[144] verbundenen Tatabsichten sind für den neuen Menschen bestimmend, ja sie wirken sogar auf die Auswahl der dann gebärenden Mutter und die in ihr ruhenden Erbanlagen ein.[145]
- Das Ich wird entsprechend nicht als individuelle Einheit wie im Hinduismus wiedergeboren, und der Tod ist ein Zustand erhöhten Bewusstseins, der die Möglichkeit bietet, aus dem Kreislauf der Wiedergeburten auszubrechen. Das Totenbuch der Tibeter schildert diese Möglichkeiten. Die Gedanken eines Menschen während seines Todes sind daher von größter Bedeutung.
- Der Strom der Phänomene, aus denen die fünf geistigen Kategorien bestehen, wird vom Karma dazu getrieben, eine Verkörperung zu suchen, die den karmischen Gegebenheiten entspricht. Über die Art und Weise herrscht aber teilweise Uneinigkeit zwischen den großen Hauptschulen:[146]

1. Der Theravada-Buddhismus, (von Anhängern des Mahayana) meist als Hinayana-Buddhismus (auch Shravakayana bzw. „kleines Fahrzeug“) bezeichnet, ist die früheste Form. Seine Lehre ruht auf dem Pali-Kanon. Das Heil des Einzelnen steht hier im Vordergrund.[147]
2. Der später entstandene Mahayana-Buddhismus („großes Fahrzeug“). Das Heil des Kollektivs steht im Vordergrund. Er zeigt die Möglichkeit auf, durch Bodhisattvas das eigene bereits erlöste Krama auf andere Menschen zu übertragen und so vorläufig auf das eigene Eingehen in das Nirwana zu verzichten, bis der Andere ebenfalls gerettet ist.[148]
3. Der Tantrayana-Buddhismus (auch Vajrayana oder Mantrayana, bzw. meist abwertend als Lamaismus bezeichnet). Heute noch verbreitet in Tibet, der Mongolei, Lhadak, teilweise Nepal, Sikkim, Bhutan, teilweise China und Japan. Er ist in Indien entstanden, aber durch die Zerstörung der Klöster durch islamische Invasoren dort ausgestorben.[149]
4. Die ostasiatischen Formen Amitabha-Buddhismus und Zen (siehe unten).
5. Kleinere Schulen bzw. Nebenformen sind:[150]
  1. Der im 8. Jahrhundert in Bengalen entstandene Sahajayana-Buddhismus, der alle Konventionen missachtet und Züge einer Verzückungsfrömmigkeit trägt.
  2. Der noch weitgehend mystische, im 10. Jahrhundert entstandene Kalachakra-Buddhismus, ein System von Astrologie, das religiöse Bedeutung annahm, gilt als das am höchsten entwickelte und letzte Tantrasystem.

- Die buddhistische Kosmologie ist extrem strukturiert und enthält vor allem in der tibetisch-buddhistischen Fassung des Lamaismus drei Sphären der Existenz (Triloka):[151]

1. Die Sphäre der Begierden (Kamaloka) mit folgenden Ebenen in absteigender Reihenfolge: sechs niedere Himmel (Devaloka) mit acht bis 24 Regionen, wo Indra und andere niederere hindu-buddhistische Gottheiten sowie die diese bekämpfenden Titanen leben, menschliche Welt, Tierwelt, Welt der hungrigen Geister und Höllen. Die Hölle Naraka, über die Yama mit acht Generälen und 80.000 Gefolgsleuten herrscht, gliedert sich wiederum in sieben bis acht Haupthöllen und 16 bis 128 heiße und kalte Nebenhöllen, wo die Frevler leiden. Wiedergeburt ist in all diesen Reichen möglich, wobei das Menschenreich sehr schwer zu erreichen ist. Selbst Götter werden wiedergeboren. Auch die Wiedergeburt in der Hölle ist aber befristet. Das Nirwana bleibt jedoch höchstes Ziel.[152]
2. Die feinstoffliche Sphäre Rupaloka der höheren Gottheiten.
3. Die Sphäre der Körperlosen Arupaloka, in der die himmlischen Wesen der Sphäre des endlosen Raumes und des Bewusstseins leben. Der Vajrayana-Buddhismus kennt noch zwei weitere Sphären.

- Die vier edlen Wahrheiten: Die Wurzel des Lebens ist Leiden (dukkha) (1), das durch Verlangen (tanha) nach Macht, Genuss und langem Leben entsteht (2). Erlösung im Nirwana (3) wird erreicht, indem man dieses Leiden überwindet und den achtfachen Weg beschreitet (4). Dukkha ist jedoch auch Vergänglichkeit, Unvollkommenheit durch Alter, Krankheit und Tod. Die Wurzel des Verlangens ist Anitja, eine falsche Vorstellung vom Wesen der Wirklichkeit.
- Es gibt keinen Gott und keine Götter. Der Buddhismus ist die einzige atheistische Großreligion. Buddha sprach sich allerdings nicht gegen Götterverehrung aus, warnte jedoch vor ihrer kritiklosen Anerkennung, da sie nicht zur Lösung der Leiden führe. Allerdings haben sich später dennoch gottartige Figuren ausgebildet und bestimmte Götter wie der Totengott Yama sind übernommen worden oder erhalten geblieben. Dort, wo Götter dennoch vorkommen, sind sie jedoch weniger Eigennamen als Bezeichnungen bestimmter funktionaler Posten, welche von Personen eingenommen werden, die den Rang für einige Zeit verdient haben.[153]
- Die Vorstellungen von der Hölle mit dem Totengott Yama entsprechen denen des Hinduismus. Allerdings lehrt der Lamaismus teilweise, die Hölle sei lediglich ein Produkt der Einbildungskraft. Hinayana und Mahayana allerdings halten sie hingegen für real und damit auch ein Totengericht.
- Der Buddhismus kennt keine Sünde, keinen Verstoß gegen göttliche Gebote. Die Wiedergeburt ist keine Strafe, sondern nur die natürliche Folge der Existenz. Das Karma-Gesetz wirkt dabei mechanisch und bedarf keiner über die Taten richtenden Instanz. Dabei sind nicht die Taten als solche ausschlaggebend, sondern die Motive dafür, die Absichten.[154]
- Ethik: Im Buddhismus ranken sich zahlreiche hochkomplexe Texte um das Böse.[155] Das Böse im moralischen Sinne ist genauso wenig als eigene Kategorie ausgebildet wie im Hinduismus, sondern ausschließlich im soteriologischen, also erlösungsbedingten Sinn als alles, was der Erlangung des buddhistischen Heils im Wege steht, das heißt die vollkommene Wahrheit/Freiheit nicht zum Durchbruch kommen lässt. Es wird als Ausgeliefertsein an die eigenen Begierden verstanden. Die Menschen leben in einer selbst verursachten, sich mit jeder falschen Tat verfestigenden verkehrten Weltsicht, die ihnen Wünsche eingibt, Ängste einflößt und Vorschriften macht, die gerade nicht der Wirklichkeit entsprechen. Alle Aspekte des Bösen stehen untereinander in Verbindung, so dass das Böse nicht nur wie im westlichen Sinne subjektzentriert verstanden wird, sondern auch die objektzentrierten Aspekte wie etwa „die böse Welt“, „das böse Zeitalter“ usw. als transindividuelle Formen enthält, in deren Rahmen der Einzelne gar nicht anders handeln kann als böse. Ein moralisches Handeln kann zudem soteriologisch falsch sein. Die religiöse Ethik des Buddhismus fügt sich daher nicht in die klassischen ethischen Systeme des Westens, etwa Immanuel Kants (allenfalls gibt es Ähnlichkeiten zur Werteethik Max Schelers) mit seinem autonomen rationalen Subjekt, da dieses durch die Gesetzmäßigkeiten des Samsara mit der Selbstverwirklichung im Nirwana aufgehoben wird, die aber wiederum durch das ethische Ideal des Mahayana-Bodhisatava ausgeglichen werden kann. Letztlich ist aber der unausrottbare Wahn vom eigenen, substantiellen, autonomen Selbst das Böse schlechthin oder radikal Böse in einem allerdings metaethischen Sinn. Dieses Selbst muss schon in der ersten Stufe des Achtfachen Pfades als Erstes aufgegeben werden.[156] Damit könnte im Buddhismus eine eigentliche philosophische Ethik durchaus unmöglich sein, und der Buddhismus vermeidet sie denn auch konsequent, da sie wie gezeigt nur auf der Grundlage eines autonomen Selbst existieren kann und mit dem Begriff des Nicht-Selbst kollidiert.[157] Diesen Relativierungen unterliegen naturgemäß auch alle Vorstellungen von einem wie immer gearteten Totengericht bzw. einer Hölle, die somit keine metaphysischen Regionen sind, sondern Äußerungen der Selbsttäuschung, die und damit Samsara derart bis ins Jenseits hineinreicht, dort jedoch am ehesten durch die überhöhte Klarsicht während des Todes überwunden werden kann – eine der wesentlichsten Funktionen solcher „jenseitigen“ Konzepte überhaupt im Buddhismus.

Das tibetische Totenbuch: Es wurde von einem tantrischen Meister der Nyingma-Schule des Vajrayana erstellt und enthält die ausführlichsten Darstellungen vom Sterben und der Wiedergeburt mit zahlreichen ausgeklügelten Bestattungsriten, die auch eine Mumifizierung beinhalten. Es hat den Zweck, dem Sterbenden im Augenblick des Todes, wenn er sich in einem Zwischenzustand befindet, die Erkenntnis des wahren Seins zu ermöglichen und so die Wiedergeburt in dieser Welt zu verhindern. Gelingt dies nicht und wiegt das karmische Erbe zu schwer, wird eine Wiedergeburt unvermeidlich. Wird das dazu nötige Gleichgewicht ebenfalls nicht erreicht, muss der Tote sich dem Urteil über seine früheren Handlungen stellen, das in einer Gerichtsverhandlung unter Vorsitz des Totenrichters Yama gefällt wird, während dessen Helfer den Toten mit einem Strick um den Hals vor ihn zerren und ihm in einem Spiegel seine Taten vorgehalten werden. Überwiegen die schlechten Taten, wird er gefoltert (Abhacken der Glieder), kann jedoch auch dann noch durch die Erkenntnis, dass diese Folter nur Projektion seines eigenen Geistes ist, das Blatt zu seinen Gunsten wenden. Schließlich wird er durch Bilder des Geschlechtsaktes zusätzlich erregt. Wenn er die Kraft findet, auch diesen letzten Reiz als Illusion zu erkennen, kann er ebenfalls der Wiedergeburt entrinnen, wenn nicht, bleibt er nach der Lotos-Sutra für die maximale Dauer eines Weltzeitalters (Kalpa) der Hölle überlassen bzw. wird in einer niederen Daseinsform wiedergeboren.
Das Totengericht ist im Buddhismus also kein Gericht über ethische, gesellschaftliche etc. Verfehlungen, in dessen Folge ein persönliches Karma, das es im Buddhismus ja nicht gibt, gereinigt wird wie im Hinduismus, sondern es ist Teil des Karmaprozesses selbst, und seine Funktion besteht vor allem darin, das Illusorische der Existenz zu erkennen und so die Wiedergeburt zu vermeiden helfen, nicht jedoch Strafen für Taten zu verhängen, die im Sinne der buddhistischen Metaphysik ohnehin nur Teil dieser rein erkenntnisabhängigen Welt sind.
Ostasiatische Varianten: Vor allem zwei, beide in China entstanden:
1. Der im 4. Jahrhundert entstandene Amitabha-Buddhismus erwartet die Erlösung in einem Zwischenreich.
2. Der im 5. Jahrhundert entstandene, später in Japan heimisch gewordene Zen-Buddhismus. Er war vor allem am Diesseits interessiert, weniger an Tod und Wiedergeburt, wandte sich als Reformbewegung gegen erstarrte Bräuche, stellte die Meditation als Instrument der Erleuchtung über die Identität allen Seins in den Mittelpunkt und entwickelte dabei ein striktes Training, wobei er einen enormen Einfluss auf die japanische Kultur ausübte. (siehe unten)

##### Daoismus und andere chinesische Religionen

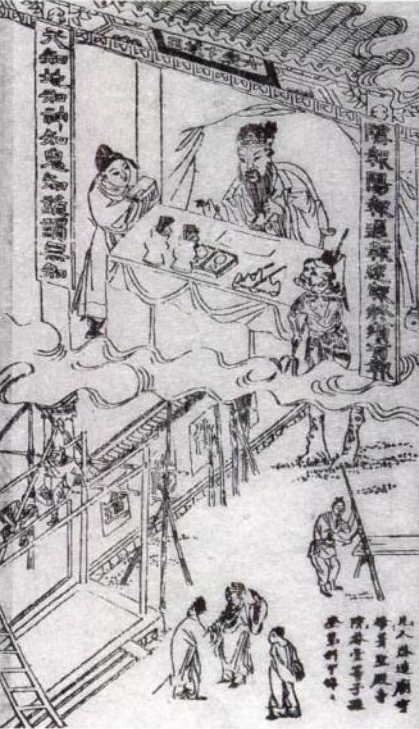
Illustration zum Jade-Bericht (19. Jh.), der den Unterweltskönig Biang-cheng zeigt, wie er in der sechsten Hölle den Vorsitz führt. Ein Assistent in Gelehrtentracht präsentiert den Bericht über den Sünder, ein Dämon wird die Bestrafung überwachen.

Allgemein: In China sind, neben dem uralten und in Bräuchen bis heute bestehenden klassischen Schamanismus, der Daoismus, Konfuzianismus und der oben bereits dargestellte Buddhismus nach und nach eine teils innige Verbindung eingegangen (San-jiao). Laut einer geläufigen Charakterisierung der chinesischen Religion bilden alle drei Bekenntnisse eine einzige Religion. Dabei hielt man sich an den Konfuzianismus, eigentlich keine Religion, wenn es um die Anleitung für das tägliche Leben ging, wandte sich an den Daoismus für rituelle Läuterung und Exorzismus und an buddhistische Priester bei Begräbnissen. Allerdings ist die Realität wesentlich vielschichtiger. Die jenseitige Welt war vielmehr mit der diesseitigen verwoben und ihr Spiegelbild. Die dortigen Götter und Geister hatten ihre Existenz als Menschen begonnen, und Götter konnten aufgrund eines kaiserlichen Dekretes befördert oder abgelöst werden. Zusätzlich hatten sich noch viele schamanische Elemente einer Ahnenverehrung erhalten. Die chinesische Religion ist im Grunde bis heute ein auf einem Familien- und Sippenkult beruhender, uralter Ahnenkult geblieben, allerdings eher im Sinn einer Ahnenverehrung denn als religiöser Kult, da die auch vom Konfuzianismus geforderte Betonung hier auf der Kontinuität der Abstammungslinien liegt. Dieser Synkretismus sprach alle Schichten an und hielt sich daher bis in die Moderne neben dem Kommunismus Mao Zedongs (mit Unterbrechung durch die Kulturrevolution), der überdies, in sich zwar antihierarchisch, selbst auch konfuzianische Elemente enthielt oder sie doch immer wieder und vor allem seit den 1980ern nutzte. Mao selbst hat das in seinem „Roten Büchlein“ so formuliert:

„Wir alle müssen von ihm (Anm.: dem Volk) den Geist der Selbstlosigkeit und Uneigennützigkeit lernen. Davon ausgehend kann man ein Mensch werden, der dem Volke großen Nutzen bringt. Man kann mit größeren oder geringeren Fähigkeiten ausgestattet sein, aber wer nur eine solche Gesinnung besitzt, wird ein edler Mensch mit klarem Charakter und hohen moralischen Qualitäten sein, ein von niedrigen Interessen freier Mensch, der dem Volke nützlich ist.“

Frühe Konzepte: Bereits in der Shang-Dynastie (ca. 1766–1028 v. Chr.) glaubte man nachweislich an ein Weiterleben nach dem Tode. Das Weltbild umfasste die klassischen drei Ebenen Totenreich, Welt der Lebenden und Himmel (Götter und Ahnen). Beim Tod stiegen die drei oberen Seelenteile (hun) des Verstorbenen zum Himmel empor und gesellten sich zu den Naturgöttern, die sieben unteren Seelenteile (po) sanken in die Erde ins Totenreich. Die Toten nahmen aber weiter am Leben der Familie teil und erhielten über mindestens fünf Generationen hinweg tägliche Speise- und Trankopfer. Dieses System übernahm der Daoismus später mehr oder weniger.
Der Konfuzianismus, der bis 1911 Staatskult war, ist jedoch keine Religion im engeren Sinne, da er keine oder kaum originäre metaphysische Konzepte entwickelte, Gedanken über den Tod gar für Zeitverschwendung hält (so Konfuzius selbst in den Analekten), sondern vor allem ein staatspolitisch-ethisches System der Alltagspraxis und der Politik war. Jenseitsvorstellungen waren ihm ursprünglich eher fremd, obwohl sie sich unter dem Einfluss des Daoismus, der die altchinesischen, noch stark animistisch geprägten Vorstellungen des I Ging aufnahm, sowie des Buddhismus später ebenfalls mit der Zeit ausbildeten. Auch enthalten einige konfuzianische Bücher durchaus metaphysische Themen (Jenseits, Geister etc.). Konfuzius selbst hat religiöse Bräuche sehr gewissenhaft beachtet, wurde später sogar vergöttlicht und in eigenen Tempeln verehrt. Seine metaphysische Basis ist allerdings nur die Legalisierung und Formalisierung des überkommenen Ahnenkultes in den Zeremonien (Li), ein eigenes metaphysisches System hat er nicht entwickelt, und ein eigenes konfuzianisches Priestertum hat es nie gegeben. Nach dem Tode bleibt der Mensch über den Ahnenkult in einer fortgesetzten Kommunikation mit der Welt der Nachfahren. Hauptgegenstand des konfuzianischen Konzeptes ist jedoch bei Konfuzius wie auch bei seinen beiden wichtigsten Nachfolgern Mengzi und Xunzi (beide 3. Jh. v. Chr.) die moralische Qualität von Mensch, Welt und Staat, wobei Konfuzius und Mengzi postulierten, der Mensch sei von Natur aus gut, Xunzi hingegen meinte, das Böse sei ihm angeboren.
Der Daoismus ist hingegen die ursprünglichste und autochthone Religion Chinas. Laozi (= „alter Meister“, vermutlich 6. Jh. v. Chr.) gilt als spiritueller Initiator dieser teilweise als Reaktion auf den Konfuzianismus entstandenen Religion, das Daodejing als seine grundlegende Schrift.
Wesen und kosmologischer Kontext: Der Daoismus vermeidet das Problem der irdischen Gerechtigkeit und ihrer Ethik und beschäftigt sich vor allem mit dem Urgrund des Seins und den inhärenten Wandlungen (I Ging, Yin und Yang). Bei gleichzeitiger Ablehnung der alten, von Göttern, Geistern und Dämonen wimmelnden Religion kehrt er wieder stärker zu metaphysischen Inhalten zurück und nimmt sich die Natur zum Vorbild, die als Wesensquelle aller ethischen Normen angesehen wird, das Böse zum Beispiel als entartete Natur, dem der Mensch allerdings nichts entgegenzusetzen habe und der daher ganz im bedingungslosen Annehmen der eigenen Natur aufgehen müsse. Ideal ist hier das Nichtstun; das Tao ist verborgen und kann nicht erkannt werden. Ist Handeln aber notwendig, soll es dem Prinzip Wu wei folgen: „tun, was natürlich ist“. Die Daoisten lehnten daher alle zivilisatorischen Entwicklungen, aber auch die soziale Ethik des Konfuzianismus ab, und ihr Ideal war eine Rückkehr zu steinzeitlichen Lebensbedingungen, die sie als hinreichend selbstgenügsam ansahen.
Eine Zwischenstellung nimmt dabei die etwa gleichzeitig entstehende Philosophie des Mohismus ein, die allerdings dem Konfuzianismus näher steht als dem Daoismus, jedoch das Jenseitige mehr einbezieht, während der Daoismus die alte chinesische Götter-und-Geister-Religion scharf ablehnt und eher mit frühen, noch nicht theistischen, animistischen, jedoch philosophisch überwölbten Vorstellungen vergleichbar ist.
Der häufig zentrale Dualismus vor allem der chinesischen Religionen wird nicht ethisch als Gut/Böse-Paar begriffen (das etwa in der dualen Yin/Yang-Symbolik nicht enthalten ist!), sondern ontologisch als System grundlegender harmonischer Wechselwirkungen. Gerechtigkeit in diesem Sinne ist somit ein kosmisches Phänomen, dem sich letztlich auch Götter zu unterwerfen haben, dessen weltliche Ausformung aber der kosmischen untergeordnet und in diesem Rahmen eher belanglos ist.
Tod, Jenseits und Totengericht:
- Im Daoismus gab es wie schon seit der Shang-Zeit zwei Seelen: Tji als das unlösbar mit dem Leib zusammenhängende Leben und das Ling, die vom Leib trennbare Seele (auch po und hun), die nach dem Tod entweder ein Gui, ein Teufel, oder ein Schön, eine Gottheit, wurde, je nach den diesseitigen Qualitäten (vor allem Adelige kamen in den Genuss des himmlischen Daseins).[170] Der Tod selbst wurde im alten China als nichts anderes gesehen als ein Teil eines nahtlosen Ganzen, einer universalen Ordnung, der man sich in gehöriger Reihenfolge anzunähern hatte. Störungen der inhärenten Harmonie, die stets wie auch alles Böse dem menschlichen freien Willen entstammten, führten automatisch zu Vergeltung. Allerdings konnte die Kraft der verschiedenen unterweltlichen und göttlichen Wesen bis zu einem gewissen Grade diese Folgen abwenden. Zunächst fand diese Einstellung in einem zuvor schon stark ausgeprägten Begräbnis- und Ahnenkult ihren Ausdruck, und Opferriten waren von überragender Bedeutung.
- Mit der Ankunft des Buddhismus in China im 5. und 6. Jahrhundert n. Chr. systematisierten sich die bereits im Daoismus vorhandenen Himmel- und Höllenvorstellungen bis zum 9./10. Jahrhundert. Der verewigte Laozi und andere Heilige wohnten in einem Paradies, das beim Berg K’un-lun vermutet wurde. Andere, etwa zu Genien gewordene Asketen, wohnten auf den im Osten gelegenen fünf Inseln der Seligen. Besonders die Hölle wurde nun aber systematisiert. Bisher war sie als eine Art Gefängnis verstanden worden, das unter der Verwaltung einer undurchschaubaren Bürokratie stand (chin. di yu für Hölle bedeutet Erdgefängnis) und in dem die Toten ihre Strafen erlitten, etwa wegen nicht oder schlecht eingehaltener Totenrituale usw., weniger wegen ethischer Verfehlungen. Nun entstand ein System mit zehn Höllen, in denen man für seine Sünden schmerzlichst zu bezahlen hatte.[171]
- Ab dem 7. Jahrhundert während der Tang-Dynastie verlor der Daoismus vor allem im Volk stark an Einfluss, insbesondere als die konfuzianische Ordnung in die Geisterwelt und in die Verwaltung eingeführt und die Konkurrenz des Buddhismus immer stärker wurde. In der Folge sank er mehr und mehr zu einer reinen Mönchsreligion und zu einem Zauberkult herab.[172] Wie sehr zudem der missverstandene Buddhismus dann die chinesischen Unterweltsvorstellungen des Daoismus beeinflusste, zeigt das Beispiel des Jade-Berichts aus dem 19. Jahrhundert (s. Abb.), denn hier gibt es nun ein „klassisches“, mit dem Nimbus des mythischen Jadekaisers ausgestattetes Totengericht, das auch weltliche Verfehlungen der moralisch-ethischen Kategorie mit grausamen Strafen ahndet. Nach der Strafe werden die Seelen auf die Erde zurückgeschickt und in niederen Existenzformen reinkarniert.[173]
- Bemerkenswert für alle religiösen Richtungen Chinas ist die Tatsache, dass es so etwas wie ein Totengericht als Instanz zur ethischen Bewertung diesseitiger Handlungen im Jenseits zunächst nicht gab, allerdings ein Höllengericht, das von einem der zehn Höllenkönige, Janluo Wang, verwaltet wird. Es beschäftigte sich ursprünglich jedoch nicht mit Missetaten der Seelen im Diesseits, sondern mit entsprechenden Verfehlungen in der Unterwelt, die als völliges Gegenbild zum Diesseits konzipiert war und dem Kaiser ebenfalls unterstand. Die Höllenkönige hatten bis zur Mitte der Han-Periode überdies keinen allzu hohen Rang; der höchste unter ihnen trug den Titel „Enkel des Himmels“, hatte also in etwa den Rang eines kaiserlichen Provinzgouverneurs. Die Vorstellungen von den zehn Höllenkreisen bildeten sich allerdings erst im 9. und 10. Jahrhundert n. Chr. aus, systematisiert durch den Konfuzianismus, wobei die Vorstellungen des Buddhismus hier allerdings völlig missverstanden wurden und sich in der chinesischen Religion nun tatsächlich so etwas wie Höllenstrafen für diesseitige Verfehlungen ausbildeten (es gab, der Vielfalt solcher Missetaten entsprechend, 138 Strafplätze[174]), die formal ganz verblüffend Dantes Inferno gleichen. In den chinesischen Höllen werden allerdings im Gegensatz zu denen Dantes keine göttlich verordneten Strafen vollzogen, sondern Maßnahmen zur Wiederherstellung der Harmonie, dazu wegen Nichteinhaltung von Totenritualen oder wegen gesellschaftlicher Regelverstöße im Diesseits. Solche Strafen konnten dann durch Opferzeremonien von Priestern abgewendet werden. In regelrechten Unterweltskarrieren konnten etwa im Diesseits unschuldig Verfolgte nach und nach göttliche Positionen oder die Funktion von Höllenrichtern einnehmen. Diese späte Phase der chinesischen Unterweltsvorstellungen enthält zahllose Fabeln und Fantasien, die für sich genommen wohl die Angst vor dem Tode mildern sollten, die andererseits aber auch eine wichtige Konstante der chinesischen Kultur gewesen sind. (In Legenden wurden gelegentlich auch Höllenreisen Lebender beschrieben.) So machte man Himmel wie Hölle zu einer verständlichen Kopie des Diesseits, die zudem unter der Kontrolle des Kaisers stand und durchaus „Entfaltungsmöglichkeiten“ für im konfuzianischen Sinn verdiente Menschen bot. Damit war der Tod und das, was danach möglicherweise kam, aber auch nicht mehr so furchteinflößend, da es den diesseitigen Verhältnissen entsprach.

Das eigentliche Verfahren des Totengerichtes stellte sich nach synkretistischer Verschmelzung von Daoismus, Buddhismus und Konfuzianismus wie folgt dar: Im Augenblick des Todes wird der Tote durch Boten zum Gott der Wälle und Gräben Ch’eng Huang (城隍,  Chéng  Huáng) geführt, der eine Art erste Anhörung veranstaltet. Die Tugendhaften können danach sofort zu einem der buddhistischen Paradiese weiterziehen, etwa auf den Berg K’un-lun, wo die daoistischen Unsterblichen weilen, oder aber in den zehnten Höllengerichtshof, um sofort wiedergeboren zu werden. Die Sünder hingegen steigen nach 49 Tagen direkt hinab in die Hölle am Grunde des Berges Meru. Die Gerichtshöfe der zehn Höllenkönige Shih Wang befinden sich in der Höllenhauptstadt Feng-tu (酆都,  Fēng dū) und haben dort – wie weltliche Gerichtshöfe – unterschiedliche Zuständigkeiten, wobei der 10. König für die Reinkarnation der Seelen verantwortlich ist. Diese Systematisierung ist konfuzianisch, während das Höllenmodell auf buddhistischen Vorstellungen beruht, das Paradies hingegen ist vorwiegend daoistisch strukturiert. Die Sünder werden nun in einer oder mehreren Höllen ihrer Bestrafung unterzogen, die allerdings durch das Eingreifen des gnadenvollen Ti-ts’ang (大願地藏菩薩,  Dàyuàn Dìzàng Púsà – „Kshitigarbha“), eines buddhistischen Bodhisattva, gemildert werden kann. Danach trinken die so Bestraften den Trank des Vergessens und erklimmen das Rad der Wiedergeburt, das sie in ihre nächste Existenz trägt. Nach anderen Vorstellungen werden sie aber von der Brücke der Schmerzen in einen Fluss geworfen, der sie in ihr nächstes Leben trägt.
Der Tod war entsprechend kein Grund zur Freude, und es gab daher im Laufe der chinesischen Geschichte ständig Versuche, ihm zu entgehen. Insbesondere der Daoismus unternahm ausgedehnte Versuche, die Unsterblichkeit im Diesseits zu erlangen oder in ein Paradies zu gelangen, das man sich gewöhnlich, abgesehen vom Berg K’un-lun, als einen Ort jenseits des Horizonts vorstellte. Es entwickelten sich also unter der Prämisse der Schrecken des Todes mehrere spekulative Ausweichmöglichkeiten, darunter auch eine philosophisch-konfuzianische, welche das rituelle Wiedereinfügen in den Kosmos durch allerlei Manipulationen der Geister propagierte. Die extreme Flexibilität der chinesischen Volksreligion erlaubte es in der Spätzeit schließlich jedoch, all diese Vorstellungen gleichzeitig und nicht als widersprüchlich anzunehmen, so dass die Schrecken der zehn unerbittlichen Höllenkönige schließlich schwanden.

##### Japan und Korea: Shintoismus, Zen-Buddhismus und Schamanismus

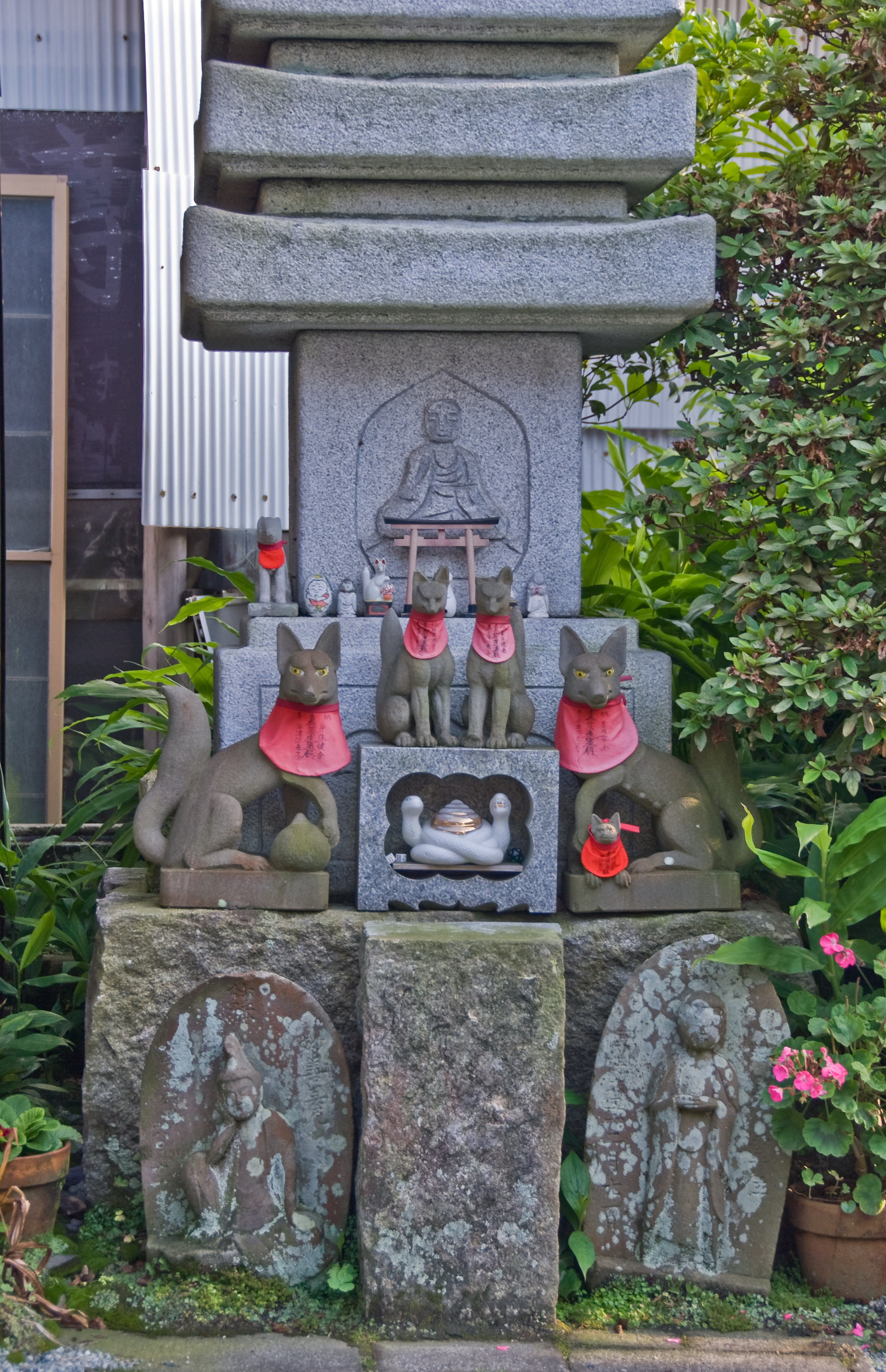
Der Shinto-Kami Inari geweihte Füchse, ein Torii, ein buddhistischer Pagodenturm und buddhistische Statuen zusammen an einer Weihestätte in Jōgyō-ji, Kamakura, zeigen, wie sehr die beiden Religionen in Japan miteinander verschmolzen sind

Nach dem Tod wird jeder ein Kami. Daher gibt es zahllose Kami, die eher als Geisterwesen denn als Götter zu sehen sind. Man verstand sie ursprünglich als personifizierte Naturkräfte; auch Bäume und Berge konnten Kami sein. Gute Menschen werden nach dem Tod zu wohltätigen Kamis, böse zu Verderben bringenden. Die Erlangung des Status eines Kami hat also keinerlei ethische Qualität, da sie nach dem Tod quasi automatisch erfolgt.
Ethik: Der Begriff der „Sünde“ (tsumi) ist im Shintoismus völlig anders strukturiert als im westlichen Denken oder im Buddhismus. Er beschreibt eine weltliche Belastung, von der man sich durch das Bezahlen von Bußgeldern oder andere Kompensationen wieder befreien kann, die der Geschädigte oft selbst einfordert. Tsumi ist damit Teil der Rechtsordnung, weniger der Ethik; es hat allenfalls am Rande mit kultischer Reinigung zu tun. Dabei gibt es himmlische und irdische tsumi, also Dinge, die einem Menschen von Göttern auferlegt wurden, etwa Hautkrankheiten und andere Heimsuchungen. Irdische Tsumi sind hingegen Dinge, die der Mensch selbst tut, etwa Inzest oder Hexerei. Man kann also die „ethischen“ Prinzipien des Shintoismus nach Eliade durchaus in dem Satz zusammenfassen: „Verehre die Gottheiten, halte die Reinheitsvorschriften ein“ sowie „Sei aufrichtig und gerade“. Evolutionistisch betrachtet ergab sich daher keine Notwendigkeit, irgendwelche metaphysische Konzepte im Sinne eines Totengerichtes zu entwickeln. Außerdem kann man seine Vergehen nach dem Tod einfach in den Schlund der Unterwelt werfen, (siehe unten).
Entscheidend sind jedoch zwei Grundbegriffe: makoto no kokoro (wahrhaftiges Herz) und magokoro (treues Herz), gewöhnlich übersetzt als „Aufrichtigkeit, reines Herz, Rechtschaffenheit“. Obwohl die Ethik des Shinto die individuellen Tugenden wie Treue, Ehrlichkeit, Liebe und Kindergehorsam schätzt, legt sie doch besonderen Wert auf magokoro, die erst die dynamische Lebenshaltung erzeugt, die diese Tugenden hervorbringt. Reinigungszeremonien zur Erzeugung dieser Haltung sind daher im Shinto wichtig. Magokoro ist auch Voraussetzung, um mit den Kami zu kommunizieren und ihre Segnungen zu erlangen.

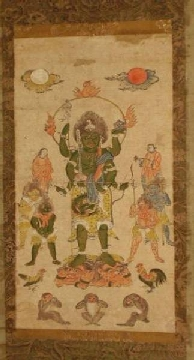
Kōshin-Rollbild mit den drei Affen

Das zentrale „Prinzip der Vergeltung“ hat sich vor allem im Kōshin-Glauben erhalten, einem Rest eines ursprünglich komplexeren Systems aus Daoismus, Buddhismus, Shintoismus und Volksglauben. Danach leben drei Würmer Sanshi in jedem menschlichen Körper. Sie spüren die guten und teilweise auch die bösen Taten in diesem Menschen auf. Am sogenannten Kōshin-Machi (alle 60 Tage) verlassen sie den Körper während des Schlafes und begeben sich zum Ten-Tei (天帝), dem himmlischen Herrscher, um ihm Bericht zu erstatten. Ten-Tei entscheidet dann, ob er den bösen Menschen bestraft, etwa durch Krankheit, Verkürzung seiner Lebenszeit oder in extremen Fällen durch den Tod. Anhänger des Kōshin-Glaubens bemühen sich daher, ihr Leben ohne böse Taten zu leben; jene allerdings, die Grund zur Sorge haben, versuchen während der Kōshin-Nächte wach zu bleiben, um so die Würmer am Verlassen des Körpers zu hindern. Das bekannteste Symbol dieses Glaubens sind die drei Affen. Die wichtigste Gottheit des Kōshin-Volksglaubens ist Shōmen Kongō, eine furchterregende mehrarmige Gestalt. Die drei Affen, die Augen, Ohren und Mund zuhalten, werden oft abgebildet.
Jenseitsvorstellungen: Im Shintoismus (Weg der Kami) existiert kein eigenes Totengericht. Überhaupt interessiert er sich vor allem für das Diesseits. Seine hauptsächliche ethische Forderung ist die Unterwerfung unter den Kaiser. Allerdings finden sich auch hier starke buddhistische Einflüsse. Die Unterwelt heißt Yomi-no-Kuni/Yomo-tsu-Kuni und ist der Herrschaftsbereich der Totengöttin Izanami als erster Verstorbenen, als sie den Feuergott Kagutsuchi gebar; sie bildete zusammen mit ihrem den Himmel beherrschenden Bruder und Gatten Izanagi das Urgötterpaar, das zugleich Mensch und Gott war. Das Reich der Toten oder „Land der Finsternis“ (Yomo-tsu-Kuni) bzw. „Land der Wurzeln“ (Ne-no-Kuni) oder auch „Tiefes Land“ hat zwei Zugänge: der erste verläuft sanft und kurvenreich ansteigend, der andere liegt in einer riesigen Höhle am Meerufer, und sie dringt geradewegs in die Erde vor. Dort hinein wirft man alle Makel mit allen Sünden, die vor allem, charakteristisch für Bauernkulturen, in der Beschädigung von Bewässerungsanlagen, Grausamkeit gegen Tiere und der Verunreinigung heiliger Stätten bestanden. Die unterirdische Welt wird von männlichen und weiblichen Geistern bewohnt, shiko-me (die hässlichen Frauen) oder hiso-me (die Frauen mit gerunzelter Stirn). Stirbt man, verlässt der Geist (kami oder mi) den Körper, um in die andere Welt zu gehen und mit dem Geist des Kosmos wiedervereint zu werden. Vor allem auf den Totenkult nahm der Buddhismus dann starken Einfluss.
Der japanische Buddhismus entwickelte unter dem Begriff Jigoku eigene, vom restlichen Buddhismus abweichende Höllenvorstellungen. Jigoku ist eine Region mit heißen und kalten Orten unter der Erde. Beherrscht wird es von Emma-ten bzw. Emma-ō (buddh. Yama) und Herrn der Toten, der über die Toten urteilt, indem er ein Verzeichnis zu Rate zieht, das all ihre Sünden enthält. Er sorgt dafür, dass alle Wesen bei einer Wiedergeburt einer der sechs Gati (Daseinsformen, in denen sie je nach Qualität wiedergeboren werden) zugeteilt werden. Assistiert wird er von zwei körperlosen Köpfen, die auf Pfeilern an jeder seiner Seiten ruhen. Der weibliche Kopf Miru-me sieht auch die geheimsten Verfehlungen der Sünder, während der männliche Kopf Kagu-hana jede Missetat entdeckt. Die Verdammnis dauert allerdings nicht ewig, und die Toten werden zu zeitlich begrenzten Strafen an einem oder mehreren Höllenorten verurteilt. Die Urteile können auch hier von Bodhisattvas abgemildert werden, entsprechend den Bittgebeten der Lebenden. Das Jigoku-zōshi, eine Rolle aus dem 12. Jahrhundert, zeigt in Wort und Bild 8 große und 16 mindere Höllen.
In Korea herrscht neben dem Buddhismus und Daoismus sowie dem Neokonfuzianismus vor allem ein sehr alter Ahnenkult mit der Einbindung von koreanischen Schamanen vor. Entsprechend gibt es dort auch keine originären Vorstellungen von einem Totengericht außerhalb des Buddhismus oder Daoismus.

#### Ethnische Religionen

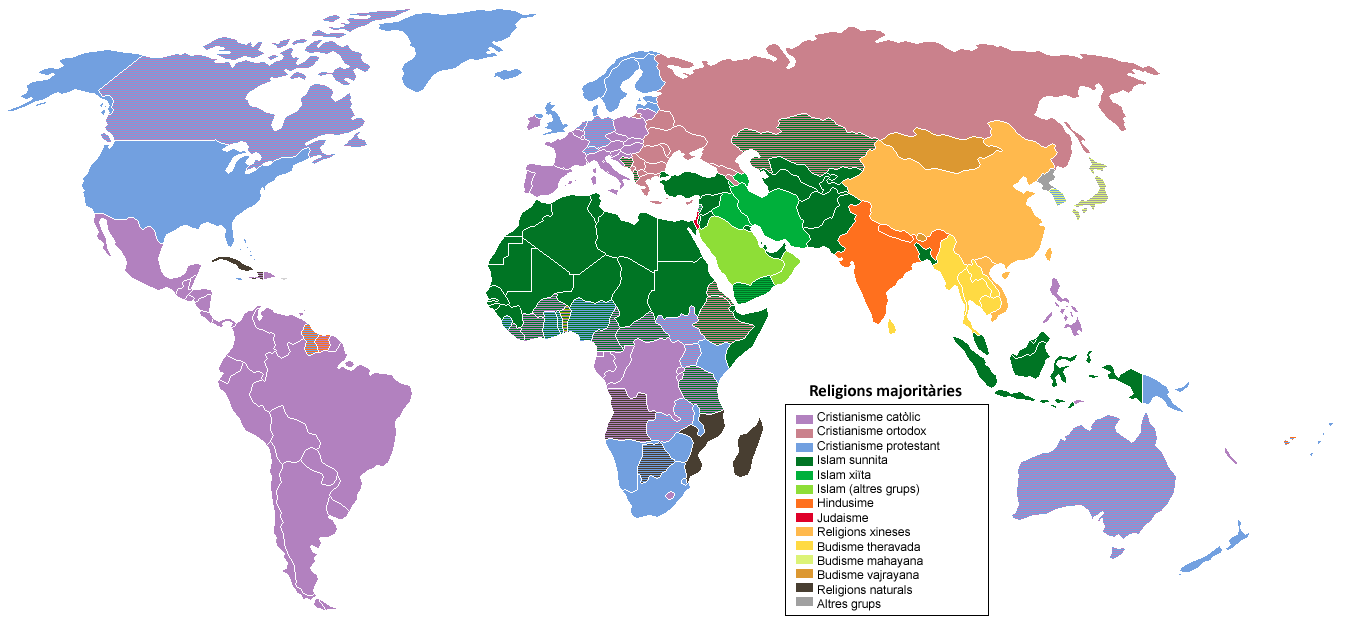
Verbreitung der Religionen weltweit

Ethnische Religionen sind vor allem wegen der Vor- und Übergangsstadien zum Totengericht im Rahmen ihrer Jenseitsvorstellungen von großem Interesse, da sie ausweisen, unter welchen gesellschaftlichen und ökonomischen Rahmenbedingungen diese überhaupt erst entstehen können. Vor allem Seelenwanderungsvorstellungen, die auf dem Konzept der Mehrfachseele beruhen, sind sehr alt und weltweit nachweisbar.
Die meisten indigenen Religionen Asiens, Afrikas, Ozeaniens und Australiens sowie Amerikas kennen kein philosophisch ausgebildetes Konzept des für autonome moralische Bewertungen essentiellen Begriffs des Gewissens im westlichen Sinne zum Beispiel der Philosophie der Antike, der Patristik, Scholastik und vor allem Immanuel Kants. Sie beinhalten lediglich religiöse oder alltagspraktische Repräsentanzen, die sich jeweils aus der Umgebungs- und sozialen Situation ergeben und häufig in Gestalt von Ritualen und Tabus auftreten, ein übrigens auch im Westen bis heute verbreitetes Verhaltensmuster, das eine „direkte Dienstbarmachung der Religion für außerreligiöse Interessen“ darstellt und zu einem „System von Normen“ führt, „nach denen ein- für allemal gewisse Handlungen als religiöse Gräuel gelten, für welche irgendeine Sühne … eintreten muß“. Sie haben meist einen mythischen Ahnenkult im Zentrum, der Totengerichtsvorstellungen ausschließt (der Kult wirklicher, personaler Ahnen ist eine historische spätere Entwicklung), da hier noch ein geistiges Kontinuum zwischen Diesseits und Jenseits herrscht, wie Jensen es bereits postulierte (siehe unten). Im Allgemeinen ist religionsgeschichtlich evident, dass ein wie auch immer gearteter, vor allem jedoch ethisch-moralisch orientierter Gewissensbegriff in den Religionen meist einhergeht mit dem Phänomen des Totengerichts, allerdings zunächst häufig in einer strikt religiösen, meist priesterlich-theologisch bestimmten Ausprägung als innere Instanz, welche den Vollzug göttlichen Willens (und damit auch des weltlichen) steuert. Entsprechend fehlt in diesen ethnischen Religionen gewöhnlich auch ein ausgeprägter Gut-Böse-Dualismus im heutigen Sinne. Die ethnischen Religionen zeigen jedoch vor allem im Zusammenhang mit chthonischen Fruchtbarkeitsvorstellungen verschiedene Ideen des Totenglaubens, die später in den entwickelteren Religionen zu einem Totengericht und wegen des Wegfallens der ewig konstanten Ahnenwelt auch zu eschatologischen Vorstellungen hinführen, weshalb sich eine nähere Betrachtung auch in diesem Zusammenhang lohnt.

##### Asien
In ganz Asien haben sich neben den Hochreligionen auch Reste alter schamanischer bzw. animistischer ethnischer Religionen gehalten, entweder außerhalb der großen Religionen, etwa der Bön in Tibet und Nepal oder bei den Adivasi des indischen Subkontinents, in der Mongolei (Tengrismus), aber auch synkretistisch innerhalb der vorherrschenden Hochreligionen wie in vielen Teilen Indiens und Hinterindiens sowie in Indonesien und auf den Philippinen (zum Beispiel Igorot). Ausgeprägte Totengerichtskonzepte gibt es vor allem außerhalb der Hochreligionen nicht. Das Jenseits wird wie in anderen ethnischen Religionen auch als Kontinuum des Diesseits begriffen. Die Funktion der dortigen, oft mythischen, später auch personalen Ahnen bezieht sich vor allem auf das diesseitige Kollektiv. Individuelle Vergeltungsformen fehlen hingegen.
Oft gibt es überhaupt keinen ausgeprägten Totenglauben. Allenfalls findet man die Vorstellung, die Toten verwandelten sich in Geister, etwa bei den Kubu Südostsumatras. Die nomadisierenden Semang auf der Malaiischen Halbinsel glauben, die Toten würden nach Westen entschwinden und nachts als Vögel zurückkehren. Die kulturell weiterentwickelten Andamanesen haben einen ähnlichen Geisterglauben, dazu allerdings Unterweltsvorstellungen, die aber auch auf christliche Einflüsse zurückgehen könnten. Vergleichbares gilt für die Veddas auf Sri Lanka. Insgesamt findet man überall mehr oder weniger Varianten derselben archaischen Glaubensvorstellungen, selbst bei den Ainu Hokkaidōs.
In Vorderasien ist vor allem die monotheistische Religion der kurdischen Jesiden bemerkenswert, in der es weder Hölle noch ein personhaftes Böses gibt, jedoch eine bis zu siebenmalige Wiedergeburt (Reinkarnation), deren Art von der Lebensführung abhängt. Die Eigenverantwortung des Menschen steht im Zentrum. Totenkult und Rituale sind ausgeprägt. Starke zoroastrische, babylonische und jüdisch-christliche Einflüsse sind feststellbar (Engel, Sündenfall, Taufe). Ein eigentliches Totengericht ist soweit bekannt (diese Geheimreligion ist noch weitgehend unerforscht und hat keine heiligen Texte) nicht institutionell ausgeprägt, jedoch eine indirekte moralische Bewertung im Verlaufe der Seelenwanderung.
Eine weitere Variante stellt die alte Religion der nomadischen Sinti und Roma dar, die vermutlich aus dem Norden Indiens stammt. Magie, Ahnenkult, Fruchtbarkeitskult mit der Verehrung der Erde und Totenglauben sind ausgeprägt. Oft bestehen starke Synkretismen mit dem Christentum (Sara, Maria, Apostel). Der Tod ist im Rahmen der Sippe nur ein Durchgangsstadium in eine andere Lebensform und geprägt vom Glauben an das Weiterleben nach dem Tode. Totengerichtsvorstellungen sind vor dem Hintergrund solcher Konzepte nicht ausgeprägt, oder wenn doch, gleichen sie den übernommenen Religionen der Umgebung.
Bei den zu den altindonesischen Völkern gehörenden Batak Sumatras, die durchaus ähnliche Glaubensvorstellungen entwickelten, wenn auch mit starken regionalen stammesgebundenen Varianten, war ein bereits sehr komplexer Glaube mit Trinitätsvorstellungen entwickelt, der heute allerdings aufgrund des in manchen Zügen ähnlichen Christentums kaum noch existiert. Der Tod wurde als Übergang in einen Seelengeist tondi verstanden. Dieser hatte im Totenreich je nach der Position im Diesseits und den angewandten Riten beim Begräbnis, die sich über ein Jahr hinziehen konnten, eine unterschiedliche Stellung bis zur höchsten Position eines sombaon (Anbetungswürdiger), so dass man hier schon von einer Vorform des Totengerichts sprechen kann, da eine postmortale Einstufung im Jenseits erfolgt, die allerdings noch vom Diesseits aus definiert wird. Die mächtigsten Repräsentanten sind aber auch hier wiederum die auch in Bildnissen präsenten Ahnen mit ihrem Einfluss auf das Diesseits, die daher unbedingt günstig gestimmt werden müssen.
Bei den Wemale auf Seram findet sich die Vorstellung der Dema-Gottheit, ähnlich in den anderen altindonesischen Religionen, die allerdings später allesamt durch Hinduismus, Buddhismus, Islam und Christentum sowie durch die Religionen chinesischer Einwanderer überlagert wurden. Die Zahl der Götter, Geister, Dämonen und Kulturheroen ist enorm und regional vielfältig, ebenso sind es die entsprechenden Mythen, oft auch solche, die Götterstreitigkeiten zum Gegenstand haben, vor allem zwischen den Göttern der Ober- und der Unterwelt. Zu Dämonen können die Seelen der Toten werden, die nicht auf „ordentliche“ Weise starben. Die Ahnen sind insgesamt eher individuell gedacht, haben aber als Stammesahnen oder rituell erhöhte Ahnen einen hohen Status, allerdings nur für Menschen, die in einer genealogischen Abfolge stehen. Entsprechend hatte sich bei den altindonesischen Völkern auch eine Adelsschicht gebildet. Der Status wurde ins Jenseits mitgenommen, das nach einer durch einen Seelenbegleiter geführten beschwerlichen Reise erreicht wurde und als Seelendorf ein Abbild des Diesseits auch in sozialer Hinsicht war. Wurden aber die Riten im Diesseits eingestellt, verfiel auch das Seelendorf, denn die Einheit zwischen Toten und Lebenden war dadurch zerbrochen. Das Zerbrechen oder Sichauflösen eines solchen Kontinuums wiederum ist die Voraussetzung für die Existenz eines Totengerichtes als Zäsur zwischen Diesseits und Jenseits, wie es die eindringenden Hochreligionen allesamt entweder systematisiert oder institutionalisiert boten. Geistige Basis eines solchen Wandels ist nach Jensen die zunehmende Heilserwartung der Menschen, die einen Wandel von dem sich in Urzeitereignissen verwirklichenden Dema-Gott zur eingreifenden Gottheit mit sich brachte, wie sie für den Polytheismus und erst recht für den Monotheismus typisch ist. Ein dazwischengeschalteter, diese Heilserwartungen zwar garantierender, aber ethisch voraussetzungsloser Ahnenkult wäre hier störend gewesen, da die Götter ihr Eingreifen nun zunehmend mit ethischen Regeln verbanden, die darauf jene des ursprünglich lebenspraktischen und durch Ahnen kontrollierten Brauchtums der Naturvölker ablösten. An die Stelle der magisch wirkenden Ahnengeister traten dann andere, diesseitige (zum Beispiel Priester) und jenseitige (Totengericht, Jenseits, Hölle) Kontroll- und Strafmechanismen. Max Weber notierte dazu:

„Wo der Geisterglaube zum Götterglauben rationalisiert wird, also nicht mehr die Geister magisch gezwungen, sondern Götter kultisch verehrt und gebeten sein wollen, schlägt die magische Ethik des Geisterglaubens in die Vorstellung um: dass denjenigen, welcher die gottgewollten Normen verletzt, das ethische Missfallen des Gottes trifft, welcher jene Ordnung unter seinen speziellen Schutz gestellt hat.“

##### Afrika

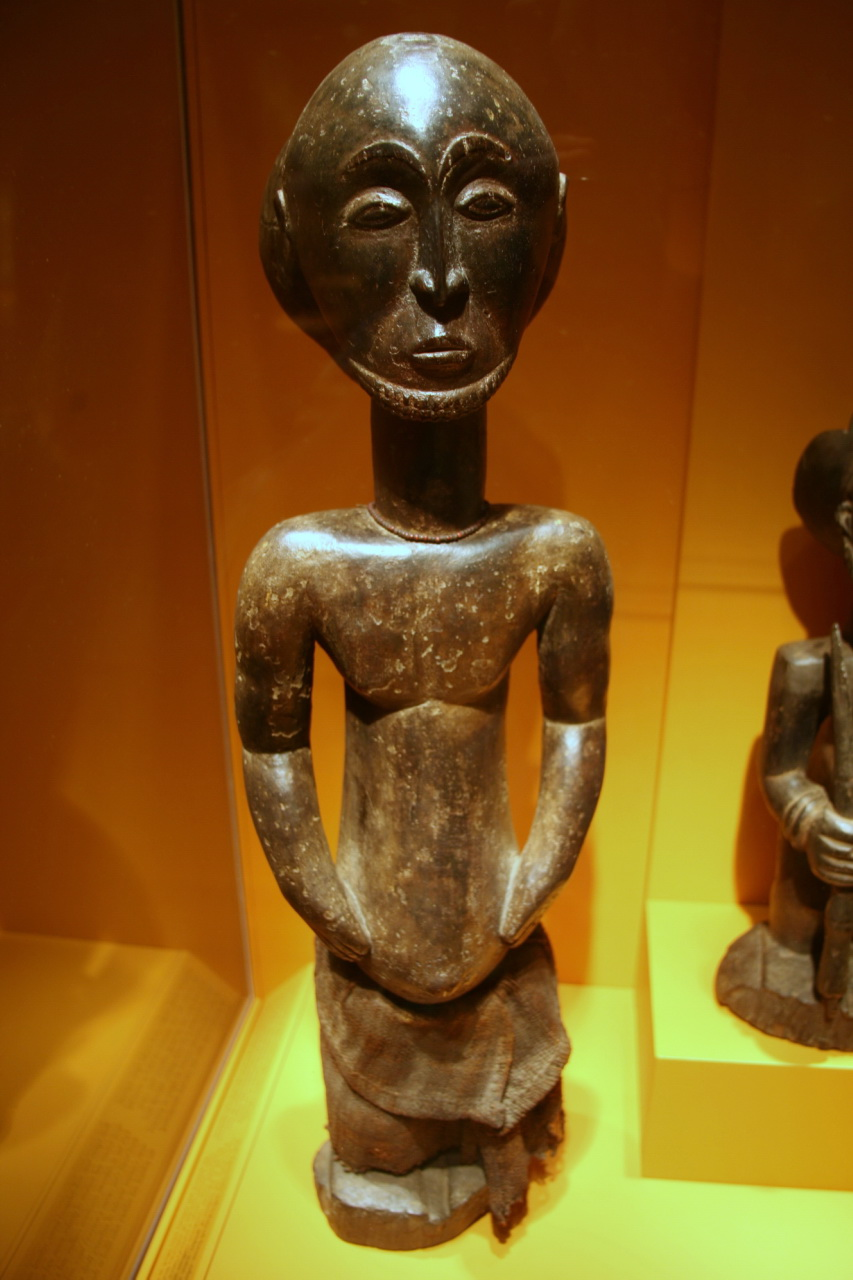
Ahnenfigur der Hemba, Demokratische Republik Kongo. Der in Afrika vorherrschende archaische Ahnenkult verhinderte weitgehend die Entstehung von ausgeprägten Totengerichtskonzepten außerhalb der Hochreligionen. Unter den Hemba wurden solche geschnitzten Holzfiguren männlicher Ahnen verehrt und repräsentierten die Verbindung zu Landeigentum und Clanabstammung. Sie stellen vor allem ideale körperliche und moralische Eigenschaften dar, weniger individuelle, obwohl sie bestimmte Ahnen abbilden sollen.

Von Interesse sind hier vor allem die alten Religionen des subsaharischen Bereiches und des Sahel bzw. der sogenannten Sudanzone, weniger der meist islamische Bereich Nordafrikas oder des alten christlichen Bereiches in Äthiopien, außer was die Synkretismen angeht, die sich bis weit nach Norden in der Sahara etwa bei den Tuareg und anderen teils randständigen Ethnien vor allem in der Übergangszone und in den Regionen alter afrikanischer Königreiche finden (s. Geschichte Nordafrikas).
Grundstrukturen afrikanischer Religionen: Im Allgemeinen glaubte man, der Tod sei quasi durch ein Versehen entstanden, und die Toten lebten unter der Erde in einer von einem oder mehreren Totengöttern beherrschten Totenreich, das dem Diesseits aber sehr ähnlich sei (etwa im Südwest-Bantu-Gebiet; doch fehlt diese Vorstellung zum Beispiel auf Madagaskar). Die Toten seien aber auch im Diesseits durch magische Kräfte präsent und müssten bei Laune gehalten werden, und vor allem in Ostafrika glaubte man, die Menschen insgesamt lebten unter der Gewalt von Göttern, Ahnen und Geistern, die die maßgebenden übernatürlichen Phänomene darstellten und entsprechend beeinflusst werden könnten, so dass Afrika auch der Kontinent der Magie genannt worden ist. Besessenheitskulte wie etwa der zentralsudanesische isoki-Kult oder die holey-Kulte der Dogon sind verbreitet. Die afrikanischen Religionen, auch die großen und komplexeren wie die der Yoruba mit ihrem 401-köpfigen Pantheon, sind entsprechend beherrscht von Ahnenkult, der aber auch wie bei den Massai weitgehend fehlen kann. Jenseits- und Totenfurcht sind verbreitet, hie und da mit Reinkarnation oder vergleichbaren Vorstellungen, bei den Bantu in der Sambesi-Angola-Provinz und bei den Dogon und den Bambara am oberen Niger mit dem Konzept einer Mehrfachseele, desgleichen und besonders komplex in der Obervolta-Provinz. Ebenso finden sich gelegentliche Spuren eines Totemismus, meist als Sippen- bzw. Klantotemismus wie besonders ausgeprägt bei den Massai. In der Obervolta-Provinz tritt Totemismus in Form eines Nagualismus auf. Gelegentlich glaubt man wie in Nordostafrika, die Toten kämen als Seelenvögel wieder. Statt von Ahnenkult, den es aber zum Beispiel bei Khoikhoi und San sowie den Mbuti-Pygmäen nicht gibt, spricht man in Afrika aber besser von der Verehrung der „Lebendtoten“, denn die Toten sind noch mehrere Generationen gegenwärtig, ihnen wird auf dem Hausaltar geopfert, und alles, was in der Sippe geschieht, wird ihnen berichtet. Das Verhältnis zu ihnen und zu jenseitigen Sphären ist harmonisch und lebensbejahend, und die Hauptfrage der ethnischen afrikanischen Religionen ist nicht: Welches Schicksal erwartet uns im Jenseits? sondern vielmehr: Welchen Einfluss haben die Toten auf uns Lebende, und welche Taten, die wir unseren Mitmenschen zufügen, können diese später als Tote an uns rächen? In den mitunter außerhalb der Städte bis in unsere Tage neolithisch geprägten Völkern kommen dazu noch Fruchtbarkeitskulte. Die Sterne werden gelegentlich wie bei den Ethnien des südlichen Limpopo-Gebietes oder Nordostafrikas mit den Toten in Verbindung gebracht.
Ein Totengericht gibt es nur sporadisch und in Vor- bzw. Frühformen, etwa im Zentralsudan, wo der Erdgott dabei eine wesentliche Rolle spielt. Der Wiedergeburtsglaube ist verbreitet. Die Vorstellung von einem Totengericht ist den meisten Bevölkerungsgruppen aber fremd. Eine wesentliche Rolle spielt dabei die Subsistenzstrategie, denn Jäger und Sammler und frühe sogenannte Altpflanzer hängen eher dem Ahnenkult an; erst entwickelte Feldbauern zeigen im Allgemeinen Tendenzen, mit dem Konzept der Unterwelt in Kombination mit zyklischen Fruchtbarkeitsvorstellungen nach und nach und parallel zu Götterpantheons auch Konzepte eines Totengerichtes zu entwickeln. Allerdings ist die Fläche der für eine ertragreiche Landwirtschaft geeigneten Humusböden in Afrika relativ klein, und der entscheidende Wirtschaftsfaktor war dort stets die menschliche Arbeitskraft. Die Kambara und Duka jedoch glauben, dass böse Taten bestraft und gute belohnt werden. Vergeltungsmaßnahmen im Jenseits kennen auch andere lokale Bevölkerungsgruppen des Zentralsudan. Die Djukun nennen das Totenreich „Haus der Wahrheit“, in dem Ana, die Erdgottheit, als oberster Richter herrscht. Ebenso glauben die Duru, dass der in der Erde wohnende Gott die Toten richtet. Im Übrigen richtet sich die Position der Toten im Jenseits nach der Position im Diesseits. Inwieweit in solchen Fällen islamische Einflüsse eine Rolle gespielt haben oder ob es sich dabei um autochthone Vorstellungen handelt, wie man sie im pazifischen Raum so ähnlich findet, ist strittig. In Liberia und Sierra Leone wird dies jedoch vermutet, denn dort werden nach dem Glauben der Vai die Geister der Verstorbenen während einer 40-tägigen auch über eine Totenfluss führenden Reise von den Toten, denen sie im Laufe ihres Lebens Unrecht getan haben, gepeinigt und streng befragt. Die zentralafrikanischen Wute haben moralisch-dualistische Konzepte entwickelt, denn sie teilen die Totenseelen wie auch zahlreiche Naturgeister in gut und böse ein, ähnlich die benachbarten Mbum. Die Guten gingen zu Gott, die Bösen ins Feuer. Bei den zentralafrikanischen Bongo lenkt loma als Macht aus dem Jenseits das Schicksal und bewertet es nach moralischen Kriterien, greift sogar direkt in das Leben ein. Sozialer und moralischer Rang bestimmen dann das Verhältnis zu loma im Jenseits.
Die im Verlauf der Geschichte Nordafrikas vor allem im Falle des Islam bedeutsame Rolle der überwölbenden Hochreligionen ist wie in anderen Weltreligionen stets mit zu berücksichtigen. So finden sich etwa in der fandano genannten Religion der Hadiya in Nordostafrika islamische Eschatologievorstellungen, Fastenbräuche usw., ähnlich bei den Dar Fur. Die Daza und Tubu praktizieren noch einen Ahnenkult und präislamische Agrarriten etc. Totenfurcht und der Glaube an Naturgeister sind noch bei den Tuareg lebendig geblieben, desgleichen in Nordafrika insgesamt Reste des alten Berberglaubens. Oft wird der Islam aber wie etwa in der Oberniger-Provinz vor allem als Jenseitsreligion betrachtet, oder es wurden wie früher bei den Songhai nur äußerliche Bräuche übernommen. Häufig praktizieren Afrikaner neben dem Islam oder Christentum weiterhin die alte Volksreligion, die allerdings nach und nach zu schwinden beginnt, da im Islam und Christentum die im traditionellen Volksglauben ausgeprägte Angst vor jenseitigen Mächten und ihrer Willkür bei einem sehr fernen, nicht eingreifenden und daher auch nicht verehrten otiosen Hoch- und Schöpfergott durch das mitfühlende Eingreifen des Schöpfergottes und erst recht von Jesus Christus besänftigt wird. Auf diese Weise entsteht eine Heilsgewissheit, die ethische Maßstäbe zur Grundlage hat und durch ein nicht mehr willkürliches Totengericht garantiert wird, solange man sich an diese Maßstäbe hält.

##### Ozeanien und Australien

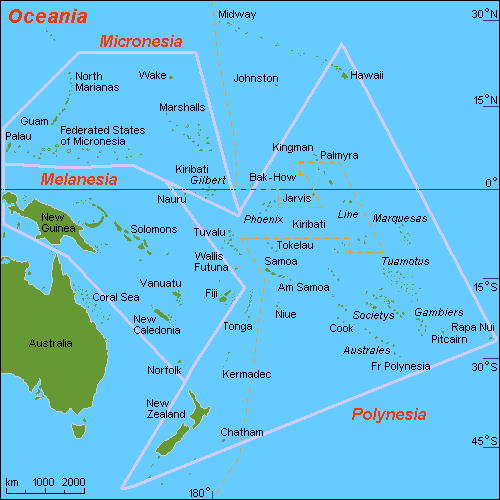
Orientierungskarte Australien und Ozeanien

Für die Völker Ozeaniens ist die Existenz der Toten eine Aufgabe für das Gedächtnis der Lebenden. Doch gibt es stets Momente, wo die Toten diese gleichsam parallele Existenz zu den Lebenden verlassen, um in die Unterwelt hinabzusteigen, die Orte des Vergessens. Ein ausgeprägtes Totengericht findet sich in Ozeanien aber nicht, ebenso wenig finden sich ausgeprägte Weltuntergangsszenarien. Grundlage vor allem in Melanesien ist ein Weltbild mit einem starken Ahnenkult, ebenso in Polynesien und Mikronesien, von dessen Religion aufgrund der radikalen Eroberungsgeschichte allerdings kaum noch etwas übrig ist. Am bekanntesten sind hier die megalithischen, moai genannten Steinskulpturen der polynesischen Osterinsel, die vermutlich mythische Ahnen darstellen und als Mittler zwischen Göttern und Menschen im Rahmen der einzelnen Sippen fungierten, deren Kraft sie repräsentierten. Verwandtschaft und Abstammung sind auch in Melanesien Basis der Kultur und Träger des religiösen Lebens. Das soziale System wird gelegentlich und vor allem in Polynesien von machtpolitisch orientierten diesseitigen Adelssystemen (vor allem auf Hawaii, wo es elf Adelsränge gab) und Häuptlingssystemen mit Mana und Tabu (vor allem in Melanesien) überlagert, denen wie zum Beispiel auf Hawaii, Tahiti oder Tonga auch eine paradiesische Oberwelt für den Adel und eine karge Unterwelt für das gemeine Volk entspricht. Das somit rein klassenspezifische System besitzt aber im mehr oder weniger ausgeprägten Ahnenkult noch ein jenseitiges Korrektiv, das allerdings in einigen Fürstenherrschaften ebenfalls nur noch für die Adelsschicht gilt. Totemismus ist vor allem bei den Papuas Neuguineas verbreitet. Insbesondere in Melanesien waren die Verwandtschaftsgruppen und Stammesverbände Träger des religiösen Lebens.
Allerdings finden sich für Altpflanzer typische Früh- bzw. Vorformen eines Totengerichtes mit Seelenvorstellungen vor allem dort, wo wie insbesondere in Polynesien oft vielfältige, meist mit Naturerscheinungen assoziierte Götterpantheons existieren und damit kosmogonisch auch eine meist als Kopie des Diesseits vorgestellte Unterwelt. Die Betonung liegt hier aber meist noch auf der als beschwerlich geschilderten schamanischen Seelenreise, deren Ziel die Vereinigung mit den früher verstorbenen Stammes- und Clanangehörigen ist, an deren Ende aber eine Art Eintrittszeremoniell mit einer Prüfung durch die Unterweltsgottheit stehen kann und damit eine Vorform des Totengerichts. Eine wesentliche Rolle spielen in diesem Zusammenhang bei vielen Völkern die Nachweise, dass der Tote zu Lebzeiten gewisse Zeremonien durchlaufen hat, was etwa durch das Vorhandensein von Tätowierungen nachzuweisen ist. Ursprünglich scheint das Totenreich identisch mit dem Reich der Götter gewesen zu sein, hat sich dann aber offenbar mit der Vorstellung der Dema-Gottheit, die selbst weder gut noch böse ist, unter die Erde verlagert, da dort der Ursprung des Lebens und der Fruchtbarkeit imaginiert wurde, die durch den Tod der Dema-Gottheit erst geschaffen worden war, so dass eine enge Verbindung zwischen Sterben und Fruchtbarkeit entstand, die für alle Pflanzervölker typisch ist, wie sie Adolf Ellegard Jensen insbesondere am melanesischen Volk der Marind-anim beobachtete.
Bei den Māori gibt es mit Hine-Ahua-Rangi eine Unterweltsgöttin. Ihr Vater Tāne tritt als Organisator der Welt auf und als Repräsentant des Guten. Sein Gegenspieler Gott Tangaroa ist hingegen Verursacher des Bösen, so dass man hier bereits einen kosmogonisch fundierten, sekundär ethischen Dualismus vor sich hat. Als Todesgöttin fungiert aber auch Hine-nui-te-pō (Große Frau der Nacht), als Hine-a-tauira Gattin und Tochter zugleich des Tane, die, als sie von ihrer inzestuösen Entstehung erfuhr, in die Unterwelt floh und sich dort einen neuen Namen gab. Dort wirkt sie allerdings nicht als Totenrichterin, vielmehr verkörpert sie die endgültige Aufhebung der männlichen Kraft, indem sie die Männer in den Tod zieht, denn Rang, gesellschaftliche Stellung und positive Daseinsmächte im Rahmen des tapu-Systems wurden wesensmäßig als männlich betrachtet. Frauen waren hingegen unrein und Quelle negativer Einflüsse auf diese Kräfte. Ein weiterer Mythos bestätigt diese ganz andersartige und vor allem an altpflanzerlichen Fruchtbarkeitsvorstellungen orientierte Konzeption der Unterweltsgottheit. In dieser Erzählung wird der polynesische Trickster-Halbgott und Kulturheros Maui bei dem Versuch getötet, die Todesgöttin zu vergewaltigen und so für alle Lebewesen Unsterblichkeit zu erringen.
Wie anderswo werden auch bei den Māori mana und tapu an den Einzelnen weitervererbt, ebenso wie das heilige Stammesland. Später bildeten sich dann Māori-Kirchen (zum Beispiel Ringatu und Rātana), die die alte Religion mit der christlichen zu verschmelzen suchten, einschließlich der christlichen Jenseitsvorstellungen.
Die australischen Aborigines wiederum haben diesen Kult der mythischen Ahnen, der kein Ahnenkult im engeren Sinne ist, sondern die Verehrung mythischer Gestalten, also Fantasiewesen, die in verschiedenen Gestalten imaginiert werden, zu einem hochkomplexen mythisch-philosophischen System, der Traumzeit, weiterentwickelt, in der ein Totengericht schon systembedingt ebenfalls keinen Platz findet, denn alle moralischen Gesetze und Sitten in der Welt leiten sich aus der Verbindung zwischen sichtbarem und spirituellem Universum ab. Lebende und Tote sind daher nicht zu trennen, und die Ahnen haben ihren Sitz in Naturerscheinungen und Totems. Die Vorstellungen der Australier über das Leben der Seele nach dem Tode sind allerdings relativ unklar und uneinheitlich. Manche Stämme glauben, dass die Seelen über die Erde wandern, andere, dass sie nach Norden oder in den Himmel reisen oder dass sie sich kurz nach dem Tod in Nichts auflösen. Entsprechend fehlt die Vorstellung von einem Jenseits, und eine große Rolle spielen Seelenvorstellungen nicht. In manchen Mythen wird davon berichtet, die Menschen seien früher wie der Mond ständig wiedergeboren worden, und sie hätten schließlich den Wunsch geäußert, tot bleiben zu dürfen.

##### Amerika
In Amerika haben sich sehr viele, unterschiedliche ethnische Religionen entwickelt. Wie andernorts sind die Jenseitsvorstellungen auch hier vor allem von der jeweiligen Subsistenzstrategie abhängig, das heißt Jäger und Sammler, nomadisierender Viehhirte oder Bauer. Bei den Letztgenannten sind sowohl in Nord- wie in Südamerika Vorstellungen und Fruchtbarkeitsmythen vorherrschend, die per se ein Totengericht im Allgemeinen ausschließen oder doch nur in Ansätzen zeigen. Totemismus ist meist als Sippen- oder Stammeskult verbreitet, der animistische Geisterglaube ebenso. Ein Ahnenkult kommt vorwiegend beim kommunalen Religionstyp vor und ist demnach bei den ackerbautreibenden Stämmen wie den Pueblos vorhanden gewesen (Kachina). Insgesamt blieben vor allem in vielen Teilen Lateinamerikas noch alte Kulturmuster erhalten, und entsprechend sind im Ausstrahlungsbereich der alten mesoamerikanischen und südamerikanischen Hochkulturen oft auch noch Reste dieser Religionen lebendig, wobei hier vor allem eine auffällige Vermischung mit dem Katholizismus zu beobachten ist, zum Beispiel mit Christus als Sonnengott und Maria als Mondgöttin. Die Sonne erhebt sich dabei aus den „heiligen“ Bergen und „stirbt“ im Westen, im Land der Toten.
Der Jenseitsglaube orientierte sich am Diesseits; in einigen Gebieten gab es Wiedergeburtsvorstellungen. Man lebte als Toter in der Art fort, wie man im Diesseits gelebt hatte. Soweit vorhanden, sind neuere Vorstellungen von einem Totengericht vor allem in Iberoamerika oft wohl auch auf die Überprägung durch das meist katholische Christentum zurückzuführen, das vor allem in Lateinamerika gelegentlich lokale, nicht eigentlich mehr als christlich zu bezeichnende Mischformen hervorgebracht hat, denn selbst in den altamerikanischen Hochkulturen gab es solche Vorstellungen zwar, doch waren sie allenfalls in Mittelamerika deutlich vorhanden (siehe oben).
Nordamerika
In Nordamerika herrschte praktisch ausschließlich der von einem starken animistischen Geisterglauben begleitete Ahnenglaube vor, der aber schon wegen der nomadisierenden Lebensweise selten einen regelrechten Ahnenkult hervorbrachte. Die Eskimos der Arktis etwa glaubten, die Toten hätten ihren Wohnsitz im Himmel; aber auch unter der Erde traf man mit den Ahnen wieder zusammen. Ähnliche Vorstellungen gab es in der Subarktis. Bei den nordatlantischen Algonkin gab es statusabhängig Mumifizierungen und Zweitbestattungen, wenn man die Toten auf Wanderungen mitnahm. Bei den Natchez und anderen nördlichen und Präriestämmen existierte die Vorstellung der Knochenseele, die erst nach der Reinigung der Knochen ins Jenseits gelangt. Die Comanchen glaubten an eine Art Paradies. An der pazifischen Nordwestküste und der Nordostküste herrschte der Glauben an einen Hochgott, den Großen Geist, der bei den subarktischen Algonkin und Naskapi Manitu hieß und bereits ethische Anforderungen stellte; teilweise bestanden dort Vorstellungen von einer Mehrfachseele. Einige Stämme des Großen Basins hatten die Vorstellung von einem Seelendualismus entwickelt. Die Furcht vor Totengeistern war vor allem bei den kalifornischen Indianern verbreitet, die auch an einen speziellen Totengott Kuksu glaubten, dem umfangreiche Zeremonien gewidmet waren. Die Indianer des Südwestens glaubten an ein Jenseits weit im Westen nach Sonnenuntergang oder im Himmel. Eine Seele kam erst dann dorthin, wenn ihr gewaltsamer Tod gerächt war. Häufig war vor allem in den Great Plains und im östlichen Waldland die dualistische Zweiteilung einer sich bekämpfenden Götterwelt in Mächte der Höhe und Mächte der Tiefe. Insgesamt deuten die Bestattungen in Nordamerika auf einen weit verbreiteten Glauben an ein Leben nach dem Tode hin. Im Osten Nordamerikas streute man zudem roten Ocker (meist Hämatit) über die Toten oder das ganze Grab. Grabbeigaben sind häufig. Auch die enormen, mit reichen Beigaben bestückten Sippengrabanlagen der Adena- und Hopewell-Kultur, die teils einen den ägyptischen Pyramiden vergleichbaren Aufwand betrieben (es gab über 100.000 von ihnen, für die Mounds von Poverty Points etwa wurden 405.000 m³ Erde bewegt, der größte erforderte etwa 3 Mio. Arbeitsstunden), deutet in diese Richtung.
All dies sind Symptome eines Ahnenkultes nomadischer Kulturen, selbst dort, wo Ackerbau betrieben wurde, teilweise mit einer städtischen Kultur wie etwa am mittleren Mississippi und unteren Ohio (zum Beispiel Cahokia mit 20.000 Einwohnern). Besonders interessant ist in diesem Zusammenhang die ab 1860 vor allem in den Great Plains entstandene Geistertanzbewegung, die den Glauben an die Wiederauferstehung aller Indianer sowie die Vertreibung aller Weißen propagierte und messianische Züge trug. Totengerichtsvorstellungen existieren jedoch auch in Vorformen in keiner der nordamerikanischen Ethnien.
Mittelamerika, nördliches Südamerika und Karibik
Dort finden sich neben dem Katholizismus vor allem in Nordmexiko Synkretismusformen mit den alten Eingeborenenreligionen bei einem dann ausgeprägten Animismus, aber auch Restbestände der alten hochkulturellen Religionen mit Göttern und Geistern (siehe oben), jedoch auch hier ohne wesentliche indigene Vorstellungen eines Totengerichts außer den christlichen, es sei denn durch Wiederaufnahme alter mesoamerikanischer Religionsvorstellungen, wie sie etwa in der mexikanischen Provinz Chiapas, einem alten Maya-Gebiet, sowie in Guatemala und auf der Halbinsel Yucatan zu beobachten sind.
Südamerika
Hier zeigt sich aufgrund der großen klimatischen und geographischen Unterschiede eine größere Variationsbreite bei den Religionen, die aber allesamt, wo nicht synkretistisch oder vom Christentum geprägt, ebenfalls das alte animistische Bild aufweisen, wenn auch ein besonders vielfältiges. Doch gibt es im gesamten Südamerika keine Götter oder Kulturheroen, die allen Indianern gemeinsam sind, aber die Mythen sind trotz großer Variationsbreite dennoch thematisch weiträumig miteinander verflochten. Der Glaube an eine wie immer geartete Weiterexistenz nach dem Tod ist jedoch stark verbreitet. Wie bereits in Mittelamerika sind auch hier außerhalb des Christentums keinerlei Formen eines Totengerichtes zu beobachten, obwohl Unterweltsvorstellung als Aufenthaltsort der Toten existieren, wobei es wie bei den Xavante Zentralbrasiliens sogar Ordnungsprinzipien gibt, denn in deren Unterwelt werden etwa die Toten streng nach Blutsverwandtschaft voneinander geschieden, damit weltliche Konflikte sich nicht im Totenreich fortsetzen können. Auch Prüfungen müssen während der Reise ins Jenseits durchlaufen werden, das generell als Unterwelt imaginiert wird, die allerdings ganz unterschiedlich, also sowohl fröhlich wie auch fade und elend sein kann, aber im Allgemeinen ähnlich wie der Tod nicht gefürchtet und als Teil der Existenz verstanden wird. Übergangsriten etwa im Amazonasbecken sind häufig, desgleichen Zweitbestattungen und Kommunion mit den Toten. Die Jenseitsvorstellungen sind insgesamt aber häufig vom Ahnenkult bestimmt, auch dort, wo trotz des hier besonders extremen Völkermordes durch die Konquistadoren alte andine Religionsformen der Inkas und ihrer Vorgänger überlebt hatten, gelegentlich mit dem Glauben an einen otiosen Hochgott.

#### Neue Religionen
Tworuschka bezeichnet mit „neuen Religionen“ synkretistische Religionsgemeinschaften, die in den letzten 200 Jahren entstanden sind und so stark von der dominierenden Religion abweichen, dass sie nicht mehr als deren Abspaltungen (Sekten) angesehen werden können. Bei den Mormonen etwa, bei denen jüdische und christliche Elemente mit Eingebungen von Joseph Smith vermischt sind, gibt es ein Totengericht, das auf dem Prinzip der menschlichen Willensfreiheit beruht.
Afrokaribische und südamerikanische Religionen: Häufig mischen sich in ihnen wie etwa im Voodoo archaische Geistervorstellungen mit christlichen Inhalten. Da sie meist in den Unterschichten verbreitet sind und auf soziale Ungerechtigkeiten reagieren, werden sie als Bewältigungsformen des als bedrückend empfundenen Diesseits und als schichtspezifisches Bindemittel gedeutet. Über ihre Jenseitsvorstellungen ist wenig bekannt. 
Asien: Die Totengerichtsvorstellungen im Bahaitum und in der Vereinigungskirche („Moon-Sekte“) sind weitgehend von der Grundreligion bestimmt oder nur schwach oder gar nicht ausgeprägt. 

### Entwicklungen in der Moderne

#### Hermeneutik
Von einem Totengericht im eigentlichen und engeren Sinne kann man im Folgenden zwar nicht mehr sprechen, wohl aber von ideologisch bzw. religiös gefärbten Vorgängen und Residuen im Zusammenhang mit eschatologischen und grundlegenden psychischen Vorgängen, was die individuelle und kollektive Bewältigung der Todesproblematik angeht. Eine rein historisierende Darstellung des zentralen Konzeptes des Totengerichtes wäre unvollständig ohne die Betrachtung gedanklicher Strukturen, Begrifflichkeiten und Motivationen, mit denen es in der Neuzeit und bis in die Gegenwart verwoben ist oder die es beeinflusst. Zahlreiche neuzeitliche Denker haben das ähnlich gesehen. Oswald Spengler etwa schrieb:

„An den Tod, den jeder zum Licht geborene Mensch erleiden muss, knüpfen sich die Ideen von Schuld und Strafe, vom Dasein als einer Buße, von einem neuen Leben jenseits der belichteten Welt und von einer Erlösung, die aller Todesangst ein Ende macht. Erst aus der Erkenntnis des Todes stammt das, was wir Menschen im Unterschiede von den Tieren als Weltanschauung besitzen.“

Dennoch ist es heikel, solche historischen Parallelen zu ziehen. Bertrand Russell hat die Deutungsproblematik auf den Punkt gebracht, als er im Zusammenhang mit den messianischen Zügen des Kommunismus etwas spöttisch meinte, Marx habe wohl das jüdische messianistische Geschichtsverständnis für den Sozialismus so ähnlich angepasst, wie das Augustinus von Hippo für das Christentum getan habe. Der dialektische Materialismus, der nach Marx der geschichtlichen Entwicklung zugrunde liegt, entspräche dabei dem biblischen Gott, das Proletariat entspräche den Auserwählten, die Kommunistische Partei der Kirche, die Revolution der Wiederkunft Christi und das kommunistische Reich dem Tausendjährigen Reich. Eine direkte Übertragung, in diesem Falle messianischer Ideen auf ideologische Gehalte der Moderne, ist somit schon wegen der eindeutigen Unterschiede beider Systeme problematisch und eher semantischer Natur. Dies ist nur insofern zulässig, als sie sich auf aktuelle Ereignisse mit ähnlichen sozialen Dynamiken bezieht, die eine vergleichbare mythische Basis haben, die in starken Bildern elementare menschliche Erfahrungen und Hoffnungen ausdrücken. Entsprechend ist auch der Gedanke des Totengerichts in neuzeitlichem Kontext zu interpretieren als phänomenologisches Bezugssystem im Rahmen eines hermeneutischen Zirkels. Die „Hölle“ wird auch theologischerseits heutzutage oft so gedeutet: „Höllen sind mythologische Bilder der existentiellen menschlichen Angst vor dem drohenden Absturz ins Nichts, es sind negativ-messianische Mythen.“ Sie seien wie das Totengericht Teil der sich verändernden Welt- und Sozialinterpretation.

#### Vorbemerkungen

Sakralisierte Darstellung Mao Zedongs

Die Vorstellungen vom Jenseits, von Himmel, Hölle und einem Totengericht sowie die damit verbundene Furcht und Hoffnung haben nach Ende des Mittelalters und vor allem nach der Aufklärung nicht aufgehört, die Menschen zu beschäftigen. Es ist daher nur zwangsläufig, auch die in den folgenden Perioden aktuellen Konzepte in diesem Zusammenhang konkret und in den Indizien wertungsfrei zu sichten, selbst wenn die Begrifflichkeit „Totengericht“ nicht unbedingt ausdrücklich im mittelalterlichen oder antiken Sinne auftaucht. Aber die Grundidee ist nach wie vor auch und gerade außerhalb der Religionen vorhanden. Sie beschäftigt die Menschen, nutzt Gesellschaften und Staaten nicht nur im konservativen, vielleicht sogar fundamentalistischen Sinne, sondern auch in moderner, säkularer und ideologisch transformierter Gewandung.
Hier findet sich in erster Linie das von Theodor W. Adorno in „Studien zum autoritären Charakter“ dingfest gemachte Phänomen der Neutralisierung und Zersplitterung der Religion:

„Die Neutralisierung der Religion geht Hand in Hand mit ihrer Zersplitterung. So wie die Betonung ihres praktischen Nutzens schließlich die religiöse Wahrheit von der religiösen Autorität trennt, so ist auch der spezifische Inhalt von Religion beständig einem Prozess der Auswahl und Anpassung unterworfen.“

Ein anderer Mechanismus in diesem Zusammenhang ist allerdings uralt: die Sakralisierung der Macht, wie sie sich vor allem ikonographisch noch an den Beispielen neuzeitlicher totalitärer Herrscher deutlich ablesen lässt. Und manche von ihnen wie etwa in Nordkorea Kim Il-sung wurden de facto für unsterblich erklärt, andere erhielten Mausoleen als Totentempel, wo sie wie Lenin, Stalin, Mao oder Hồ Chí Minh einbalsamiert zur Schau gestellt wurden und zumindest zeitweise (Stalin zum Beispiel) die ehrfürchtige Bewunderung, wenn nicht gar Anbetung durch das Volk erfahren. Gustave Le Bon, einer der Mitbegründer der Massenpsychologie, hat das Phänomen wie folgt beschrieben:

„Nicht nur dann ist man religiös, wenn man eine Gottheit anbetet, sondern auch dann, wenn man alle Kräfte seines Geistes, alle Unterwerfung seines Willens, alles Gluten des Fanatismus dem Dienst einer Macht oder eines Wesens weiht, das zum Ziele oder Führer der Gedanken und Handlungen wird… Heutzutage besitzen die großen Seeleneroberer keine großen Altäre mehr, wohl aber Statuen und Bilder, und der Kultus, den man mit ihnen treibt, ist von früheren nicht erheblich verschieden… Für die Massen muss man entweder ein Gott sein oder man ist nichts.“

Denn Unterwerfung und Furcht sind nun einmal zentrale Aspekte jeder Macht, wie etwa Bertrand Russell in „Formen der Macht“ feststellt und auch die Gründe dafür nennt:

„In der Unterwerfung unter den göttlichen Willen liegt ein Sinn äußerster Sicherheit… Alle Bereitschaft zur Unterwerfung ist in Furcht verwurzelt, ob nun der Führer, dem wir uns unterwerfen, menschlich oder göttlich ist. (S. 19)
Für den Pragmatismus ist ein Glaube ‚wahr‘, wenn die Folgen angenehm sind. Glaube an das höhere Verdienst eines Diktators hat angenehmere Folgen als Unglaube, wenn man unter seiner Regierung lebt. Überall, wo wirksame religiöse Verfolgung herrscht, ist der offizielle Glaube im pragmatischen Sinn wahr. Die pragmatische Philosophie verleiht daher den Machthabern eine metaphysische Allgewalt, die eine tägliche Philosophie ihnen verweigern würde. (S. 258 f.)“

#### Säkularisierung, Ideologisierung, Instrumentalisierung
Im Verlauf der nachmittelalterlichen Säkularisierung, im Gefolge von Reformation und Humanismus, hielten neue Sichtweisen der Religionen Einzug. Vor allem im 19. Jahrhundert bildeten sich Weltanschauungen heraus, in denen jenseitige Elemente der Religion instrumentalisiert wurden oder im Sinne der materialistischen Vorstellungen umgedeutet wurden. Verbindend ist das Phänomen des Verlustes der Transzendenz oder, wie Richard Schaeffler feststellte: „Die Religionsgeschichte mündet in die völlige Verschleierung des ‚Heiligen‘, genauer, seine Identifikation mit dem ‚Profanen‘.“ Damit wurden auch religiöse Vorstellungen wie das Totengericht meist sehr kritisch bzw. absolut negativ bewertet, selbst wenn künstlerische Bewegungen wie die Romantik oder die Präraffaeliten sie in meist altertümelnder Manier rein äußerlich überhöhten oder Faschismus und Kapitalismus sie machtpolitisch instrumentalisierten. Religiöse Phänomene wurden, sofern nicht ignoriert oder geleugnet, auf drei Arten „erklärt“:
1. entweder als rein psychische Substrate, die den tiefenpsychologischen Mechanismen wie Verdrängung, Projektion, Abwehr oder Introjektion unterliegen,
2. als sozial bedingte Mechanismen im Rahmen der als Klassenkampf apostrophierten gesellschaftlichen Entwicklungen, so vor allem im Marxismus-Leninismus,
3. als evolutionär bedingte Entwicklungsstufen, die der aufgeklärte Mensch nun hinter sich gelassen habe wie im Darwinismus und seinem garstigen Kind, dem Sozialdarwinismus.

Dennoch zeigen vor allem die großen Ideologien teils religiöse Züge, ohne allerdings im engeren Sinne Religionen zu sein, jedoch mit einer starken Bindewirkung, Erlösergestalten, Heilsversprechungen und Erlösungsmotiven bis hin zu teils der Glaubenswelt entnommenen eschatologischen Vorstellungen, die nun aber aufgrund der häufig materialistischen Grundkonzepte zwangsläufig ins Diesseits einer näheren oder ferneren Zukunft verlegt wurden, auch dort, wo religiöse Hintergründe noch vorhanden und integriert sind, wie etwa in dem göttliche Gnadenwillen vorwegnehmenden Calvinismus/Kapitalismus vor allem angelsächsischer Prägung, wie ihn bereits die puritanischen Pilgerväter nach Amerika brachten.
Typisch für die ideologischen Konzepte der Moderne, vor allem wenn sie „konstituiert durch das eiserne Band des Terrors“ in totalitärer Gestalt mit einem „Anspruch auf totale Welterklärung“ und unter dem „Gesetz des Tötens“ sowie mit der „Furcht als Prinzip öffentlich-politischen Handelns“ (Hannah Arendt) auftreten, ist hier die Verlagerung des Totengerichts ins Diesseits. So galt etwa im Dritten Reich der Wille des Führers als absolut und quasigöttlich. Und das hieß nach Schmitt hier auch: oberster Richter in quasigöttlicher Stellung ohne jede Kontrolle, der, wie die weitere Entwicklung zeigte, dieses Recht auch so ausübte, ganz ähnlich wie „Väterchen Stalin“ oder der „Große Vorsitzende“ Mao, auch sie absolut charismatische Gestalten. Auch für den sowjetischen KGB und seine Vorläufer und Nachfolger lässt sich eine Funktion als säkularer Totenrichter bzw. dessen Erfüllungsgehilfen (in den alten und klassischen Religionen waren das meist Dämonen) feststellen. Beide Organisationen sandten ihre Opfer nach undurchsichtigen Prozessen oder bürokratischen Prozeduren in Todeslager: in die Konzentrationslager die einen (die dortigen Höllenwächter hießen nicht umsonst Totenkopfverbände), in die Gulags die anderen. Beides waren diesseitige Höllen, wie etwa Eugen Kogon in „Der SS-Staat“ oder Alexander Solschenizyn in „Im ersten Kreis“ sie nannten.

#### Marxismus, Sozialismus und Kommunismus
Im Kommunismus findet sich das eschatologische, diesseitig zu verstehende „Paradies der Werktätigen“. Dieses Konzept weist heilsgeschichtlich-messianische Bezüge auf.
Alle drei atheistischen Ideologien haben kaum Interesse für religiöse Fragen gezeigt, außer dass sie Religion als Unterdrückungsinstrument im Sinne von Marx und Friedrich Engels ablehnten (Marx nannte Religion ja „Opium des Volkes)“. Erst in ihren späteren totalitären Ausprägungen hat vor allem der Bolschewismus in der Sowjetunion und den von ihr nach und nach beherrschten oder beeinflussten Regionen (zum Beispiel China, Nordkorea, Ostblock) die nicht zu leugnenden Vorteile von totengerichtsähnlichen Institutionen und Höllen bzw. die Furcht davor für die Machtsicherung erkannt. Er und seine Nachahmer folgen damit aber in der Praxis nicht nur totalitären Handlungsmustern, sondern auch den klassischen religiösen Vorbildern, die sie theoretisch so strikt ablehnten. Sie belegten damit gleichzeitig die Nützlichkeit solcher metaphysischen Institute, wobei das alte Instrument der Todesstrafe nun wie auch im Faschismus zu einer ständigen Drohung anwuchs. Die normale individuelle menschliche Furcht vor dem Tod wurde so als Todesfurcht für die Gesamtgesellschaft instrumentalisiert und erhielt dabei eine metaphysische Tendenz in dem Sinne, dass jeder, der dem idealen Endziel, ob nun gesellschaftlich, ökonomisch, territorial oder rassistisch im Wege stand, im Interesse der Gesamtidee zu vernichten sei. Die sowjetischen Schauprozesse vor allem der 1930er, die man wie die ähnlichen Prozesse vor dem NS-Volksgerichtshof durchaus auch als diesseitige Totengerichtsverfahren interpretieren kann, da ihre Urteile von der höchsten Gewalt, nämlich Stalin, vorgegeben waren und regelmäßig in die Hölle der Gulags führten oder in Todesurteilen endeten, hatten vor allem den Zweck, dies dem gesamten Volk klarzumachen.

#### Faschismus

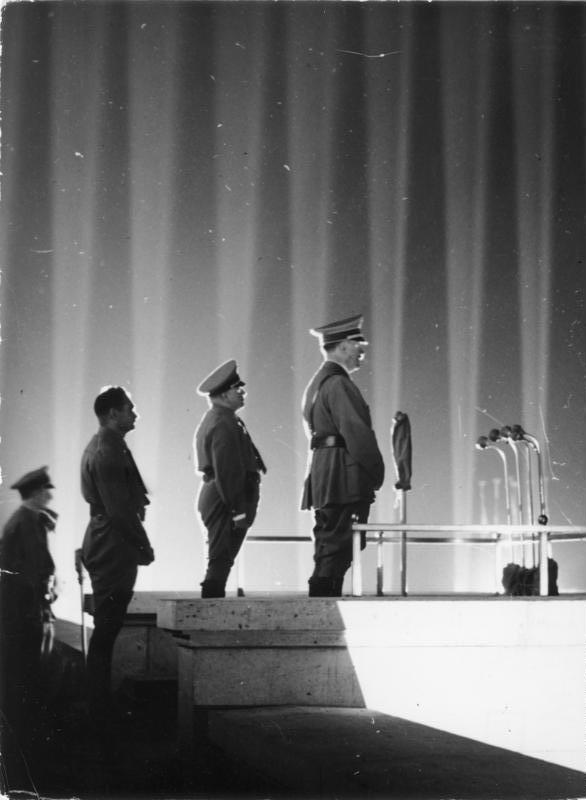
Adolf Hitler beim Reichsparteitag von 1936 in Nürnberg als sakralisierte Figur unter dem von Albert Speer konzipierten Lichtdom, der ihm eine himmlische Aura verleihen sollte

Die Faschisten in Europa übertrugen die in der christlichen Religion enthaltenen Heilserwartungen auf die eigene Ideologie. Der Nationalsozialismus enthielt Komponenten eines als befreiende Heilstat verstandenen Gottesgerichtes (Endlösung, Endsieg, Volksgerichtshof usw.), das negativ auf die Regimegegner, die Feinde und unter rassischem Gesichtspunkt vor allem auf die Juden zielte. Zahlreiche Zitate belegen die für die Juden endzeitliche Ankündigung ihrer Vernichtung. Umgekehrt wurde für das deutsche Volk bzw. die arische Rasse zunehmend der „Führer“ selbst zum Richter und Erlöser. Gleichzeitig entwickelten die Nationalsozialisten einen regelrechten Totenkult. Bereits vor dem Krieg wurden die im Kampf für die Partei Gefallenen als „Blutzeugen“ verklärt. Insbesondere galt dies für die Opfer des Hitlerputsches von 1923. Der Tod im Totenkult stellte eine Initiation ins Heldentum und ins ewige Leben dar, bedeutete aber auch ein freiwilliges Opfer für die Volksgemeinschaft. Damit wurde dem Opfertod nachträglich ein Sinn verliehen.

#### Kapitalismus und Imperialismus
Max Weber hat in seiner vor allem auf den Calvinismus und Pietismus zielenden Schrift „Die protestantische Ethik und der Geist des Kapitalismus“ (1904/05) versucht, die innere Beziehung des Kapitalismus zum Protestantismus darzustellen. Im Blick auf die Heilsgewissheit der Calvinisten schreibt Weber:

„Die Mahnung des Apostels [Paulus] zum ‚Festmachen‘ der eigenen Berufung wird hier als Pflicht, im täglichen Kampf sich die subjektive Gewissheit der eigenen Erwähltheit und Rechtfertigung zu erringen, gedeutet. An Stelle der demütigen Sünder, denen Luther, wenn sie in reuigem Glauben sich Gott anvertrauen, die Gnade verheißt, werden so jene selbstgewissen ‚Heiligen‘ gezüchtet, die wir in den stahlharten puritanischen Kaufleuten jenes heroischen Zeitalters des Kapitalismus und in einzelnen Exemplaren bis in die Gegenwart wiederfinden. Und andererseits wurde, um jene Selbstgewißheit zu erlangen, als hervorragendes Mittel rastlose Berufsarbeit eingeschärft.“

„Jenes religiös geforderte, vom natürlichen Leben verschiedene Sonderleben des Heiligen spielte sich – das ist das Entscheidende – nicht mehr außerhalb der Welt in Mönchsgemeinschaften, sondern innerhalb der Welt und ihrer Ordnungen ab. Diese Rationalisierung der Lebensführung innerhalb der Welt im Hinblick auf das Jenseits war die Wirkung der Berufskonzeption des asketischen Protestantismus.“

Besonders der durch disziplinierte Lebensführung bestimmte Calvinismus vollziehe damit eine Wendung vom jenseitigen Totengericht zum vorauseilend diesseitigen, erfolgsabhängigen „Bonus“, denn hier werde das Ergebnis des Totengerichtes als Heilsgewissheit bereits am Erfolg diesseitiger, vor allem wirtschaftlicher Tätigkeit abgelesen und als rein menschliche Wertung vorweggenommen, aber nicht mehr wie noch bei Luther dem göttlichen Gnadenwillen nach dem Tode anheimgestellt. Daraus erklärten sich nach Weber zwanglos die Gesetzlichkeiten des westlichen Kolonialismus und Imperialismus bis hin zur Globalisierung, wenn auch spätere Formen zunehmend ohne Askese praktiziert würden. Die bereits von Las Casas bestrittene Rechtfertigung des damaligen Kolonialismus und seiner Gräuel wurde seit der spanischen Eroberung der Neuen Welt und ihrer exzessiven Sklaverei als Dienst an Gott und Beweis göttlicher Gnade angesehen. Der eigene Erfolg wurde und wird also als Folge und Bestätigung eines göttlichen Gnadenurteils gedeutet, das sich im Hier und Jetzt auswirkt.
In der westlichen Moderne sind also die alten metaphysischen Vorstellungen vom Totengericht oft hinfällig bzw. unhaltbar geworden, manchmal auch innerhalb der Religionsgemeinschaften. Sie wurden entweder durch atheistische Ablehnung, agnostische Neutralität, religiöse Gleichgültigkeit ausgeschaltet, oder sie wurden transformiert und ersetzt im Sinne einer diesseitigen Vorwegnahme des Heils. Der göttliche Gnadenwille wurde als ausschließlich am weltlichen Erfolg orientiert interpretiert (Calvinismus/Pietismus), oder aber – wie bereits in der Barockfrömmigkeit – in einer stark figurativen Veräußerlichung von Glaubensinhalten.
Was bleibt, ist eine Art psychische Leerstelle, ein spirituelles Unbehagen  angesichts des nach wie vor und trotz enormer wissenschaftlicher Fortschritte weiterbestehenden und prinzipiell nicht auflösbaren Unwissens über das Leben nach dem Tode. Dieses Unbehagen lässt viele in ostasiatischen Religionen (Seelenwanderung), in Quasireligionen wie der Esoterik oder in fundamentalistisches Gruppen nach Antworten suchen. Der grundlegenden Frage, ob nach dem Tod die eigene Lebensführung bewertet wird, kann kein Mensch ausweichen. Das Bewusstsein der eigenen Sterblichkeit und die damit einhergehende Angst gelten als fundamentaler Bestandteil der menschlichen Existenz.

## Zusammenfassung der wesentlichen Strukturen von Totengerichtsvorstellungen
Fasst man den Begriff des Totengerichts weit genug, lassen sich folgende allgemeine Charakteristika feststellen:
1. Die Vorstellung von einem Totengericht enthält wesensmäßig Heils- bzw. Erlösungsversprechen und gewöhnlich entsprechende Verdammungsurteile mit Strafzumessungen unterschiedlicher Schweregrade und Dauer in bestimmten, dafür jeweils vorgesehenen metaphysischen Regionen.
2. Die für ein Totengericht wesentlichen Kriterien und Auswahlmechanismen waren zu Beginn der Religionsgeschichte nicht so sehr ethisch bestimmt, sondern vielmehr gesellschaftlich, sozial sowie auch statusbedingt, oder sie orientierten sich an der Todesursache und ähnlichen vergleichbaren Motiven. Erst relativ spät basieren sie auf dem moralisch interpretierten Vergeltungsprinzip.
3. Ein Totengericht fand ursprünglich stets nach dem Tode im wie immer gearteten Jenseits statt, wurde später aber auch, da machtpolitisch sinnvoll, zumindest teilweise ins Diesseits verlagert und/oder mit diesseitigen Eschatologien verbunden.
4. Ein Totengericht war meist institutionell strukturiert als formeller Gerichtshof mit Angeklagten, Zeugen, Anklägern und Richtern, eventuell sogar Protokollanten. In den ostasiatischen Religionen vor allem findet sich jedoch auch die Form des systemimmanenten Totengerichtes, das keiner Institutionalisierung bedarf, da es wesensmäßig im Rahmen der Seelenwanderung bereits angelegt ist. Meist wurden diese Formen dann aber noch durch Institutionalisierungen ergänzt, etwa im Buddhismus, wo es jedoch als Teil des karmischen Erkenntnisprozesses und nicht als primäres Entsühnungsinstrument wie im Hinduismus fungiert, während es im Daoismus-Konfuzianismus wiederum autonomer und regelrecht bürokratischer Teil der Unterwelt ist und zunächst lediglich die Taten dort sanktioniert, erst später im Rahmen synkretistischer Vorgänge zwischen Daoismus, Buddhismus und Konfuzianismus auch ethische Wertigkeiten integriert.
5. Hauptmotive für die Entstehung eines Totengerichtes waren Furcht vor dem Tod und die Hoffnung auf ein möglichst günstiges Schicksal danach. Ausgelöst wurde dieser Glaube vermutlich durch die Entstehung differenzierter, geschichteter Gesellschaften, in denen die Machtpotentiale immer unterschiedlicher verteilt waren und Instrumente nötig wurden, diese auch außerhalb des reinen Gewaltmonopols auf psychischer Ebene durch transzendente Straf- bzw. Belohnungselemente im Sinne von Furcht und Hoffnung stabil zu halten, was ein rein schamanischer Ahnenkult mit seiner nicht strafbewehrten Seelenwelt jedoch nicht mehr leisten konnte. Inwieweit dabei Klassenkampfmerkmale eine Rolle spielten, wie die marxistische Geschichts- und Religionsforschung postuliert, ist strittig.
6. In vielen Religionen finden sich vor allem im historischen Längsschnitt häufig Übergänge und Mischformen zwischen den einzelnen Formen des Totengerichts.
7. Insgesamt fällt auf, dass einige ethnische Religionen zwar eine ausgeprägte Ahnenverehrung kennen, jedoch kein Totengericht. Wird diese Ahnenverehrung schwächer oder hört auf, bilden sich neben ausgeprägten Göttervorstellungen und häufig in Verbindung mit Vegetationskulten auch Konzepte einer düsteren Unterwelt heraus. Die diesseitige gesellschaftliche Schichtung spiegelt sich in der Differenzierung der Toten, die schließlich zu Paradiesvorstellungen führt, zunächst nur für die führenden Schichten, später auf immer breiterer Basis. Damit ergibt sich die Notwendigkeit, eine selektierende Zwischeninstanz zu etablieren. Sie trägt den immer mächtiger werdenden ethischen Forderungen der Gottheiten Rechnung und löst so den alten, ethisch indifferenten Ahnenkult allmählich ab. In den östlichen Religionen mit ausgeprägter Seelenwanderungslehre entwickeln sich auf der Grundlage der Vorstellung, dass das Böse ins Gesetz des Karma eingebettet ist,[270] innere Mechanismen, die einem Totengericht entsprechen.
8. Die Totengerichtsvorstellungen sind häufig von eschatologischen Konzepten begleitet, entweder von linearen wie in den monotheistischen Religionen, oder zyklischen wie zum Beispiel in Mittelamerika und teilweise im Hinduismus.

## Typisierung von Totengerichtsvorstellungen und die Entstehung des religiösen Bewusstseins
In der Religionswissenschaft werden Totengerichtsvorstellungen oft auch im Zusammenhang mit der „Entstehung des religiösen Bewusstseins“ betrachtet und typisiert. Dieses evolutionstheoretische hinterlegte Konzept dient dem Verständnis der unterschiedlichen Vorstellungen. Im Laufe der Geschichte entstanden demnach zusammen mit der Entstehung des religiösen Bewusstseins häufig bildhafte Vorstellungen über das Jenseits, den Tod, die Hölle, das Paradies bzw. die Seelenwanderung.
Der belgische Religionswissenschaftler Julien Ries konzipierte in Anlehnung an Autoren wie Mircea Eliade und Jacques Cauvin sechs Stufen der Entwicklung des religiösen Bewusstseins.
Diese seien auch für die Ausbildung von Bestattungsritualen und Totengerichtsvorstellungen von Bedeutung:
1. Die erste Erfahrung des Heiligen durch die Natur (Himmel, Wetter, Tag und Nacht, Sonne, Mond, Sterne etc.). Diese Phase der frühen Hierophanie sei eng mit der Entdeckung der Transzendenz und der Schaffung erster kultureller Phänomene verbunden. Solche seien naturgemäß durch den Zwang zur Beherrschung der Umwelt schon früh hervorgebracht worden und hätten zwangsläufig bestimmte kognitive Konzepte der Erklärung des Unerklärlichen zur Grundlage.[273]
2. Das Nachdenken über den Tod und das Leben danach. Erste Bestattungen und Grabbeigaben im Moustérien etwa beim Neandertaler oder dem anatomisch modernen Menschen (Homo sapiens, zum Beispiel aus der Qafzeh-Höhle) seien Zeichen dafür.[274]
3. Das Entstehen von Mythogrammen, etwa in der frankokantabrischen Höhlenkunst. Das religiöse Bewusstsein einer Gemeinschaft manifestiere sich damit schon sehr konkret vor der Sesshaftwerdung.[275]
4. Die erste Darstellung der Gottheit. Sie trete als männlich-weiblicher Dualismus vor allem in Venusfigurinen und Stierdarstellungen ab dem Natufien an der Schwelle zur Jungsteinzeit (Neolithikum) auf. Vgl. die Skulpturen von Göbekli Tepe und Nevalı Çori.[276] In Europa gehöre die Vinča-Kultur in diesen Zusammenhang.[277] Es finde hier erstmals eine symbolische Umsetzung der Transzendenz beim Homo religiosus statt: Darstellung von betenden Menschen, Bestattungsriten mit eindeutig religiösen Bezügen.[278] Die Sesshaftwerdung verändere Kultur und Religiosität dramatisch.[279]
5. Die Personifizierung des Göttlichen und dessen Darstellung in Statuen in den großen Religionen der alten polytheistischen Hochkulturen. Tempel und Priester. Die häufig noch animalistisch beeinflussten Götter sprächen mit den Gläubigen.[280]
6. In den großen monotheistischen Religionen werde Gott zu einem einzigen, allmächtigen Wesen, das sich in das Leben der Gläubigen einmische. Er spreche nicht mehr durch Orakel, sondern direkt durch Offenbarungen und Propheten und werde zum fordernden Gott. Hierophanie werde zur Theophanie.[281]

Im Rahmen dieser Stufenfolge geben vor allem folgende Phänomene Hinweise auf Vorstellungen vom Totengericht und die möglicherweise zugrunde liegenden Denkfiguren:
- Primär die Bestattungsformen.[282] Allerdings geben diesseitige Maßnahmen wie Grabbeigaben besonders in der späten Altsteinzeit, in der frühen und mittleren Jungsteinzeit keinerlei Auskunft darüber, wie dieses Jenseits vorgestellt war.[283] Ähnliches gilt für die häufig und vielerorts nachgewiesene Nutzung von Ocker, dessen Gebrauch wegen seiner antibakteriellen, antiparasitären und hygroskopischen Eigenschaften auch als praktische Maßnahme gedeutet werden kann. Sekundär liegt eine symbolische Bedeutung nahe, so wie sich auch die Mumifizierung im Alten Ägypten aus der natürlichen Trocknung in den Gräbern der Wüste entwickelt hatte und erst sekundär religiös aufgeladen worden war.[284] Ab etwa dem 3. Jahrtausend ist jedoch nicht nur bei exzessiven Grabbeigaben und Bestattungen wie etwa Fürstengräbern auch eine religiöse Interpretation zulässig, der zufolge „die religiöse Heilshoffnung in neuer Weise die Ewigkeitsdimension in Form einer expliziten Jenseitsexistenz einbezog“.[285] Dies gilt umso mehr, wenn es einen Totenkult gab, der auf das Ewigkeitsschicksal des Verstorbenen war.[286]

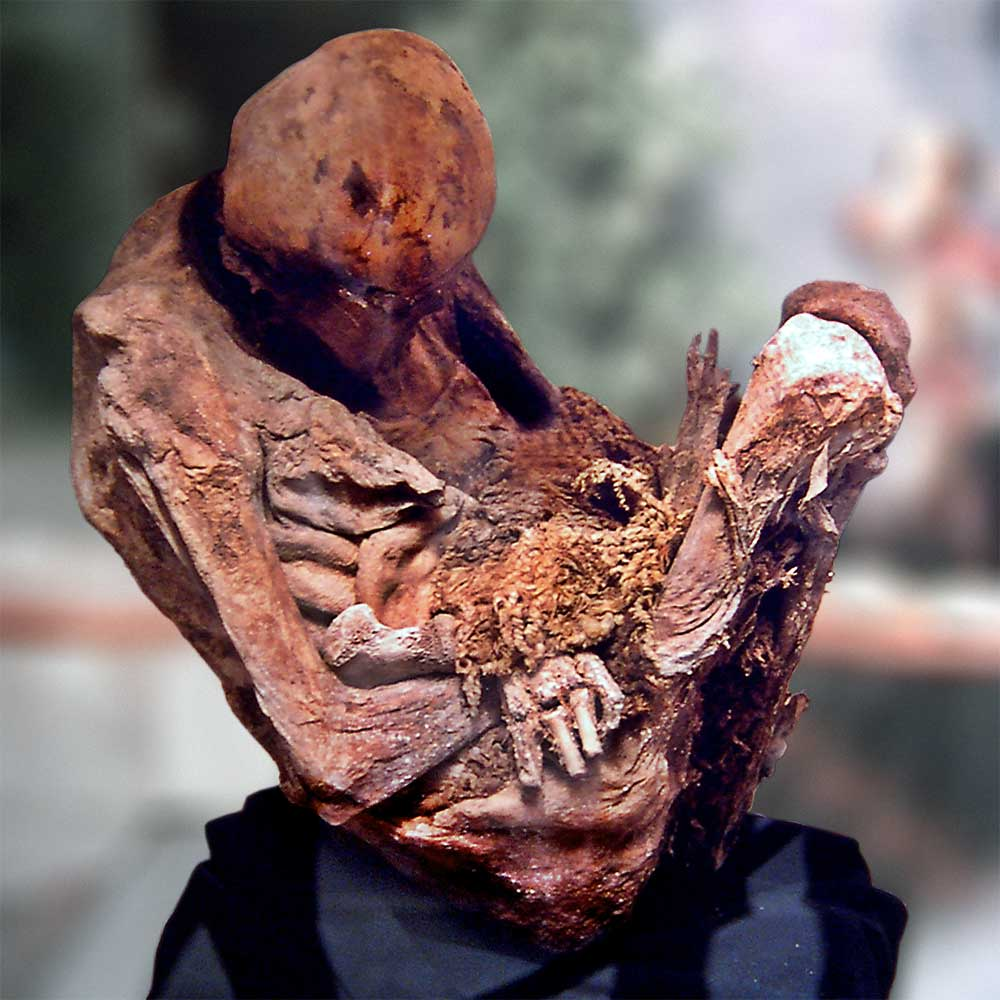
Sitzend bestattete Mumie der Moche-Kultur, einer Vorläuferkultur der Inkas in den Anden

- Beim Mumienkult wird das Diesseits wird als im Jenseits sich fortsetzend vorgestellt.[287] Die Mumifizierungen dienten dazu, dem Körper ein Fortleben im Jenseits zu ermöglichen.[288] Das heißt aber, dass man die jenseitige Welt ohne derartige massive Eingriffe nicht für fähig hielt, ein Weiterleben der Seele zu gewährleisten. Die alte Vorstellung von den Ahnen hatte sich somit strikt säkularisiert und auf Einwirkungen aus dieser Welt ausgerichtet.[289] Dieser Gedanke ist seit der Jungsteinzeit geprägt von der Idee einer generellen Manipulierbarkeit der Welt, die ins Jenseits reicht und häufig vom diesseitigen Status und den ökonomischen Möglichkeiten des Toten bestimmt wird.[290] Ähnliche Vorstellungen gab zum Beispiel bei den Maya und Azteken, ebenso in der aus buddhistischen, daoistischen und konfuzianischen Konzepten verschmolzenen chinesischen Religion, und sie wurden schon sehr früh zum Beispiel durch Grabbeigaben und Manipulationen an den Toten manifest. Diese waren ursprünglich der Adelsschicht vorbehalten. Diesseitige Ungleichheiten wurden ins Jenseits transportiert. Die Prunkgräber weisen generell auf diesen Sachverhalt hin, selbst dort, wo keine oder kaum schriftliche Zeugnisse vorhanden sind. In einer derart säkular ausgerichteten Totenwelt wirkte ein Totengericht nach dem Prinzip Hoffnung als ein die Ungerechtigkeiten der Welt ausgleichender und eine Heilsgewissheit (bei entsprechender Lebensführung) suggerierender Filter.[291]
- Dasselbe gilt für die Tatsache, dass in Ägypten das von der Göttin der Gerechtigkeit Maat überwachte und vom alten Vegetationsgott Osiris geleitete Totengericht auch magisch beeinflusst oder gar beschwindelt werden konnte (vgl. die Pyramidentexte und Totenbücher). Die Strafen wurden durch mitgebrachte Uschebti-Tonfiguren übernommen, um dem Toten ein angenehmes, ja luxuriöses Leben im Jenseits zu ermöglichen. Eine Ausnahme stellten die Pharaonen dar, von denen man annahm, dass sie direkt zu den Göttern reisten, zu denen sie ja gehörten. Allerdings hatten sie in nach anderen Texten durchaus vor dem Totengericht zu erscheinen.
- Die Unterwelt, das Jenseits enthielt mitunter ein spezielles Gefängnis für Titanen und sonstige Unerwünschte, ein willkürlicher Strafort. Davon ist später die Vorstellung der christlich-jüdisch-islamische Hölle beeinflusst worden. Im Islam gibt es gleich sieben davon, aber auch im Christentum gibt es die Vorstellung vom Fegefeuer mit sieben Kreisen. Die Hölle bei Dante (vgl. Göttliche Komödie) hatte sogar deren neun.
- Diese und andere Vorstellungen sind wie die Seelenwanderung der Orphiker und der Pythagoreer, vor allem aber der östlichen Religionen Hinduismus und Buddhismus derart über den Dharma- und Karma-Gedanken in die Glaubenssysteme strukturell integriert, dass der ethische Dualismus von Gut und Böse oder der spiritualistische von Hell und Dunkel hier in einen ontologischen Dualismus von vergänglichem Sein und ewiger Ordnung und Harmonie umgewandelt wird. Ein Totengericht wäre unter diesen Voraussetzungen nicht mehr „nötig“, ist dort allerdings mit einem Totenrichter Yama vorhanden.[292]

Die genannten Phänomene sind symptomatisch für das Verlangen nach einem schon im Diesseits bestimmbaren Erlösungsweg, wie ihn etwa Max Weber in seiner Religionssoziologie darstellt. Weber zog unter Einbezug gesellschaftlicher Faktoren diesen Gedanken noch weiter aus:

„Die Regel, zumal bei Religionen, die unter dem Einfluss herrschender Kreise stehen, ist … die Vorstellung, dass auch im Jenseits die diesseitigen Standesunterschiede nicht gleichgültig bleiben werden, weil auch sie gottgewollt waren, bis zu den christlichen ‚hochseligen‘ Monarchen hinab. Die spezifisch ethische Vorstellung aber ist ‚Vergeltung‘ von konkretem Recht und Unrecht aufgrund eines Totengerichts, und der eschatologische Vorgang ist also normalerweise ein universeller Gerichtstag … Himmel, Hölle und Totengericht haben fast universelle Bedeutung erlangt, selbst in Religionen, deren ganzem Wesen sie ursprünglich so fremd waren wie dem alten Buddhismus.“